# Ingrid Bergman
Pour les articles homonymes, voir Bergman.
Ingrid Bergman [ˈɪŋːrɪd ˈbærjman] , née le 29 août 1915 à Stockholm et morte le 29 août 1982 à Londres, est une actrice suédoise de cinéma, de théâtre et de télévision, considérée comme l'une des plus grandes vedettes de l'histoire du cinéma européen et américain, et comme l'une des légendes de l'âge d'or hollywoodien des années 1940 puis du néoréalisme italien des années 1950.
Elle commence sa carrière dans la vieille ville de Stockholm en jouant la nièce de Julia Cæsar dans la comédie policière Le Conte du pont au moine (1935) d'Edvin Adolphson. Après avoir obtenu reconnaissance et célébrité pour ses rôles dans des films suédois tels que Intermezzo (1936) et Visage de femme (1938) de Gustaf Molander, et après avoir signé un bref contrat avec l'Universum Film AG en Allemagne nazie, le déclenchement de la Seconde Guerre mondiale la pousse à déménager en Californie, où elle joue dans des productions qui deviendront des grands classiques du cinéma américain et cimenteront son statut de diva internationale : Casablanca (1942) de Michael Curtiz, Pour qui sonne le glas (1943) de Sam Wood et Hantise (1944) de George Cukor, qui lui vaut l’Oscar de la meilleure actrice. Elle connaît son apogée hollywoodienne avec trois films d'Alfred Hitchcock : La Maison du docteur Edwardes (1945), Les Enchaînés (1946) et Les Amants du Capricorne (1949). Elle poursuit également une carrière théâtrale fructueuse en jouant dans les pièces Liliom (1940), Anna Christie (1941) et Jeanne de Lorraine (1946-1947).
Après dix ans passés en Amérique, l'actrice, qui avait visionné Rome, ville ouverte (1945) et Païsa (1946), envoie une lettre de félicitations au réalisateur italien Roberto Rossellini, dans laquelle elle propose ses services en tant qu'actrice. Dès le tournage du drame néoréaliste Stromboli, en 1950, elle noue avec le réalisateur une relation qui fait scandale, car tous deux sont mariés. Après l'avoir épousé, elle est dirigée par Rossellini dans Europe 51 (1952), l'épisode Ingrid Bergman de Nous les femmes (1953), Voyage en Italie (1954), La Peur (1954) et Jeanne au bûcher (1954). En 1956 à Paris, elle tourne Elena et les Hommes de Jean Renoir, puis à Londres Anastasia d'Anatole Litvak, qui lui vaut un deuxième Oscar.
Après y avoir été victime d'ostracisme pendant sept ans pour sa vie sentimentale jugée trop libre, elle est de nouveau accueillie aux États-Unis, participant à des films tels que Indiscret (1958)  de Stanley Donen et Fleur de Cactus (1969) de Gene Saks. Elle préside au jury du Festival de Cannes 1973, puis remporte en 1975 son troisième Oscar, celui de la meilleure actrice dans un second rôle, pour sa prestation dans Le Crime de l'Orient-Express (1974), filmé à travers l'Europe par Sidney Lumet. En 1978, se remettant d'une mastectomie, elle joue dans Sonate d'automne d'Ingmar Bergman, dans ce qui est la première rencontre artistique entre les deux plus grands noms du cinéma suédois de l'époque. Deux ans plus tard, elle publie son autobiographie Ma vie, écrite en collaboration avec Alan Burgess. En 1981, elle joue dans Une femme nommée Golda, un téléfilm biographique sur la première ministre israélienne Golda Meir. Après une longue bataille contre le cancer du sein, elle meurt à Londres le 29 août 1982, le jour de son 67e anniversaire.
Elle a remporté la Coupe Volpi à la Mostra de Venise, deux David di Donatello, deux Rubans d'argent, quatre Golden Globes, trois Oscars, un BAFTA, deux Emmys et un Tony. L'Institut américain du cinéma a classé Bergman au quatrième rang des plus grandes légendes féminines du cinéma hollywoodien classique. Bergman parlait cinq langues — le suédois, l'allemand, l'anglais, l'italien et le français — et a joué dans chacune d'entre elles.

## Biographie

### Famille et jeunesse

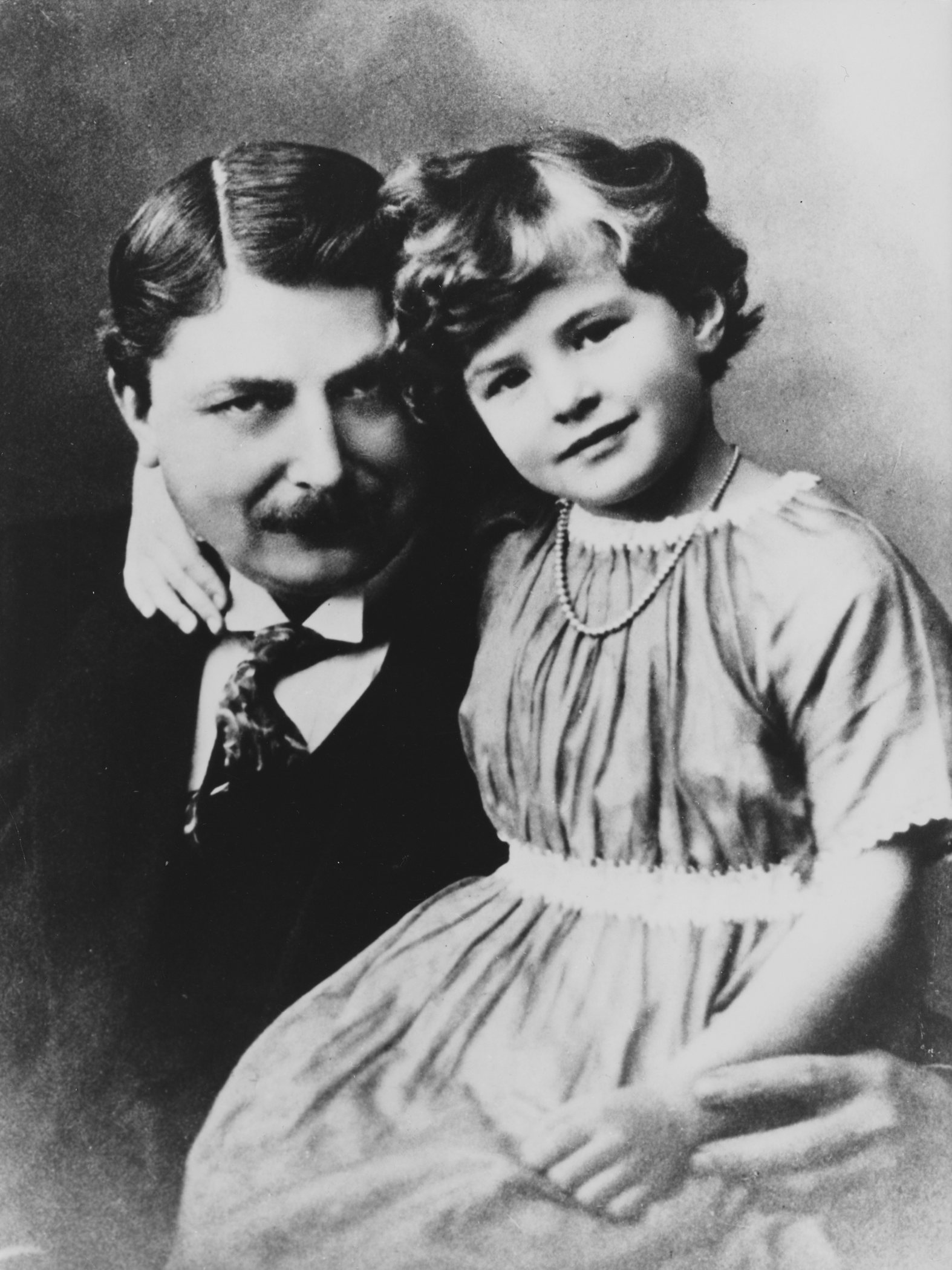
Justus Bergman avec sa fille Ingrid, six ans (1921).

Ingrid Bergman est née le 29 août 1915 dans un immeuble de six étages situé sur Strandvägen, dans le centre de Stockholm. Elle porte le prénom de la princesse suédoise Ingrid Bernadotte,,,,. Elle n'a aucun lien de parenté avec son compatriote le réalisateur Ingmar Bergman (1918-2007) avec lequel elle travaillera dans Sonate d'automne (1978),. Son père, Justus Samuel Bergman (1871-1929), est le treizième des quatorze enfants de Johan Peter Bergman (1823-1908), professeur de musique et organiste dans le Comté de Kronoberg,, et de Britta Sophia (née Samuelsdotter ; 1830-1912). Ayant quitté le domicile familial à l'âge de 15 ans, il subvient à ses besoins en effectuant de petits boulots dans des magasins ; il gagne sa vie en peignant et en chantant. À son retour de Chicago, dans l'Illinois, où il a vécu pendant dix ans chez la sœur de sa mère,, il travaille dans des boutiques d'artistes avec des accessoires photographiques qui ont piqué son intérêt. En 1900, alors qu'il traîne avec ses dessins et son chevalet dans un parc de Stockholm, il rencontre Frieda Henrietta Adler (1884-1918), une jeune Allemande de 16 ans originaire de Kiel,,. Les parents de la jeune fille désapprouvent d'abord la relation de leur fille avec Bergman, estimant qu'il n'est pas d'un niveau social suffisamment élevé et qu'il est beaucoup trop âgé,,,. En 1907, alors que Bergman — qui mène une vie frugale et possède un magasin de photographie — a mis de côté une somme considérable sur son compte en banque, les parents d'Adler acceptent le mariage,. Le mariage a lieu à Hambourg. Adler s'installe à Stockholm avec son mari. Pendant son temps libre, elle peint et colorie à la main des photographies pour des clients ; elle se distingue par sa discipline et son côté pragmatique. Bergman travaille dans un magasin qui fournit des peintres et des photographes. Il cultive ses passions artistiques comme des violons d'Ingres.
Après la naissance de sa fille, baptisée selon le rite luthérien (le pasteur Erik Bergman, père du futur réalisateur Ingmar Bergman, a présidé la cérémonie), il l'a photographiée ainsi que sa famille,. Il emprunte l'un des premiers appareils photo disponibles dans le commerce pour photographier sa fille en mouvement. « J'étais probablement l'enfant la plus photographiée de toute la Scandinavie », se souvient-elle,. Le 18 janvier 1918, Frieda Adler meurt à l'âge de 33 ans des suites d'une jaunisse,,. Bergman est aidé par sa sœur Ellen, qui vit à proximité, pour s'occuper de sa fille de deux ans. Malgré la perte de sa mère, elle considère son enfance comme « merveilleuse et idéale » et décrit le lien qui l'unissait à son père comme très fort,. Elle souligne que c'est grâce à lui qu'elle a appris à poser devant un appareil photo. Chaque été, elle se rend avec son père à Hambourg, chez ses grands-parents et chez les deux sœurs de sa mère, Elsa (qu'elle appelle « Mutti » parce qu'elle lui rappelle sa mère décédée) et Luna,. Elsa lui apprend à parler couramment l'allemand, l'encourage à lire et à réciter de courts poèmes allemands et à chanter des chansons locales.
En 1922, son père engage une gouvernante de 18 ans, Greta Danielsson, étudiante à l'école de musique, avec laquelle Bergman se lie d'amitié,,. Lorsqu'il se met en couple avec la gouvernante, malgré la grande différence d'âge, Ingrid Bergman, estimant que son père a « besoin d'amour », approuve leur relation. Face à la forte opposition des cousins de son père, Danielsson quitte la maison des Bergman et refuse la demande en mariage,. Bien qu'elle n'accepte pas le choix de son frère, Ellen s'occupe de sa fille ; tous deux assistent ensemble à la messe dominicale à l'église paroissiale Edwige-Éléonore,.
En 1924, Bergman prend la direction d'un chœur amateur mixte et entreprend avec lui une tournée dans trois villes des États-Unis. Sa fille est confiée à son oncle Otto et à sa tante Hulda. Ils ont eu cinq enfants — trois garçons (Bill, Bengt et Bo) et deux filles (Britta et Margit). Elle se lie d'amitié avec la plus jeune de ses sœurs, Britt,,,.

### Formation et intérêt pour le cinéma

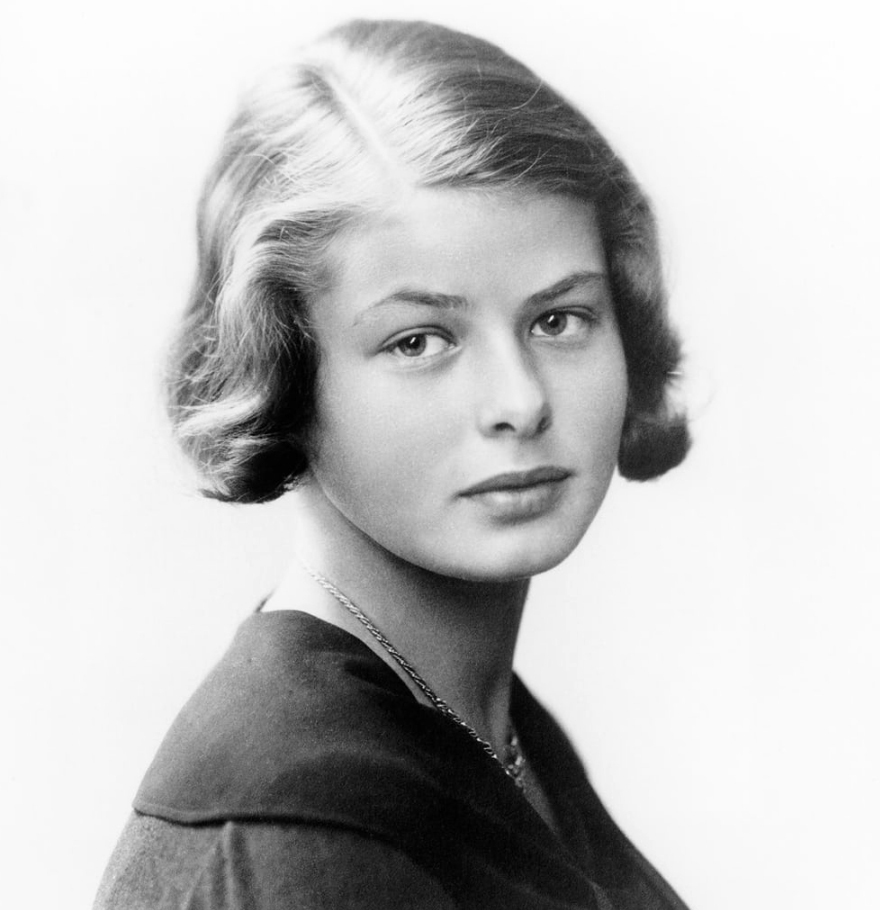
Ingrid Bergman à l'âge de 14 ans environ. L'autoportrait a été réalisé à l'aide d'un appareil photo hérité de son père.

En septembre 1922, elle entre dans un lycée de filles, situé à Kommendörsgatan 13. Elle obtient les meilleures notes en français et en allemand, alors qu'elle a des difficultés en cuisine et en sciences. Pendant ses études, elle aime réciter des poèmes ; selon Donald Spoto, elle impressionne et émeut ses camarades de classe avec son interprétation de Sveaborg, un fragment de Fänrik Ståls Sägner de Johan Ludvig Runeberg. Selon un élève, elle a interprété le poème avec « un tel pathos que toute la classe était assise, tremblante, les larmes aux yeux ». En 1925, elle remporte un concours de récitation et Sten Selander, qui lui remet le diplôme, déclare que « Mlle Bergman ira sans doute loin ».
À l'automne 1926, elle se rend pour la première fois avec son père au Théâtre dramatique royal, où se joue Motłoch de Hjalmar Bergman. À partir de ce moment-là, elle va régulièrement au théâtre, regarde des pièces avec Gösta Ekman, entre autres, et se passionne pour la scène. À l'école, elle récite de mémoire des extraits des pièces qu'elle a vues,. Malgré cela, elle se souvient de sa période de scolarisation de manière désagréable. « Je détestais l'école parce que j'étais plus grande que les autres, maladroite et timide. Non pas que je me taisais tout le temps, mais je ne parlais que quand il le fallait [...] L'école, c'était l'enfer. Et je me sentais seule », a-t-elle soutenu,.
En 1929, Justus Bergman tombe malade d'un cancer de l'estomac (selon d'autres sources en 1927). Avec Danielsson, il se rend en Bavière pour une consultation médicale. Il meurt le 29 juillet 1929 à l'âge de 58 ans,,. Après la mort de son père, Bergman se renferme sur elle-même et ne s'intéresse ni à la récitation, ni au cinéma, ni au théâtre. Elle s'installe à Nybergsgatan 6 chez sa tante Ellen, qui meurt l'année suivante,. La jeune Bergman, âgée de moins de 15 ans, déménage alors chez son oncle Otto et sa tante Hulda à Artillerigatan 43. Cette série de tragédies familiales a un effet négatif sur elle — elle devient froide et réservée et se méfie de tout le monde. En 1931, elle revient au théâtre, rêvant de devenir la nouvelle Sarah Bernhardt et de pouvoir jouer avec Ekman. « Je suppose que le théâtre était pour moi une sorte de refuge. Les personnes qui se sentent seules et qui ont du mal à se trouver sont souvent impliquées dans le théâtre parce qu'il y a des masques à mettre. Ils aident une personne à se libérer de ce qu'elle craint. Ce que je dis sur scène n'est pas écrit, et la personne que je prétends être n'est pas vraiment moi. C'est une échappatoire », se souvient-elle.

### Années 1930

#### Premiers films (1932-1935)

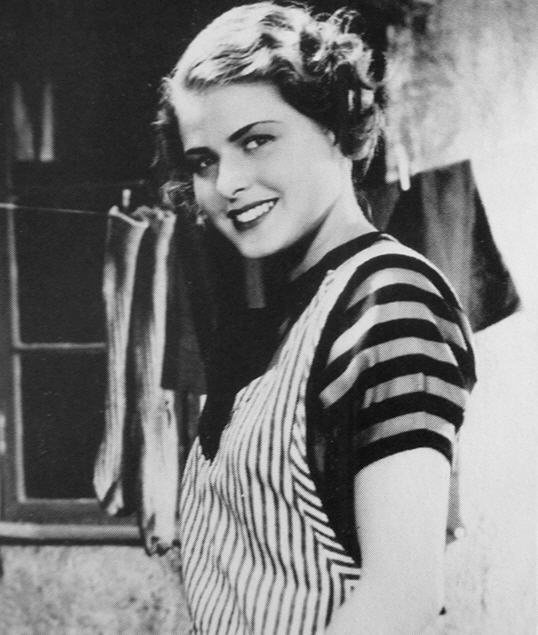
Bergman dans le rôle de la servante Elsa dans le film Le Conte du pont au moine (1935).

En 1932, avec l'aide de Danielsson, qui recevait occasionnellement des offres pour travailler comme figurante dans des films, elle se rend au studio Svensk Filmindustri et se voit offrir la possibilité de participer à une scène du drame Landskamp (réalisé par Gunnar Skoglund ; tous deux ne sont pas mentionnés au générique). Elle est payée 10 couronnes pour la figuration et se souvient du travail sur le plateau comme de l'un des jours les plus agréables de sa vie. Ce travail d'un jour a éveillé son désir de devenir une actrice professionnelle,,. L'oncle Otto et la tante Hulda sont sceptiques quant aux projets de carrière cinématographique de Bergman ; ils pensent que la jeune fille devrait devenir secrétaire ou vendeuse, puis se marier. Après avoir obtenu son diplôme de fin d'études secondaires en 1933, elle fait le 2 juin une sélection de textes pour trois auditions au Théâtre dramatique royal (elle choisit des monologues de L'Aiglon d'Edmond Rostand, Le Jeu des ombres d'August Strindberg et une scène sur une paysanne tirée d'une comédie paysanne hongroise), où Greta Garbo et Lars Hanson, entre autres, s'étaient entraînés dans le passé. Elle se prépare à l'examen sous la direction de Gabriel Alwa (elle prend également des cours particuliers de gymnastique avec Ruth Kylberg). Après avoir présenté un extrait d'Orlątki, la commission interrompt sa prestation. Le lendemain, après avoir livré sa propre interprétation de Strindberg et du rôle de la paysanne lascive, elle est acceptée en première année, avec six autres candidats, sur quarante-huit (selon David Thomson, il y avait soixante-quinze candidats en lice pour huit places).
Selon Charlotte Chandler, les premiers mois de Bergman au Théâtre dramatique royal sont heureux et elle prend plaisir à apprendre. Ses collègues soulignent sa confiance, son talent et son engagement,. Anna Norrie joue un rôle clé dans l'éducation de Bergman, lui apprenant les bases du mouvement scénique et à écouter les autres artistes. À l'automne 1933, Alf Sjöberg lui propose de jouer dans une production d'Ett brott de Sigfrid Siwertz, ce qui est contraire au règlement de l'école, selon lequel les étudiants ne peuvent obtenir leur premier rôle qu'après trois ans d'études. Ce choix a amené certains de ses camarades de classe — selon les biographes — à « détester » Bergman, ; l'un d'entre eux a frappé l'actrice en herbe à la tête avec un livre dans un acte de jalousie. Entre autres incidents, il y a eu des crachats et des agressions physiques. Sous la pression, Sjöberg cède et Bergman se retire pendant les répétitions. En avril 1934, avec un groupe de jeunes filles de première année, elle est engagée par Sjöberg comme figurante dans la comédie Les Rivaux de Richard Brinsley Sheridan.
En 1934, Edvin Adolphson l'engage pour le rôle de la servante Elsa Edlund dans la comédie Le Conte du pont au moine (1935), qu'il réalise avec Sigurd Wallén. Bien qu'elle ait enregistré ses scènes en douze jours, elle est restée sur le plateau pendant six semaines, désireuse de mieux connaître l'ensemble du processus cinématographique ; elle s'intéressait à tous les aspects de la production ; le tournage lui a notamment permis de côtoyer Julia Cæsar, actrice et meneuse de revue émérite de la scène suédoise avec quelque 130 films à son actif en fin de carrière (d'environ 1906 à sa mort en 1971). Pour sa prestation dans le film, Bergman reçoit 150 couronnes et des critiques dithyrambiques. Les critiques estiment qu'elle « a fait preuve de beaucoup de talent et d'assurance » et la décrivent comme « une jeune femme vivifiante et naturelle, un atout vraiment précieux pour le film ». Elle obtient son engagement grâce à l'intervention de Gunnar Spångberg, un ami proche de son père (Karin Swanström, directrice artistique de Svensk Filmindustri, organise son audition, dirigée par Gustaf Molander),,.

#### Contrat avec Svensk Filmindustri (1935-1938)

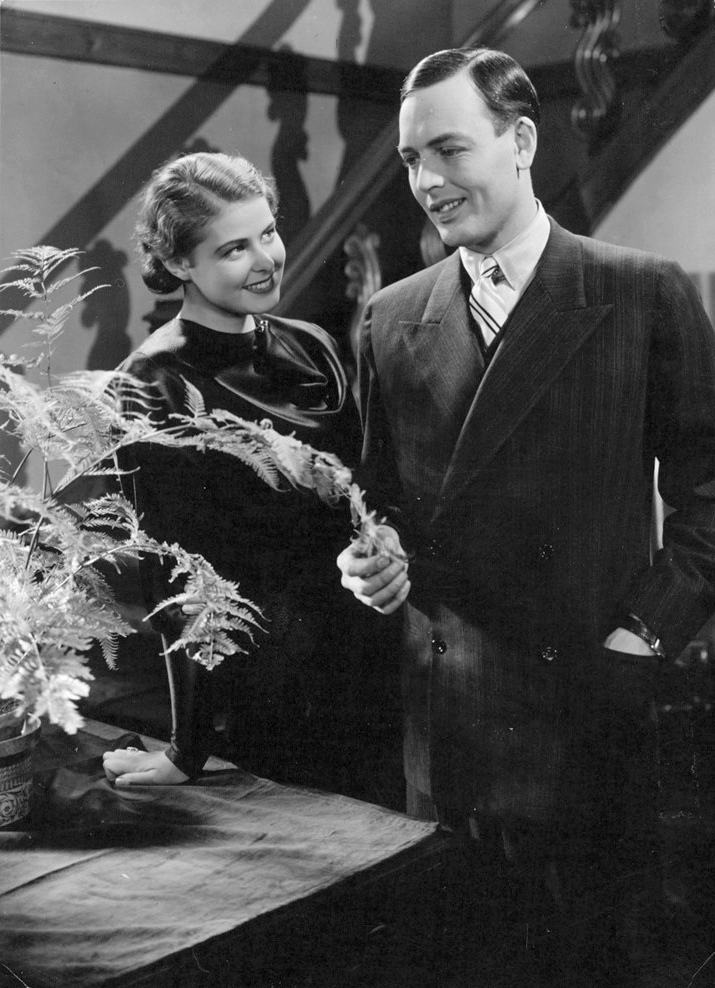
Ingrid Bergman et Håkan Westergren dans Swedenhielms (1935).

Après avoir signé un contrat pour d'autres apparitions au cinéma, elle démissionne du Théâtre dramatique royal à l'été 1934, malgré les objections du metteur en scène, Olof Molander,. Son deuxième projet est le drame Bränningar d'Ivar Johansson (1935). Elle y incarne un personnage très différent de ses débuts : Karin Ingman, fille d'un pauvre pêcheur (Carl Ström), séduite par un pasteur libidineux (Sten Lindgren). Le pasteur l'abandonne lorsqu'il s'avère qu'Ingman est tombée enceinte,,. Malgré un scénario plus faible, le film a de nouveau reçu des critiques favorables. Les critiques ont salué sa « prestation équilibrée et affectueuse » ainsi que sa « grâce et son naturel ». Avant de tourner son projet suivant, le studio ajoute 500 couronnes d'assurance annuelle au contrat de Bergman, augmentant ainsi son salaire de vingt pour cent chaque année. Elle est également reconnue comme « la nouvelle venue la plus prometteuse du paysage cinématographique suédois ».
La troisième production de 1935 est la comédie dramatique Swedenhielms de Hjalmar Bergman, inspiré de la pièce éponyme, mise en scène en 1923 par Molander, que Bergman décrit comme « un maître de la comédie sérieuse ». Bien que le rôle d'Astrid, une riche mariée amoureuse du fils de Swedenhielm (Håkan Westergren) ne fasse qu'une apparition dans le film, elle réalise un rêve de jeunesse en jouant avec Ekman,,. Elle se félicite d'avoir eu l'occasion de travailler avec lui et Molander, soulignant leur serviabilité, leur cordialité et leur gentillesse,. La presse allemande et suédoise apprécie la prestation de Bergman, et une courte note la concernant est publiée dans l'hebdomadaire américain Variety,. À la fin de l'année 1937, elle a remporté un sondage auprès des téléspectateurs suédois pour le titre de « Vedette de cinéma la plus admirée de l'année ».
Le drame La Nuit de la Saint-Jean de Gustaf Edgren, son dernier film de l'année 1935, traite de l'avortement et de l'infidélité conjugale. Dans ce film, Bergman joue le rôle de Lena, la fille d'un éditeur de journaux (Victor Sjöström) qui est malheureuse en amour avec un homme marié (Lars Hanson). En raison de son sujet, le film suscite la controverse en dehors de la Suède et ne sort aux États-Unis qu'en 1941, après l'intervention de la censure,. La suite de sa collaboration avec Adolphson, Hanson et Molander est le drame På Solsidan (1936). Elle y interprète le rôle d'Eva Bergh, une employée de banque qui épouse un riche propriétaire (Hanson) et mène une vie prospère à la campagne. Bien que, selon Spoto, le film de Molander soit une « bagatelle romanesque » et que certains critiques le trouvent ennuyeux, la prestation de Bergman est appréciée aux États-Unis, le New York Times citant comme points forts son « naturel et sa grâce » qui font que « Mlle Bergman domine le domaine ». Quant à Variety, il fait le portrait de Bergman comme d'une actrice « digne d'une place à Hollywood »,,,,.

#### Intermezzo(1936)

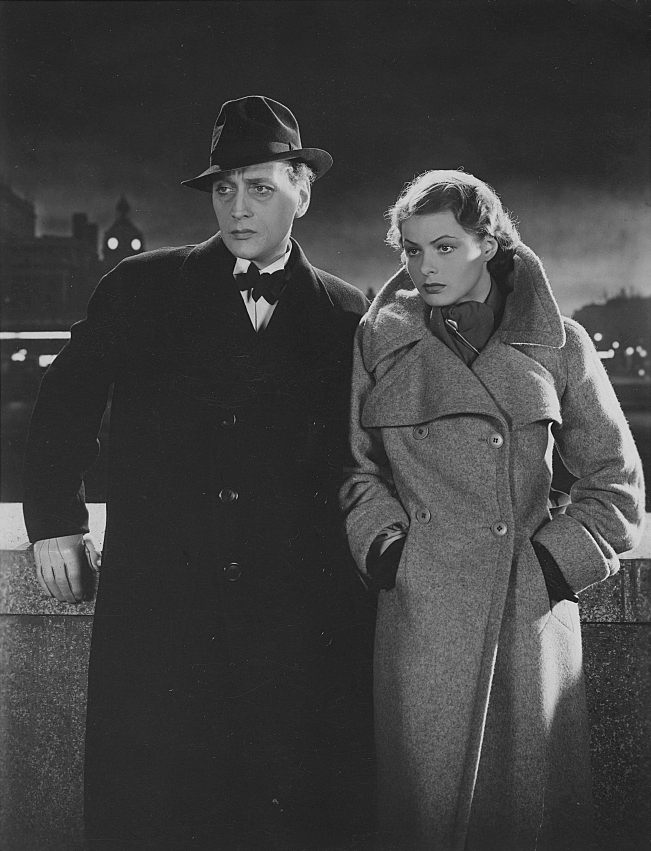
Gösta Ekman et Bergman dans une scène du film Intermezzo (1936).

Le scénario du drame Intermezzo (1936) de Gustaf Molander a été écrit spécifiquement pour Bergman, qui avait pour partenaire Gösta Ekman dans le rôle principal masculin. L'intrigue est centrée sur un violoniste (Ekman) qui entretient une liaison avec Anita Hoffman (Bergman), la jeune enseignante de sa fille,,,. Le réalisateur a parlé du professionnalisme de Bergman et de sa disponibilité pour chaque prise. Spoto estimait qu'elle avait intégré dans le personnage d'Anita le lourd défi du conflit entre carrière et sentiments, ce qui rendait son rôle si réel. Un critique a écrit que « Ingrid Bergman ajoute une nouvelle Victoria aux précédentes ». Après le tournage, Molander a envoyé des fleurs à l'actrice, exprimant son appréciation pour sa performance. Le thème principal d'Intermezzo est celui de la rédemption et du pardon, un thème souvent utilisé dans les autres films du réalisateur. Variety prédit de nouveau que « le destin de l'étoile d'Ingrid Bergman est Hollywood »,.
Le 15 janvier 1937, elle joue au Komediteatern (sv) dans la version suédoise de la pièce française L'Heure H de Pierre Chaine, une satire sur des révolutionnaires communistes qui projettent de saboter une usine. Malgré son petit rôle, sa présence dans la pièce est bien accueillie ; un critique a déclaré que « de grands succès peuvent être augurés pour ses futurs rôles dramatiques ». La pièce est jouée 128 fois. Après son mariage en 1937,, elle renonce à jouer au cinéma pendant plus d'un an ; elle apparaît avec Adolphson dans la pièce Jean de Ladislaus Bus-Fekete,. Molander, mentor de Bergman, lui confie le rôle de Julia dans Dollar (1938), une comédie adaptée de la pièce de Hjalmar Bergman, qui met en scène des mœurs conjugales désastreuses et trois couples qui se draguent les uns les autres sans vergogne. Les biographes et les critiques soulignent son sens de la comédie, ses gestes et ses regards spontanés,. Compte tenu de son statut de vedette en Suède, le réalisateur l'a choisie comme protagoniste, et les critiques ont remarqué son jeu, qui a éclipsé les autres acteurs sur le plateau,.

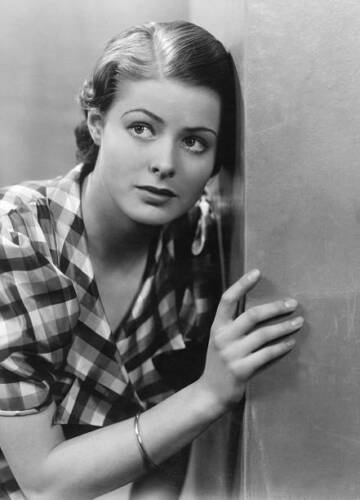
Bergman en 1936 dans une photo promotionnelle pour Svensk Filmindustri.

Elle entame alors le tournage de son cinquième film avec Molander, le drame romantique Une seule nuit. Elle est réticente à accepter le projet, estimant que le scénario est « embarrassant ». Elle accepte de jouer à condition de pouvoir jouer dans le drame Visage de femme,. À la suite des négociations, dans les deux productions susmentionnées, son nom apparaît en premier au générique. Le rôle d'Eva Beckman dans Une seule nuit est caractérisé par la froideur ; la protagoniste rejette l'affection d'un avocat du cirque (Adolphson). À la fin de l'année, elle remporte un sondage auprès des téléspectateurs suédois sur la « vedette de cinéma la plus admirée de 1937 », devant Greta Garbo. La reconnaissance dont elle commence à bénéficier après l'avant-première d'Intermezzo en décembre aux États-Unis conduit à l'organisation de projections supplémentaires pendant les vacances de Noël. Le New York Times estime que « la crédibilité des interprétations et en particulier celle de la jeune et ravissante Ingrid Bergman, confirme la haute réputation qu'elle a acquise dans son pays et à l'étranger ».

#### Visage de femme(1938)

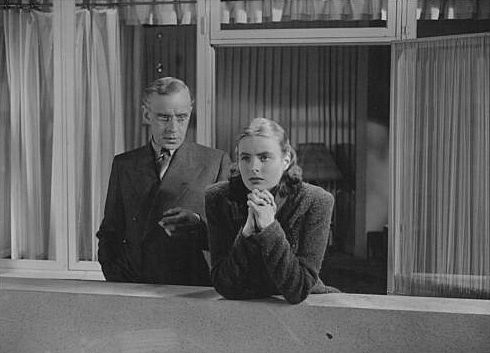
Anders Henrikson et Ingrid Bergman dans Visage de femme (1938).

Son dernier film pour la Svensk Filmindustri est Visage de femme (1938) de Gustaf Molander, d'après une pièce de Francis de Croisset. Elle y accomplit, selon Spoto, l'une de ses « interprétations les plus profondes et les plus complexes ». Elle y joue le rôle d'Anna Holm, chef d'un groupe de maîtres chanteurs, une femme au visage déformé qui n'a aucun scrupule. Ce n'est qu'après avoir subi une opération de chirurgie esthétique qu'une transformation spirituelle s'opère dans le personnage,. Pour accroître le réalisme de son visage déformé, elle a utilisé un moule spécialement conçu par son premier mari, Petter Lindström,,. La fin, dans laquelle Holm attend le verdict du tribunal (pour avoir commis un meurtre et sauvé la vie du garçon), a été — à son initiative — laissée à l'appréciation du public,,. Le New York World-Telegram écrit que « Ingrid Bergman est une autre Garbo ... aussi bonne que Garbo l'était dans ses premières productions »,. Le Stockholms-Tidningen (sv) qualifie le film d'« excellent et de classe mondiale ».

#### Contrat avec Universum Film AG (1938)
En 1938, elle signe un contrat avec le studio allemand Universum Film AG (UFA) pour la réalisation de deux films. Le ministre de l'Éducation du peuple et de la Propagande de l'époque, Joseph Goebbels, admirateur du talent de Bergman,, la félicite. Sa sympathie est d'autant plus grande que Bergman est à moitié allemande et qu'elle parle bien la langue.
Son premier projet allemand est la comédie romantique Quatre Filles courageuses (1938, également connu sous les titres Les Quatre Compagnes ou Filles modernes) de Carl Froelich, d'après la pièce de théâtre éponyme de Jochen Huth,,,,. Le film est tourné entre mi-avril et fin mai 1938 dans le studio Froelich de Berlin-Tempelhof. Pendant le tournage, Froelich emmène Bergman à une convention nazie où Adolf Hitler fait un discours. L'actrice est la seule parmi les invités réunis à refuser de faire le salut Heil Hitler. Pendant sa carrière en Allemagne, Bergman a passé beaucoup de temps avec sa tante Elsa, qui était, selon les mémoires de Lindström, une « nazie fanatique ». Pour lui plaire, l'actrice adopta le salut en question, l'utilisant parfois — comme l'écrit Spoto — « lorsqu'on attendait d'elle qu'elle le fasse chez Mutti Adler ». Bergman, qui ne s'intéressait pas aux questions politiques, ignorait la symbolique des gestes de la salutation et leur interprétation. Les biographes ont souligné la tension croissante pendant le tournage du film, ainsi que le malaise causé par la situation politique de l'époque,. Le film, qui raconte l'échec de quatre femmes à la tête d'une agence de publicité, est un échec financier et critique,. La mauvaise humeur est aggravée par les remarques fréquentes du réalisateur et les nausées causées par la grossesse de Bergman. Le film sort le 1er octobre 1938 en Allemagne et le 6 janvier 1939 en France.
Plus tard, elle a affirmé que si elle avait été au courant de la situation politique en Allemagne à la fin des années 1930 (Bergman ne s'intéressait pas du tout à la politique), elle n'aurait pas choisi de travailler dans ce pays. En raison du manque d'offres intéressantes en provenance d'autres pays, elle prolonge son contrat avec la UFA pour une année supplémentaire, (Laurence Leamer a écrit que Lindström, opposé à ce qu'elle travaille dans l'Allemagne nazie, a contacté l'imprésario Helmer Enwall (sv) pour l'aider à trouver des rôles pour elle en Angleterre ou aux États-Unis). Un film prévu par l'UFA dans lequel elle devait incarner Charlotte Corday, la meurtrière de Jean-Paul Marat, ne se concrétise pas en raison de la situation politique.

#### Contrat avec Selznick International Pictures (1939–1946)

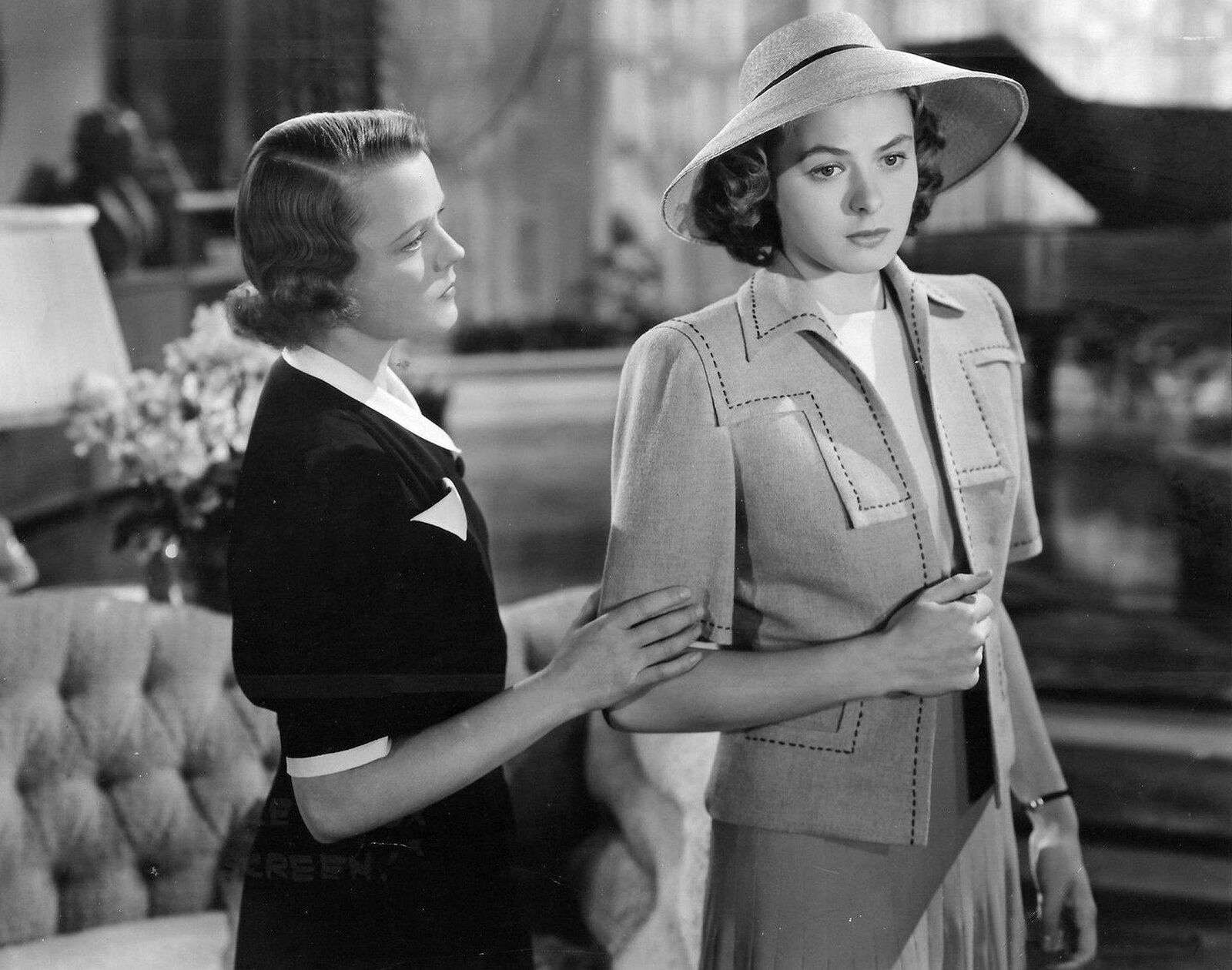
Edna Best et Bergman dans une scène du film Intermezzo (1939), le remake américain du film suédois de 1936.

Les critiques ayant fait l'éloge de sa prestation dans le film suédois Intermezzo (1936) ont suscité l'intérêt de Hollywood pour Bergman,. Après la naissance de sa fille Pia en septembre 1938, elle reçoit une offre de Jeni Reissar, le représentant du producteur David O. Selznick pour l'Europe, pour jouer dans le remake américain Intermezzo. Elle envisage avec réalisme de partir car en Suède, où elle a le statut de star, elle reçoit rarement des offres pour jouer dans des films comme Le visage d'une femme. Après des négociations menées par Lindström, elle refuse de signer un contrat de sept ans avec Selznick. Sur l'insistance de son mari, elle accepte de se rendre aux États-Unis à la fin de l'année 1938 pour jouer dans le remake susmentionné. Elle apprend l'anglais avec l'aide de Kay Brown, qui finalise le contrat. Accompagnée de cette dernière, elle s'embarque pour l'étranger à bord du RMS Queen Mary le 20 avril 1939,. Le contrat négocié prévoit sa participation au tournage suivi par un retour immédiat en Suède. Pour améliorer son anglais, elle se rend au théâtre pour voir des pièces (dont Abe Lincoln in Illinois de Robert E. Sherwood) et fait appel à des cours particuliers,. On lui recommande également d'américaniser son nom de famille en Berryman ou Lindström (du nom de son mari), de redessiner ses sourcils et d'améliorer sa dentition, mais elle refuse fermement, ayant critiqué la plupart des actrices dont l'apparence corrigée est, selon elle, trop différente de leur beauté naturelle,.
En mai 1939, elle commence le tournage du film Intermezzo réalisé par Gregory Ratoff. Elle est payée 2 500 dollars par semaine,. Selznick est particulièrement préoccupé par l'éclairage adéquat de l'actrice (il licencie le chef opérateur Harry Stradling pendant le tournage, engageant Gregg Toland pour le remplacer),. La réalisation est entravée par le producteur lui-même, qui interfère à plusieurs reprises avec le projet et introduit de nombreuses scènes qui, selon Spoto, font du film « un conglomérat de platitudes sucrées ». Pour Chandler, la version américaine diffère peu de l'original suédois, et les scènes impliquant Bergman sont « remarquablement semblables dans les deux versions ». Elle a pour partenaire Leslie Howard, qui fait office de coproducteur (connu pour son rôle d'Ashley Wilkes dans Autant en emporte le vent de Victor Fleming),,. Le tournage terminé, elle retourne à Stockholm,.

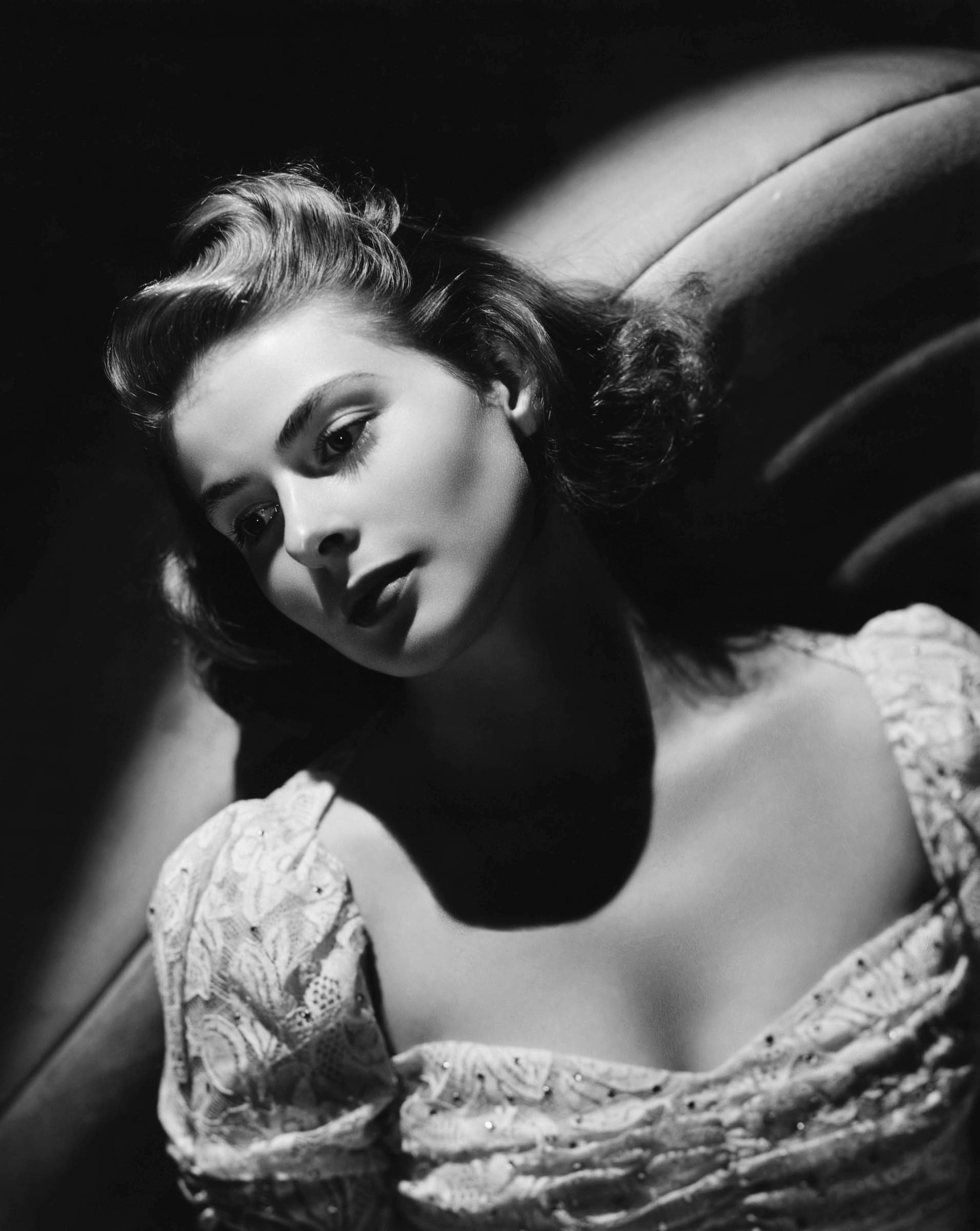
Bergman photographiée en studio par en 1939.

Lors de sa première, Intermezzo reçoit des critiques élogieuses et est un succès populaire auprès du public ; elle est décrite par Variety comme un « illustre cadeau de la Suède à Hollywood. », un autre critique note que « l'intrigue simple a été rehaussée par une nouvelle vedette : Ingrid Bergman ». Le New York Times cite sa « fraîcheur, sa simplicité et sa dignité innée », ajoutant que « Mlle Bergman a une ardeur, cette étincelle spirituelle qui nous fait croire que Selznick a trouvé la prochaine grande dame de l'écran »,,,. Après les critiques positives de sa prestation, le contrat de Selznick avec Selznick International Pictures est renouvelé pour l'année suivante. Il stipule les apparitions de Bergman dans deux films par an, le droit de jouer dans une pièce de théâtre (avec l'approbation de Selznick) et la possibilité de la prêter pour des pièces radiophoniques.
Le déclenchement de la Seconde Guerre mondiale en septembre 1939 l'empêche de continuer à travailler avec la UFA. Avant de retourner à Hollywood, elle joue dans son dernier film produit en Suède, le drame sur le harcèlement sexuel Quand la chair est faible (1940) de Per Lindberg, d'après un roman de Tory Nordström-Bonnier,. L'héroïne qu'elle incarne, Kerstin Norbäc, ayant entamé une liaison avec un homme inadapté (Gunnar Sjöberg), est contrainte, à la suite de la condamnation publique, de changer de nom (Sara Nordanå) et de déménager dans un autre lieu où elle entame une nouvelle phase de sa vie,. Selon Spoto, Bergman, à l'âge de 24 ans, avec son rôle dans Quand la chair est faible, « a compris instinctivement la gamme complexe d'émotions tortueuses qui jouent le rôle de sentiments dans le monde adulte ». Le film connaît un succès modéré en Suède.

### Années 1940

#### Liliom(1940)

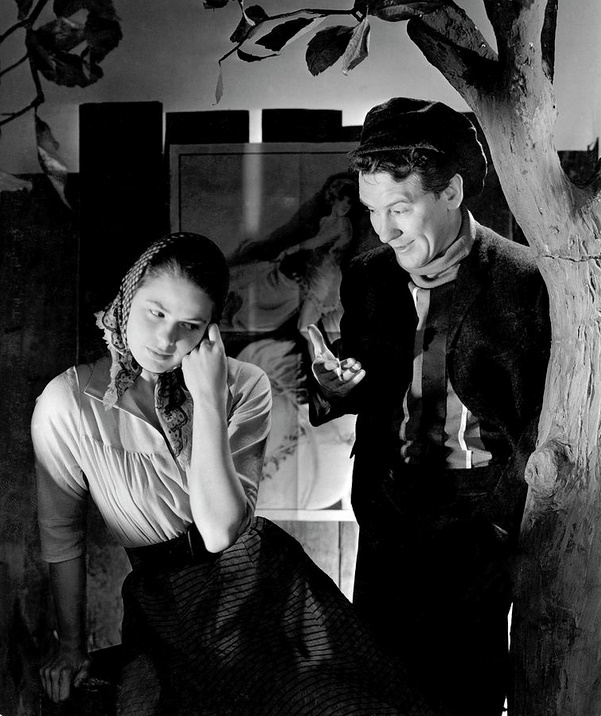
Bergman avec Burgess Meredith dans la pièce Liliom (1940), qui marque ses débuts à Broadway.

Le 2 janvier 1940, elle embarque avec sa fille Pia Lindström et sa nourrice de Gênes vers New York à bord du SS Rex,,. Elle arrive aux États-Unis dix jours plus tard et son arrivée est rapportée dans le New York Times,. Les premières semaines, elle reste sans emploi ; elle passe son temps libre à se promener, à pagayer sur le lac et à visiter des expositions universelles. Le 29 janvier, elle apparaît dans une adaptation radiophonique d'Intermezzo pour l'anthologie Lux Radio Theatre (en) diffusée sur NBC Blue Network.
Profitant de son temps libre, avec l'aide de Brown et du producteur Vinton Freedley, elle est engagée dans la pièce Liliom de Ferenc Molnár, mise en scène par Harry Howell. Elle y joue le rôle de Juliet, qui ne connaît son père que sous la forme d'un fantôme,. En raison de son accent suédois, elle prend des cours avec un professeur quatre heures par jour. Dans la pièce, elle a pour partenaire Burgess Meredith. Après la première, qui a lieu le 25 mars au 44th Street Theatre à Broadway, elle reçoit des critiques favorables,,, ; Brooks Atkinson, entre autres, écrit dans le New York Times : « Dans le rôle de Julie, nous découvrons une jeune actrice d'une capacité et d'un talent inégalés... Elle parle avec un léger accent. Mais elle a aussi une silhouette et des manières d'une beauté expressive, des yeux sensibles, des lèvres tendres, une voix aimable qui se prête à être entendue et modulée. De plus, elle semble maîtriser parfaitement le rôle qu'elle joue... Mlle Bergman donne au personnage une plénitude de vie et l'illumine de l'intérieur d'une beauté lumineuse »,. Sa interprétation est appréciée par Molnár.

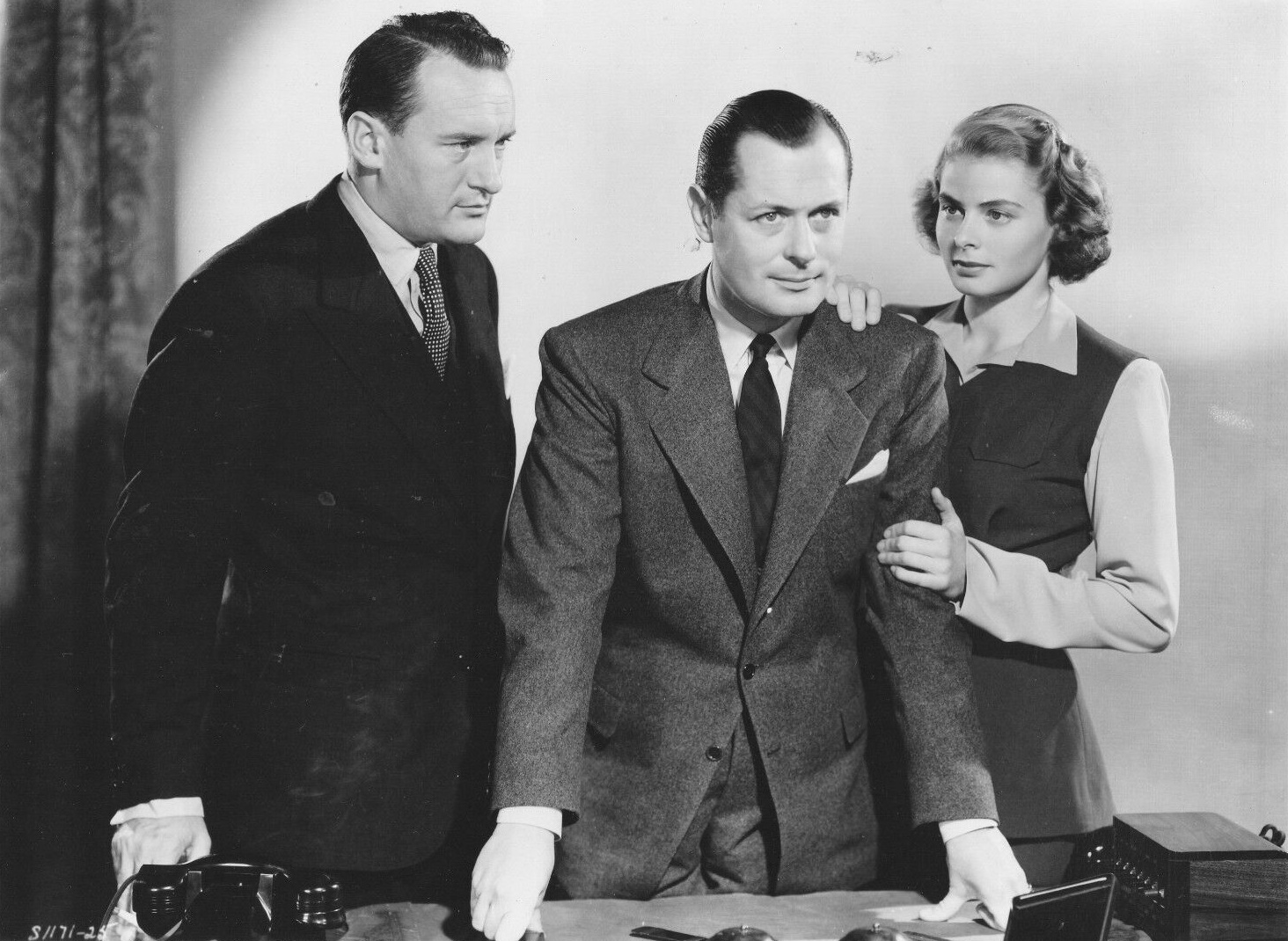
George Sanders, Robert Montgomery et Bergman dans La Proie du mort (1941).

Après avoir joué pendant six semaines dans la pièce Liliom au cours de l'été, elle est prêtée par Selznick à Columbia Pictures, pour laquelle elle joue aux côtés de Warner Baxter dans le drame romantique La Famille Stoddard de Gregory Ratoff,,. Malgré les mauvaises critiques du film, l'interprétation de Bergman est remarqué par les critiques, qui notent qu'elle « a prêté son grand talent à un film de série B »,. Fay Wray, qui faisait également partie de la distribution, a noté son professionnalisme et son engagement sans faille.
Son film suivant est le thriller psychologique noir La Proie du mort (1941) de W. S. Van Dyke pour la Metro-Goldwyn-Mayer, bénéficiant de nouveau d'un accueil plutôt tiède de la part du public et de la critique,,. Elle est accompagnée sur le plateau par Robert Montgomery et George Sanders. Le film, une adaptation à l'écran du roman éponyme de James Hilton de 1932, dépeint les vies de Stella Bergen (Bergman) et de Philip Monrell (Montgomery). Un homme souffrant de troubles psychiques se suicide de manière à jeter tous les soupçons sur son ami Ward Andrews (Sanders),. Bergman n'aime ni le scénario ni le film lui-même, tandis que Spoto trouve l'intrigue « risiblement invraisemblable ». En raison de sa relation conflictuelle avec le réalisateur, le tournage de La Proie du mort a été pour elle, de son aveu même, « un long cauchemar ». Le film de Van Dyke a reçu une plus grande reconnaissance en 1946, lorsqu'il est ressorti en salles.

#### Le filmDocteur Jekyll et Mister Hydeet la pièceAnna Christie(1941)

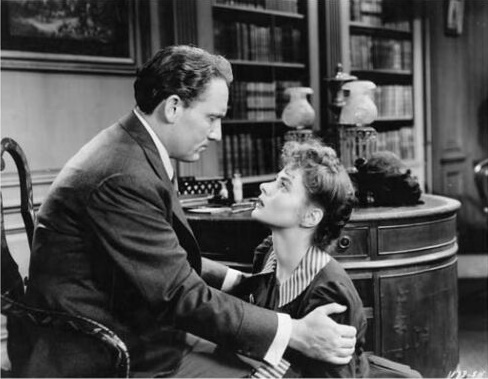
Spencer Tracy et Ingrid Bergman dans Docteur Jekyll et Mister Hyde (1941).

Son dernier projet de l'année 1941 est le film d'épouvante Docteur Jekyll et Mister Hyde de Victor Fleming, la sixième adaptation à l'écran du roman gothique L'Étrange Cas du docteur Jekyll et de mister Hyde écrit en 1886 par Robert Louis Stevenson. Bergman a d'abord été choisie pour incarner Beatrix Emery, la fiancée du personnage principal. L'actrice a trouvé le personnage ennuyeux et inintéressant. Lassée de jouer des rôles similaires, elle convainc le réalisateur, lors de son audition, de lui donner à la place le rôle d'Ivy Peterson, une serveuse et prostituée londonienne,,,,,. Selznick était sceptique face à la persistance de Bergman, estimant que cette interprétation pourrait ruiner sa réputation et sa carrière. Emery était interprétée par Lana Turner, avec Spencer Tracy dans le double rôle masculin principal. L'intrigue du film est centrée sur le Dr Henry Jekyll sauvant la serveuse Ivy Peterson de l'attaque d'un voyou. Malgré les sollicitations de la femme, le docteur ne répond pas à ses désirs. En ingérant une substance chimique, il sépare le bien du mal, et son alter ego, M. Hyde, sans scrupules moraux, se lance dans une liaison violente et sadomasochiste avec Peterson, qui se termine par la mort de la jeune fille,. Bergman s'est déclarée satisfaite de son travail sur le film et de son rôle, estimant qu'il lui a permis d'élargir sa palette de jeu. Les critiques ont été positives à l'égard de sa prestation,.

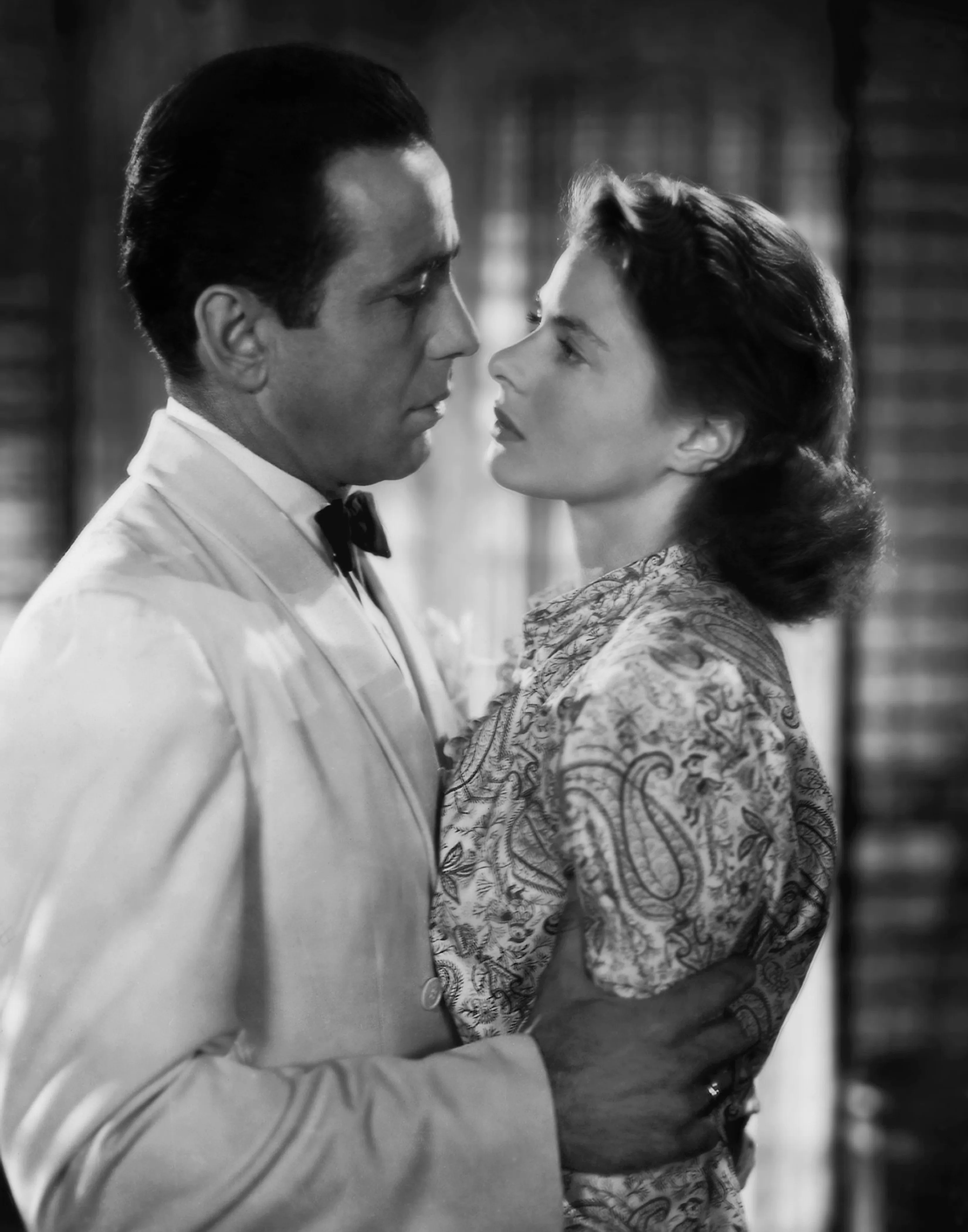
Humphrey Bogart et Bergman dans Casablanca (1942).

Profitant de la popularité croissante de Bergman, Selznick — poussé par des considérations financières et publicitaires — accepte de la faire participer à la pièce Anna Christie (en) d'Eugene O'Neill, mise en scène par John Houseman. Les représentations ont lieu à Santa Barbara et San Francisco, en Californie, et à Maplewood, dans le New Jersey. Le rôle du personnage-titre, une prostituée, vaut à l'actrice des critiques dithyrambiques, dont la suivante : « Elle a donné au drame d'O'Neill une interprétation poétique et, ce faisant, s'est taillé une place dans l'histoire du théâtre américain ». L'auteur de la pièce lui propose de rejoindre la troupe d'acteurs employés par le théâtre permanent, mais Bergman est contrainte de décliner l'offre en raison de la durée de six ans du projet et de ses obligations contractuelles envers Selznick.

#### Casablanca(1942)
De septembre 1941 à mai 1942, elle ne reçoit aucune nouvelle offre d'engagement de la part de Selznick. De ce fait, elle tombe dans une légère dépression. Début mai, elle se manifeste à Hollywood. Un producteur la prête au studio Warner Bros,. Hal B. Wallis, qui a acheté les droits de la pièce de théâtre Everybody Comes to Rick's (1940) pour 20 000 dollars, la rebaptise Casablanca et, après de nombreux changements, Humphrey Bogart et Bergman obtiennent les rôles principaux. Michael Curtiz est engagé comme réalisateur. Au début, elle a du mal à comprendre les subtilités de l'intrigue et du personnage qu'elle incarne (le scénario, sur lequel travaillent de nombreux scénaristes, a été révisé et modifié à de nombreuses reprises). Elle est d'abord mécontente d'avoir été choisie pour jouer dans le film, estimant que le personnage d'Ilsa Lund n'a pas besoin d'être beaucoup travaillé. L'intrigue du mélodrame noir Casablanca s'articule autour du personnage de l'immigrant américain Rick Blaine (Bogart), propriétaire d'un club qui retrouve son amour des années auparavant, Ilsa Lund (Bergman), mariée au résistant tchécoslovaque Victor Laszlo (Paul Henreid),,. Le travail a été entravé par un scénario qui n'avait pas de dénouement jusqu'à la toute fin, laissant les acteurs dans l'incertitude,. La relation entre Bogart et Bergman était froide,. « J'ai embrassé Bogie, mais je ne l'ai jamais vraiment rencontré », se souvient-elle,,,. Son salaire était de 25 000 dollars.
De l'avis de Spoto, le personnage de Lund a permis à Bergman d'incarner une maîtresse passionnée et lui a donné le premier grand rôle de sa carrière. Le biographe souligne qu'« Ingrid a apporté à ce film une conviction sur la fragilité de la romance qui parlait directement au cœur des spectateurs en temps de guerre [...] Pendant les deux tiers du film, elle a doté Ilsa d'un calme remarquable, et c'est ce qui rend les dilemmes romantiques de ce personnage si déchirants et si matures ». Casablanca a connu un succès important à sa sortie ; le film de Curtiz a reçu huit nominations aux Oscars 1944, remportant trois statuettes, dont celle du meilleur film,,,,. Des années plus tard, il est devenu un film culte, et Bergman est principalement identifiée au rôle d'Ilsa Lund. Bosley Crowther a écrit dans le New York Times que « [Bergman] illumine les passages romantiques d'une lueur chaleureuse et authentique » ; d'autres ont estimé qu'elle « [joue] une héroïne avec... une autorité et une beauté séduisantes » et l'ont comparée à une jeune Garbo.

#### Pour qui sonne le glas(1943)

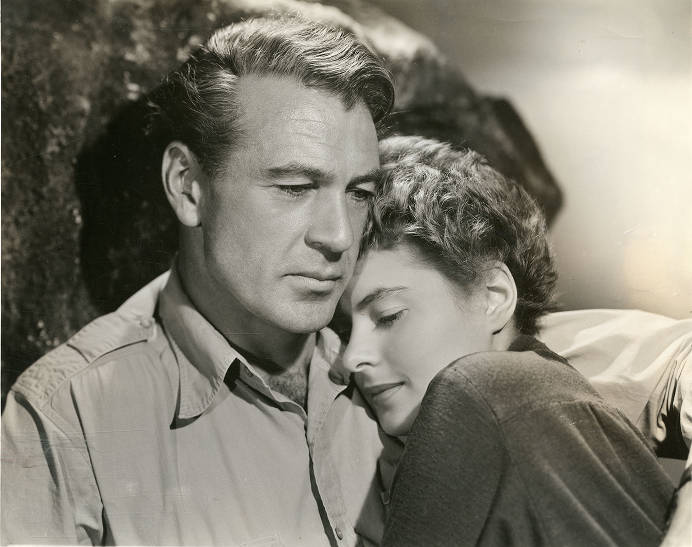
Gary Cooper et Bergman dans une image du film Pour qui sonne le glas (1943). Pour son interprétation dans ce film, elle a reçu sa première nomination aux Oscars.

Son seul long métrage de l'année 1943 est le mélodrame de guerre Pour qui sonne le glas de Sam Wood. Bergman avait déjà persuadé Selznick de la prêter à Paramount Pictures deux ans plus tôt, lorsque Paramount avait acheté les droits d'exploitation du roman éponyme d'Ernest Hemingway. Une motivation supplémentaire pour elle était la possibilité de jouer avec Gary Cooper, qui avait été choisi pour le rôle principal masculin,,. En 1942, Vera Zorina a été engagée pour jouer Maria, mais lorsque le tournage a commencé, Cooper et Wood n'étaient pas satisfaits de sa prestation, et le rôle est allé à Bergman,,, que Selznick a prêtée à Paramount pour 90 000 dollars (selon d'autres sources, le studio a payé 150 000 dollars,). Le studio verse à l'actrice une somme contractuelle de 52 000 dollars. Une partie du tournage s'est déroulée dans les montagnes de la Sierra Nevada californienne, ce qui a constitué une gageure pour l'équipe. L'intrigue est centrée sur Robert Jordan (Cooper), un soldat volontaire qui participe à la guerre d'Espagne. Avec un groupe de guérilleros, il mène une opération visant à faire sauter un pont. Parmi eux se trouve María (Bergman), la fille dont il tombe amoureux,,. Pour qui sonne le glas est le premier film de la filmographie de Bergman à avoir été réalisé en Technicolor,,,.

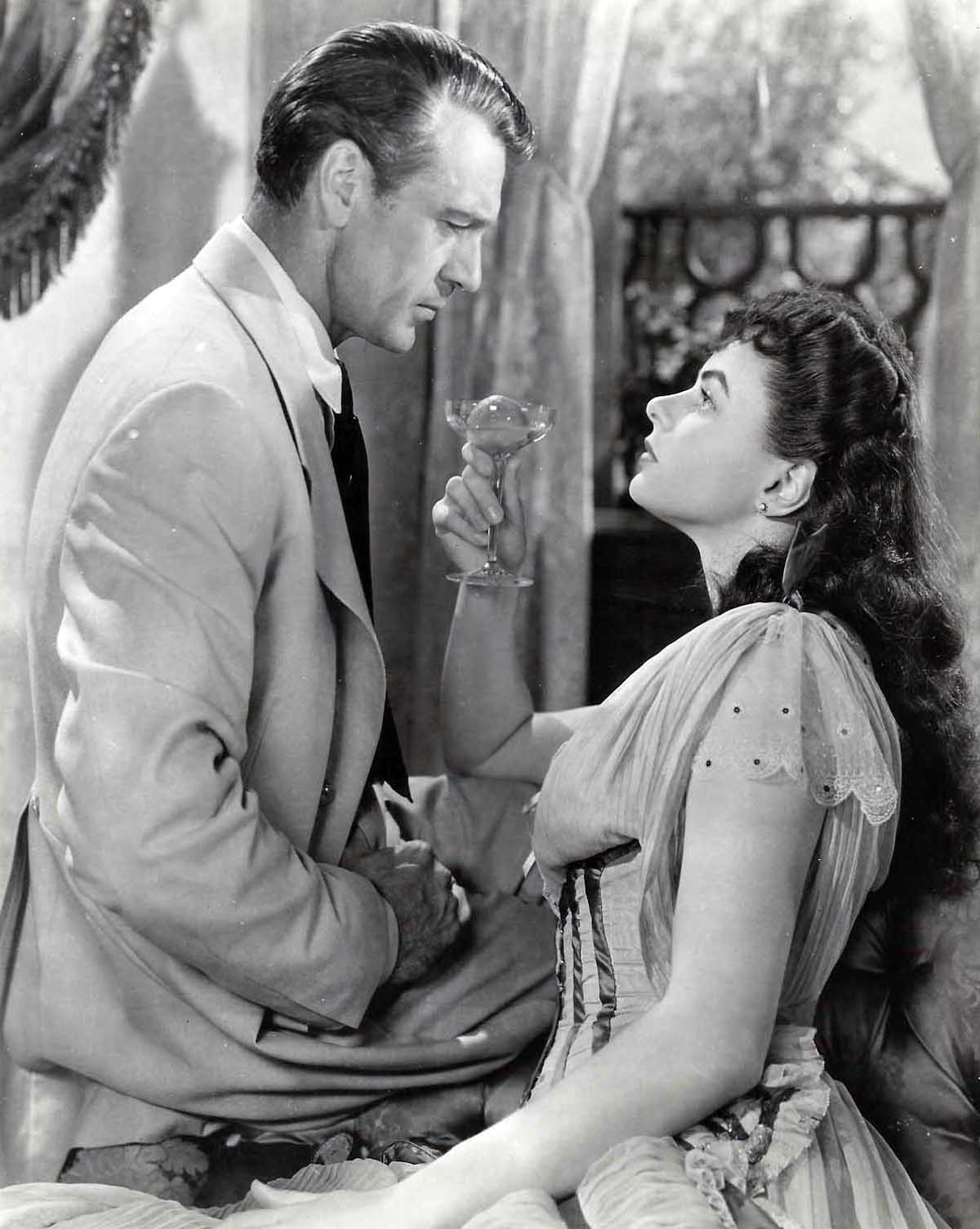
Cooper et Bergman dans une scène du film L'Intrigante de Saratoga (1945).

De l'avis des biographes, Pour qui sonne le glas était un film sans éclat, édulcorant le roman d'Hemingway en une intrigue fade dénuée de dynamisme et de romantisme. En outre, on reproche au film de ne pas condamner expressément le fascisme espagnol et d'omettre toute mention de Francisco Franco et de ses troupes. Bergman elle-même s'est montrée critique, mentionnant que le travail sur le plateau était décevant et frustrant en raison de la médiocrité du scénario. Bien que les critiques aient été majoritairement positives quant à sa prestation,,, certains ont commenté l'inadéquation fondamentale de Bergman pour le rôle d'une femme espagnole malmenée par la vie, en couple avec l'idéaliste Robert Jordan.
Sur neuf nominations aux Oscars — dont la première pour Bergman en tant que meilleure actrice principale —, le film de Sam Wood remporte la statuette de la meilleure actrice dans un second rôle (Katína Paxinoú). Bergman s'incline devant Jennifer Jones, récompensée pour le rôle-titre dans Le Chant de Bernadette d'Henry King,,. Dans les salles françaises, le film est un succès avec 8,27 millions d'entrées, ce qui le place au 2e rang du box-office France 1947 après Le Bataillon du ciel d'Alexander Esway, et le 1er plus grand succès de toute la filmographie de Bergman en France. Le film enregistre également des succès dans les pays anglo-saxons, avec 9,70 millions d'entrées au Royaume-Uni et 17,8 millions de dollars de recettes aux États-Unis.
À la demande de Selznick, elle participe au tournage du court documentaire de propagande Swedes in America (1943) d'Irving Lerner, réalisé pour le Bureau d'information de guerre des États-Unis (OWI),,,,. Selznick, convaincu du succès du duo Bergman-Cooper dirigé par Sam Wood, la prête à nouveau à la Warner Bros. pour laquelle elle tourne en 1941 le drame romantique L'Intrigante de Saratoga de Sam Wood, d'après le roman d'Edna Ferber,,. L'intrigue décrit le destin de la fille illégitime de l'aristocrate Clio Dulaine (Bergman). Elle se rend à Saratoga Springs, dans l'État de New York, pour y trouver un mari fortuné. Elle finit par épouser un joueur texan, Clinton Maroon (Cooper),,. Pendant le tournage, elle doit porter de lourdes perruques brunes et un maquillage chargé, ce qui la gêne. Elle décide d'accepter le rôle, voulant jouer une intrigante immorale. Jack L. Warner, ayant vu le film lors du montage final, a exprimé des sentiments négatifs à son égard, de sorte que toutes les copies de L'Intrigante de Saratoga ont été envoyées aux troupes américaines en mer, et qu'il est sorti au cinéma en 1945. Le cachet de Bergman s'élève à 69 562 dollars,. Malgré de mauvaises critiques, le film est rentable au box-office.
Le 2 août 1943, le Time consacre sa une à Ingrid Bergman. À partir de la fin décembre, elle se produit pendant cinq semaines devant les troupes américaines en Alaska. Elle lit notamment des textes dramatiques, chante des chansons folkloriques suédoises, signe des photographies et rend visite aux soldats blessés dans les hôpitaux (au cours de cette tournée, elle rencontre le lieutenant-général Simon Bolivar Buckner, Jr. avec lequel elle restera en contact épistolaire jusqu'à sa mort en 1945),.

#### Hantise(1944)

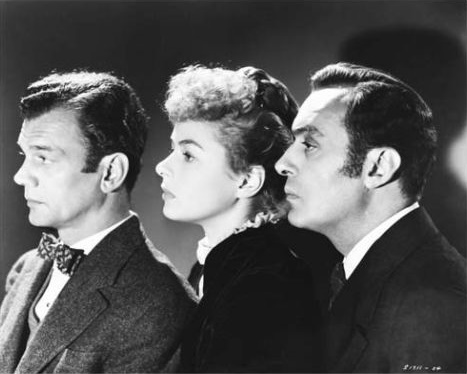
Joseph Cotten, Ingrid Bergman et Charles Boyer dans Hantise (1944).

Selznick désirait la faire jouer dans le mélodrame La Vallée du jugement (1945) de Tay Garnett, mais elle déclina l'offre par manque d'intérêt. Elle est prêtée à la MGM pour jouer dans le thriller psychologique Hantise (1944) de George Cukor, remake du film britannique de 1940 de Thorold Dickinson et seconde adaptation de la pièce éponyme de 1938 de Patrick Hamilton,,. Spoto a souligné que la liberté avec laquelle elle a joué son rôle était due à un certain nombre de ressemblances entre le personnage de Paula Alquist Anton et la vraie Bergman. Elle avait pour partenaires Charles Boyer et Joseph Cotten. Pour se préparer au rôle, elle a étudié des articles et des livres sur les hallucinations, les délires et la schizophrénie génétiquement déterminée, et a effectué des visites dans un établissement psychiatrique, observant un patient en proie à des accès de folie,. Son salaire s'élève à 69 500 dollars.
L'histoire se déroule dans l'Angleterre victorienne. Paula Alquist Anton (Bergman), une jeune femme mariée, soupçonne chez elle des symptômes de maladie mentale. Gregory Anton (Boyer), inquiet pour la santé de sa femme, décide d'emménager avec elle dans la maison où sa tante a vécu avant d'être sauvagement assassinée. L'inspecteur Cameron (Cotten), observant le comportement d'Anton, rouvre l'enquête sur le meurtre de la vieille dame,.

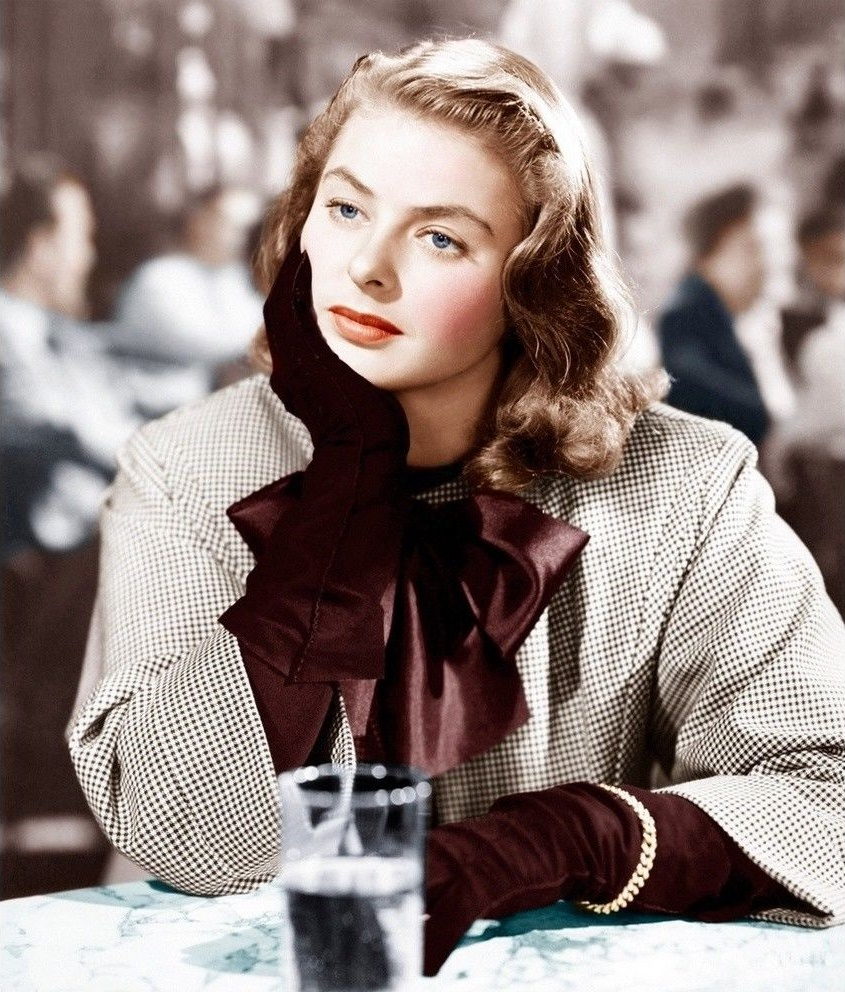
Photo promotionnelle prise en 1946.

À sa sortie, le film reçoit des critiques enthousiastes, y compris pour l'interprétation de Bergman. Un critique était d'avis qu' » elle [était] superbe dans un rôle éprouvant pour les nerfs. Sa prestation sensible et émotionnelle doit retenir l'attention du spectateur ». Le New York Journal-American écrit que « sous le charme hypnotique de Boyer, Mlle Bergman brûle de passion et vacille de dépression jusqu'à ce que le public... se raidisse sur son siège ». Le New York Post, quant à lui, estime que le « mélange d'amour, de terreur et d'un sentiment croissant de défaite de son propre esprit constitue l'une des plus belles réussites de la saison ». Elle se souvient du travail sur le plateau comme de l'une des plus grandes expériences de sa vie, et compte le film lui-même parmi ses préférés.
Pour son interprétation de Paula Alquist Anton, elle a remporté son premier Oscar de la meilleure actrice principale, qu'elle a reçu des mains de Jennifer Jones,,,, ainsi qu'un Golden Globe de la meilleure actrice dans un film dramatique. Elle est également nommée pour le New York Film Critics Circle de la meilleure actrice, mais perd face à Tallulah Bankhead, récompensée pour son interprétation de Connie Porter dans le drame psychologique de guerre Les Naufragés d'Alfred Hitchcock.

#### La Maison du docteur Edwardes(1945)

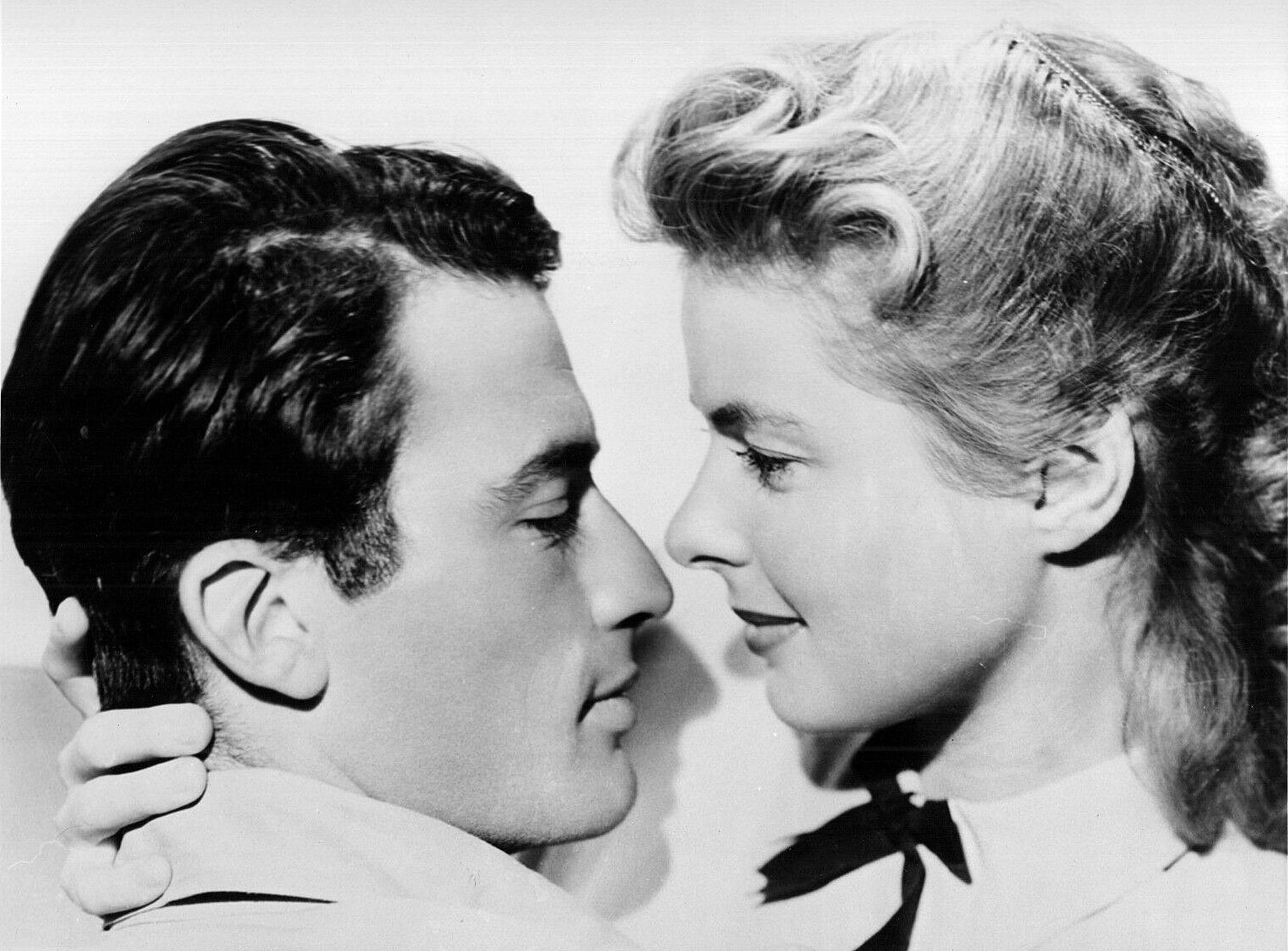
Gregory Peck et Bergman dans une scène de La Maison du docteur Edwardes (1945).

Un autre projet de son œuvre est le film noir La Maison du docteur Edwardes (1945) d'Alfred Hitchcock, qui traite de la théorie freudienne des rêves. Bergman avait pour partenaire Gregory Peck dans le rôle principal masculin, et l'inspiration pour le film était le roman éponyme de 1927 de Francis Beeding, avec un scénario de Ben Hecht,,. L'intrigue est centrée sur le Dr Anthony Edwardes (Peck), un jeune médecin qui prend le poste de directeur d'une clinique psychiatrique. Son comportement inhabituel éveille les soupçons de la glaciale Dr Constance Petersen (Bergman),. Elle est enthousiaste à l'idée de travailler avec Hitchcock, soulignant entre autres son sens de l'humour et sa serviabilité,, bien qu'elle soit d'abord sceptique sur le rôle proposé, trouvant le comportement du personnage irrationnel et l'histoire invraisemblable,.
La Maison du docteur Edwardes est le premier film américain à afficher son nom dans le rôle principal. À sa sortie, le film d'Hitchcock est un succès en salles, rapportant 7 à 8 millions de dollars et recevant des critiques globalement favorables dans la presse. Il est nommé dans six catégories des Oscars et remporte la statuette de la meilleure musique,. Spoto a remarqué le style d'interprétation de Bergman, le décrivant comme « la meilleure leçon d'interprétation modulée et mature à l'écran ».
Après avoir terminé le tournage du film, à l'invitation du ministère de la Guerre, elle entame une tournée américaine avec Joe Steele, visitant l'Indiana, le Minnesota, la Pennsylvanie, le Wisconsin et le Canada, promouvant la vente d'obligations de guerre et donnant du sang pour les soldats blessés. Elle prononce également des discours et lit de courtes adaptations d'un recueil de nouvelles et de poèmes, attirant de nombreux donateurs.

#### Les Cloches de Sainte-Marie(1945)

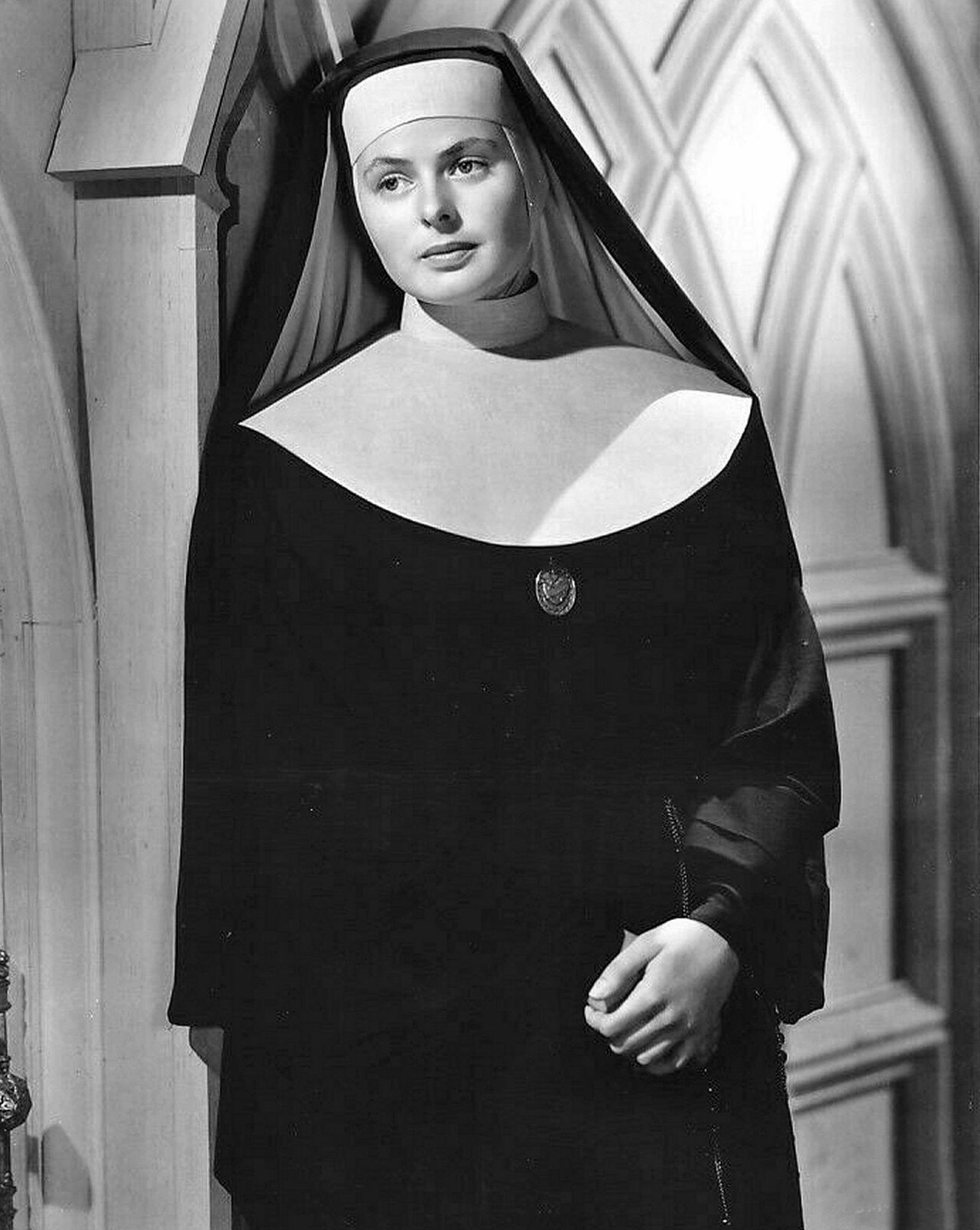
Bergman dans une scène du film Les Cloches de Sainte-Marie (1945).

Leo McCarey, réalisateur du film musical à succès La Route semée d'étoiles (1944), souhaite engager Bergman pour le premier rôle féminin en vue de sa suite. Selznick, convaincu que les suites sont rarement aussi réussies que le premier volet, est sceptique quant à l'engagement de Bergman. Il était d'avis que Bergman servirait de toile de fond à Bing Crosby qui jouait le rôle principal,,. Ayant appris que la suite était prévue et lu le scénario, elle fait pression sur Selznick pour qu'elle soit engagée et mise en valeur dans le film. Le producteur la prête à RKO Pictures pour 175 000 dollars. Le studio lui rembourse également deux films qu'il avait produits pour lui plusieurs années auparavant,. En préparation de son rôle clérical, elle effectue plusieurs visites dans un couvent qui gère une école pour religieuses.
L'intrigue des Cloches de Sainte-Marie est centrée sur la consciencieuse et dévouée Sœur Mary Benedict (Bergman), qui dirige l'école paroissiale et connaît des difficultés financières. La situation est compliquée par l'arrivée d'un nouveau curé, le père Chuck O'Malley (Crosby). Pendant la production, elle a ajouté certaines des répliques de son personnage et a présenté au réalisateur plusieurs scènes qui, selon Spoto, « ont augmenté la tension et ajouté de la saveur au récit ». Elle a également interprété une vieille chanson suédoise. Le travail sur le plateau fut l'une des expériences les plus joyeuses de sa carrière, et son rôle dans ce film contribua à élargir la gamme des types féminins dans la filmographie de Bergman. De nombreuses femmes, s'identifiant à elle, sont entrées dans les ordres religieux. Curtis F. Brown estime que « l'image de pureté virginale qu'elle a représentée de manière si convaincante dans le rôle de Sœur Benedict a été gravée de manière indélébile dans l'esprit du public comme étant la “vraie” Ingrid Bergman ».

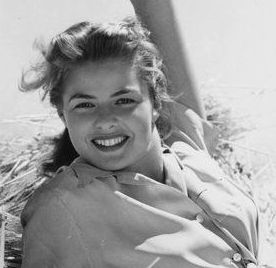
Bergman en 1945 lors d'une séance photo pour Yank, un hebdomadaire de l'armée américaine.

Son rôle de religieuse lui vaut une troisième nomination consécutive à l'Oscar de la meilleure actrice principale. Elle perd la compétition pour la statuette de l'Oscar au profit de Joan Crawford, récompensée pour son interprétation dans le film noir Le Roman de Mildred Pierce de Michael Curtiz,. Elle remporte son deuxième Golden Globe consécutif de la meilleure actrice dans un drame et son premier prix du New York Film Critics Circle (également pour La Maison du docteur Edwardes).
L'United Service Organizations (USO), une organisation à but non lucratif de soutien moral à l'armée, ayant reconnu son travail lors d'une tournée américaine visant à promouvoir la vente d'obligations de guerre fin 1943 et début 1944, l'engagent, avec l'autorisation de Selznick, pour une tournée européenne où elle se produit avec Jack Benny, Larry Adler et Martha Tilton pour les troupes alliées stationnées en Europe. Elle récite des passages de la pièce Jeanne de Lorraine de Maxwell Anderson et, avec Benny, parodie des scènes de Hantise,,. Grâce à son implication, elle éclipse Marlene Dietrich, qui a participé à la tournée précitée,.
Fin 1945, les recettes brutes de trois films avec Bergman — La Maison du docteur Edwardes, L'Intrigante de Saratoga et Les Cloches de Sainte-Marie — dépassent les 21 millions de dollars, battant des records de recettes au Radio City Music Hall de New York. Le magazine spécialisé BoxOffice, se basant sur les données recueillies et sur de nombreux avis, notamment de critiques, de propriétaires de salles de cinéma, de représentants de cercles féminins et de commentateurs radio, la déclare l'actrice la plus rentable pour ses employeurs en Amérique, pour la deuxième fois consécutive. Sa reconnaissance croissante lui vaut de recevoir 25 000 lettres d'admirateurs par semaine,. Le magazine Life déclare 1945 « l'année Bergman »,.

#### Les Enchaînés(1946)

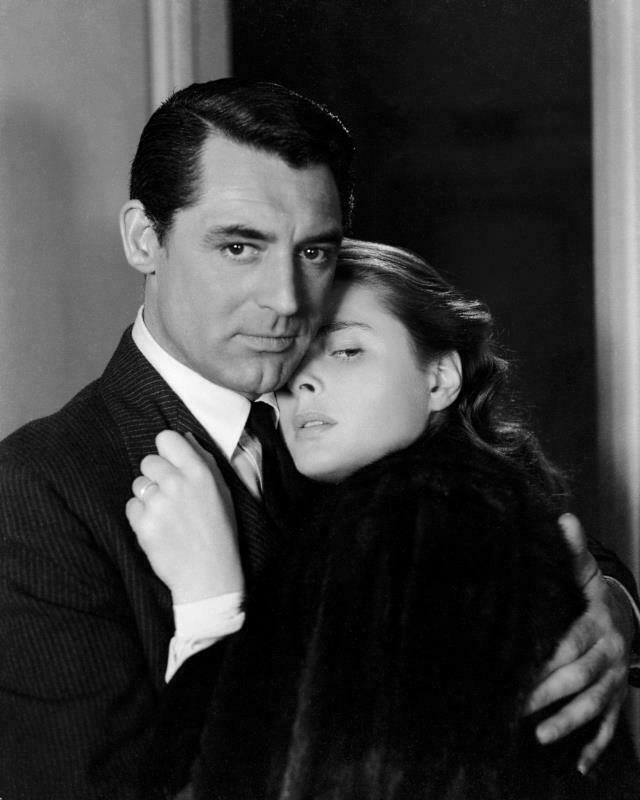
Cary Grant et Bergman dans une scène du film Les Enchaînés (1946).

Sa collaboration avec Hitchcock se poursuit avec un rôle principal dans le film d'espionnage noir avec des éléments mélodramatiques Les Enchaînés (1946), pour lequel Hecht écrit à nouveau le scénario,,. Selznick revend le projet à la RKO et son contrat avec Bergman, à la suite de contentieux avec Lindström, n'est pas renouvelé,. L'intrigue du film est centrée sur Alicia Huberman (Bergman), la fille d'un ancien agent de renseignement (Fred Nurney), qui, mandatée par l'agent du FBI T.R. Devlin (Cary Grant), se rend au Brésil pour infiltrer une organisation de nazis en cavale depuis la fin de la Seconde Guerre mondiale. Bien que la protagoniste soit amoureuse de Devlin, elle accepte d'épouser Alexander Sebastian (Claude Rains), qui est à la tête du réseau d'espionnage au Brésil et qui a une véritable affection pour elle,,.
En créant le personnage de Huberman à la moralité douteuse, une femme forcée par le sens du devoir dans un mariage sans amour et qui a désespérément besoin d'être rassurée sur son amour, Hitchcock s'est inspiré des problèmes conjugaux de Bergman et de son expérience de sa liaison avec le photographe Robert Capa. La scène du baiser entre Bergman et Grant, qui dure près de 150 secondes, est restée dans l'histoire du cinéma. Hitchcock interrompt le plan toutes les trois secondes, respectant ainsi le code Hays en vigueur qui interdit les scènes jugées inappropriées au delà d'une certaine durée,.

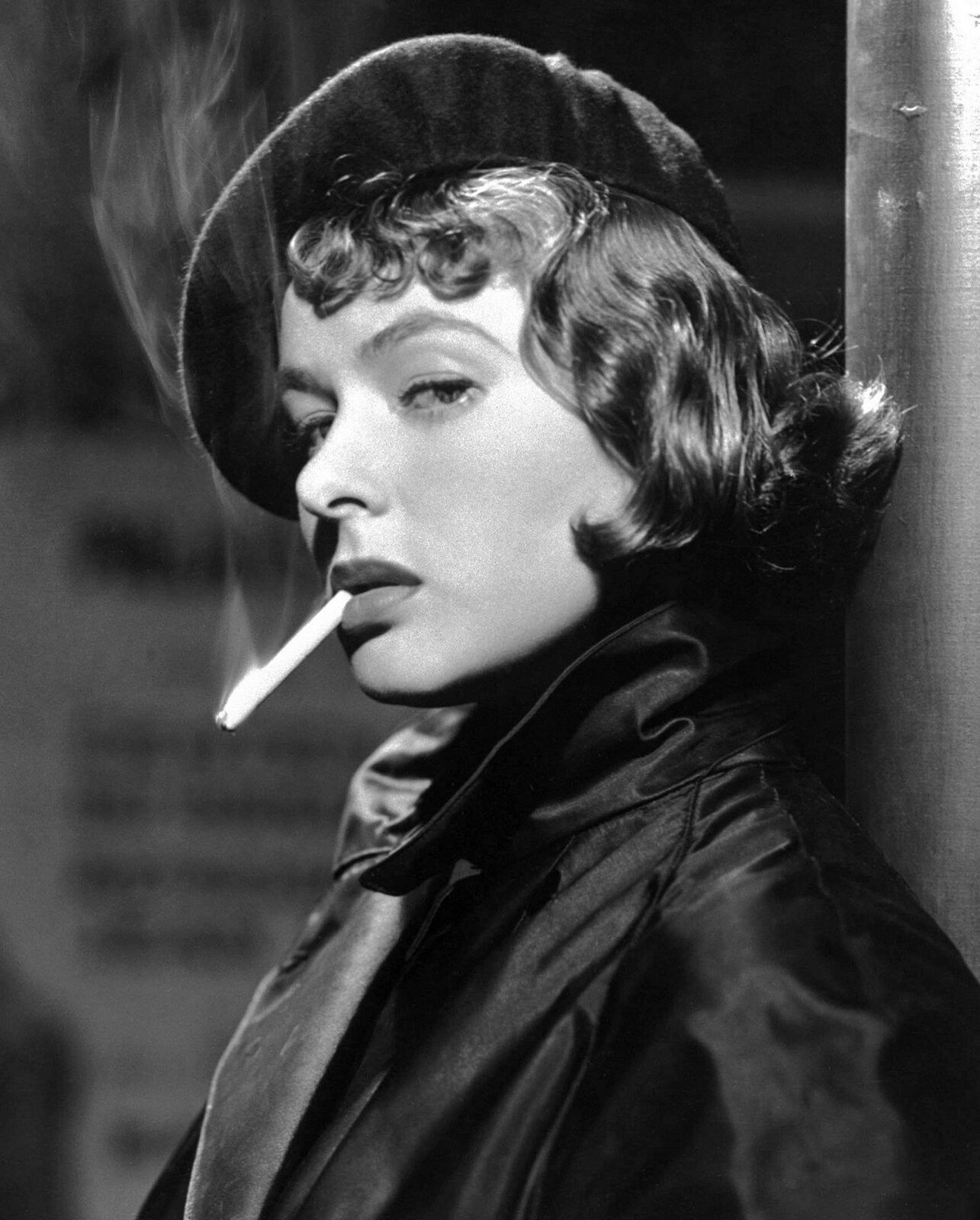
Bergman sur une photo promotionnelle du film Arc de Triomphe (1948).

Bergman a reçu des critiques favorables ; James Agee a écrit que son « jeu d'actrice est le meilleur de tout ce que j'ai jamais vu ». Le Film Bulletin l'a quant à lui félicitée pour son « éclatante prestation » et a prédit qu'elle était l'une des principales candidates aux Oscars. Spoto attire l'attention sur les scènes dans lesquelles elle simulait l'ébriété et les conséquences délétères que cela avait sur le moral de son personnage à l'écran. Selon le biographe, ces scènes démontrent les vastes possibilités de sa palette de jeu et sa maturité dans l'expression de ses sentiments.
En tant qu'actrice indépendante, elle accepte de jouer dans le mélodrame de guerre Arc de Triomphe de Lewis Milestone et produit par Enterprise Productions, adapté du roman éponyme écrit en 1945 par Erich Maria Remarque, avec Charles Boyer et Charles Laughton pour compléter la distribution. Les négociations ont abouti à ce qu'elle reçoive 175 000 dollars et une garantie de vingt-cinq pour cent des recettes nettes. L'intrigue s'articule autour du Dr Ravic (Boyer) et de son histoire d'amour compliquée avec la chanteuse Joan Madou (Bergman), qui débouche sur une tragédie. Arc de Triomphe sort en salles après deux ans de montage. Il s'agit d'un échec aux yeux de la critique et du public, rebutés par des longueurs excessives et un double dénouement pessimiste,. Bergman a déclaré qu'elle ne ressentait pas et donc ne pouvait pas aimer le personnage qu'elle jouait. Des opinions négatives ont également été exprimées par Boyer et Milestone,.

#### La pièceJeanne de Lorraine(1946-1947) et le filmJeanne d'Arc(1948)

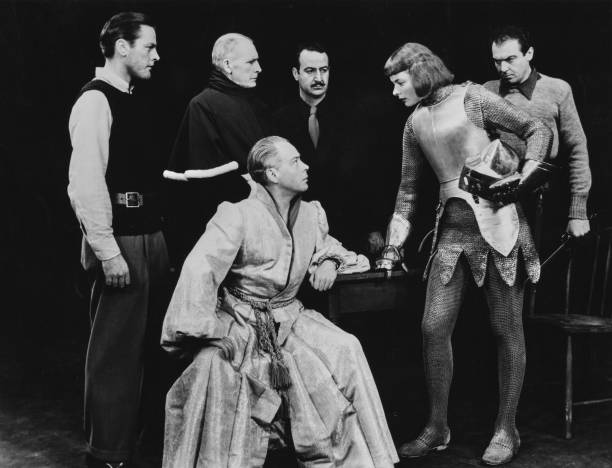
Ingrid Bergman (deuxième à partir de la droite) dans la pièce Jeanne de Lorraine (1946), qui fut le succès de la saison 1946-1947 à Broadway.

En 1946, elle revient au théâtre à Broadway, jouant le double rôle principal de Jeanne d'Arc et de Marie Grey (dans un intermède) dans la pièce Jeanne de Lorraine (1946) de Maxwell Anderson. La Pucelle d'Orléans est sa figure historique préférée depuis sa plus tendre enfance et un rôle qu'elle souhaite jouer depuis de nombreuses années. Pour se préparer, elle a étudié tous les documents disponibles à son sujet. Le spectacle, mis en scène par Margo Jones, est présenté pour la première fois le 18 novembre au théâtre Alvin,,. Elle est accompagnée sur scène par Romney Brent et Sam Wanamaker. Les critiques parlent favorablement de sa technique de jeu — Brooks Atkinson du New York Times, entre autres, la met sur un pied d'égalité avec Helen Hayes et Katharine Cornell, affirmant : « Il n'y a aucun doute que le jeu de Mlle Bergman est superbe. Depuis Lilioma, elle a multiplié ses talents et s'est épanouie ; elle a apporté au théâtre une rare pureté d'esprit [et] une grandeur incomparable... [Elle est] une jeune fille ravissante, fière, gracieuse et dotée d'un sourire exceptionnellement lumineux... Sa prestation est un événement théâtral d'une grande importance ». Une critique du New Yorker va dans le même sens : « Son jeu est peut-être inégalé dans le théâtre actuel ». L'auteur de la pièce l'a également complimentée.

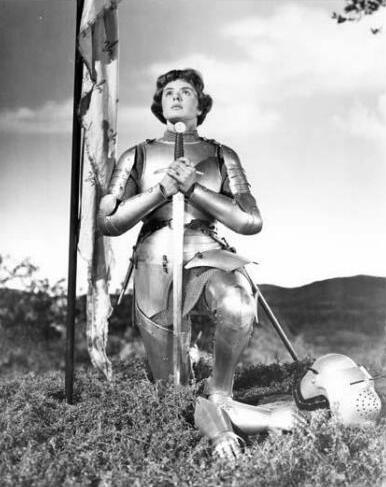
Bergman interprète Jeanne d'Arc dans le film du même nom (1948) de Victor Fleming.

Jeanne de Lorraine est l'un des succès de Broadway de la saison 1946-1947 ; elle est montée 199 fois, huit fois par semaine. Elle ne quitte pas la scène pendant six mois. Le travail théâtral intense, les problèmes conjugaux croissants et l'incertitude quant à son avenir à Hollywood provoquent chez Bergman un état d'anxiété nerveuse. Le rôle de Jeanne d'Arc lui vaut des Drama League et des Tony Awards,. On continue également à faire l'éloge de sa prestation dans La Maison du docteur Edwardes (dont la première projection européenne a été retardée) à la Mostra de Venise 1947. Elle reçoit 129 000 dollars pour six mois de représentation de la pièce, ce qui fait d'elle l'actrice de théâtre la mieux payée à l'époque. Le magazine Newsweek met sa photo en une avec le commentaire « La reine de Broadway »,. Elle refuse un rôle dans la comédie Ma femme est un grand homme (1947) de H. C. Potter, pour laquelle Loretta Young remporte une statuette aux Oscars,.
Victor Fleming, impressionné par la prestation de Bergman dans Jeanne de Lorraine, lui confie le rôle principal dans le drame historique biographique Jeanne d'Arc (1948),,. Le film, tourné dans les studios de Hal Roach à Culver City, en Californie, est problématique ; le budget est de 4 à 5 millions de dollars,. Au cours de sa production, le film a pris de plus en plus d'ampleur, jusqu'à ce que, selon Spoto, il ne ressemble plus du tout à « l'art brut et simple » d'Anderson. À l'issue des négociations, le cachet de Bergman s'élève à 175 000 dollars, plus une garantie de cinq pour cent des recettes brutes. Le film de Fleming a reçu sept nominations aux Oscars, dont une quatrième pour Bergman en tant que meilleure actrice principale — l'Oscar est finalement accordé à Jane Wyman pour son interprétation dans le drame Johnny Belinda de Jean Negulesco — remportant la statuette de la meilleure photographie en couleur,. Les évaluations de la prestation de Bergman en Jeanne d'Arc sont mitigées ; Bosley Crowther écrit qu'elle n'a pas une « grande qualité spirituelle ». C. A. Lejeune de The Observer estime que « la Jeanne d'Arc d'Hollywood est un triomphe de la matière sur le mental et l'esprit ».
Dans les salles françaises, Jeanne d'Arc bat des records, se plaçant au premier rang du Box-office France 1949 avec 7,1 millions d'entrées, devenant par là le 2e plus grand succès de la filmographie d'Ingrid Bergman en France après Pour qui sonne le glas.
La même année, elle refuse de jouer dans le drame psychologique La Fosse aux serpents d'Anatole Litvak — Olivia de Havilland est nommée à l'Oscar de la meilleure actrice principale pour son interprétation dans ce film. Elle avait auparavant refusé le rôle de Jody Norris dans À chacun son destin (1946) de Mitchell Leisen, pour lequel Olivia de Havilland a remporté une statuette.
Le dernier projet de Bergman avant son départ pour l'Europe est le mélodrame historique Les Amants du Capricorne (1949) d'Alfred Hitchcock — une adaptation à l'écran du roman d'Helen Simpson — réalisé pour Transatlantic Pictures, le studio de Sidney Bernstein (en),,,. Malgré son enthousiasme initial, la production pose de nombreux problèmes ; Hitchcock entreprend de filmer pour la deuxième fois (après le film La Corde de 1948) de longues séquences de 10 minutes, ce que Bergman n'apprécie pas. De ce fait, les disputes entre le réalisateur et l'actrice sur le plateau sont fréquentes. Les grèves des employés du studio et les carences du scénario ont également ralenti la production,,,. Le film a reçu des critiques généralement négatives,, bien que les critiques aient loué l'interprétation de l'actrice. Plus tard, Hitchcock dira avoir réalisé Sous le signe du Capricorne pour « faire plaisir à Ingrid Bergman ».
En 1949, 272 femmes journalistes interrogées par le magazine Pageant votent pour Bergman, la considérant comme l'une des femmes les plus puissantes d'Amérique, aux côtés de Bess Truman, Eleanor Roosevelt, Elizabeth Kenny, Ève Curie, Helen Keller, Kate Smith, Margaret Chase Smith et Rita Hayworth, entre autres.

### Années 1950

#### La lettre à Rossellini et le filmStromboli(1950)
À la fin des années 1940, lassée des nombreuses restrictions imposées par la censure (code Hays), de l'ingérence du gouvernement américain dans les films la mettant en scène, et exprimant son mécontentement quant à la direction artistique qu'elle a prise par erreur (Arc de Triomphe), elle prend contact avec Roberto Rossellini. Ayant visionné deux films néoréalistes qu'il a réalisés, Rome, ville ouverte (1945) et Païsa (1946), elle lui fait part de son désir de collaborer dans une lettre,,,,,,.
« Caro Signor Rossellini, ho visto i suoi film Roma città aperta e Paisà e li ho apprezzati moltissimo. Se ha bisogno di un'attrice svedese che parla inglese molto bene, che non ha dimenticato il suo tedesco, non si fa quasi capire in francese, e in italiano sa dire solo 'ti amo', sono pronta a venire in Italia per lavorare con lei. »
— Ingrid Bergman

« Cher M. Rossellini, j'ai vu vos films Rome, ville ouverte et Païsa, et les ai beaucoup appréciés. Si vous avez besoin d'une actrice suédoise qui parle très bien anglais, qui n'a pas oublié son allemand, qui n'est pas très compréhensible en français, et qui en italien ne sait dire que « ti amo », alors je suis prête à venir faire un film avec vous. »
Ce à quoi le réalisateur italien répond :
« Ho appena ricevuto con grande emozione la sua lettera che è arrivata proprio il giorno del mio compleanno come il regalo più prezioso. In verità sognavo da tempo di fare un film con lei e da questo momento farò tutto il possibile perchè questo sogno diventi realtà al più presto. Le scriverò una lunga lettera per sottoporle le mie idee. Con la mia ammirazione la prego di accettare l'espressione della mia gratitudine insieme ai miei migliori saluti. »
— Roberto Rossellini

« C’est avec beaucoup d’émotion que je viens de recevoir votre lettre : elle me parvient le jour même de mon anniversaire et en est le plus beau cadeau. Ce qui est sûr, c’est que je rêvais de faire un film avec vous et qu’à partir de maintenant je ferai tout mon possible pour que cela arrive. Je vous écrirai une longue lettre afin de vous soumettre mes idées. De concert avec mon admiration la plus fervente, je vous prie d’agréer l’expression de ma gratitude, ainsi que celle de mes sincères salutations. »

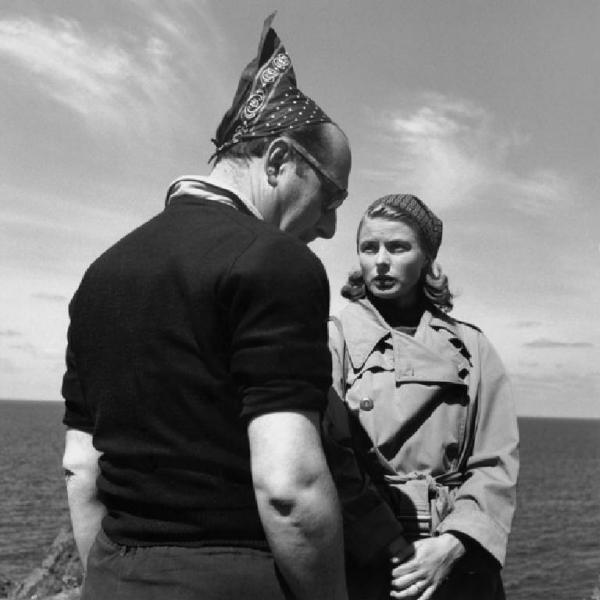
Roberto Rossellini et Bergman sur le tournage de Stromboli (1950).

La réputation de Bergman permet à Rossellini d'obtenir un financement américain pour développer le nouveau projet,. Le drame Stromboli (1950) est produit par le studio RKO, propriété d'Howard Hughes,,,,. Selon les termes de l'accord, Bergman et Lindström reçoivent chacun 175 000 dollars (elle avait d'abord essayé de persuader Samuel Goldwyn de soutenir le projet, mais ces plans ont été contrecarrés par une projection infructueuse du film Allemagne année zéro de 1948).
Le film est tourné sur l'île de Stromboli en Méditerranée, située dans l'archipel volcanique des îles Éoliennes au sud de la Sicile, et le tournage est turbulent ; Rossellini, connu pour travailler plutôt avec des acteurs non professionnels, ne dirige pas Bergman comme elle en a l'habitude à Hollywood. En outre, le tournage a été entravé par les journalistes qui ont afflué en grand nombre sur l'île après que la rumeur d'une liaison entre le réalisateur et l'actrice ne soit rendue publique,,,. L'histoire de Stromboli est centrée sur Karin (Bergman), émigrée lituanienne. Sous la pression d'une série de difficultés qu'elle rencontre dans sa vie, elle décide de mettre fin à ses jours,.
Chandler a écrit qu'au moment où Hughes a accepté de financer le film, Hollywood a perdu une actrice, Lindström a perdu sa femme et l'Amérique a perdu une icône de la beauté et de l'innocence. Lorsqu'elle s'envole pour l'Italie pour un tournage, elle commence à être stigmatisée aux États-Unis comme une « salope », considérée comme le symbole d'une vedette déchue, et accusée d'avoir abandonné son mari et sa fille de dix ans. Elle reçoit des dizaines de milliers de lettres de condamnation, notamment de Joseph Breen (directeur administratif du code Hays, le code de censure américain), du producteur Walter Wanger, et d'anciens admirateurs qui la traitent de « pute » et de « salope » et estiment qu'elle devrait être brûlée sur le bûcher. Ils ont souhaité à son nouveau-né une maladie grave et la mort.

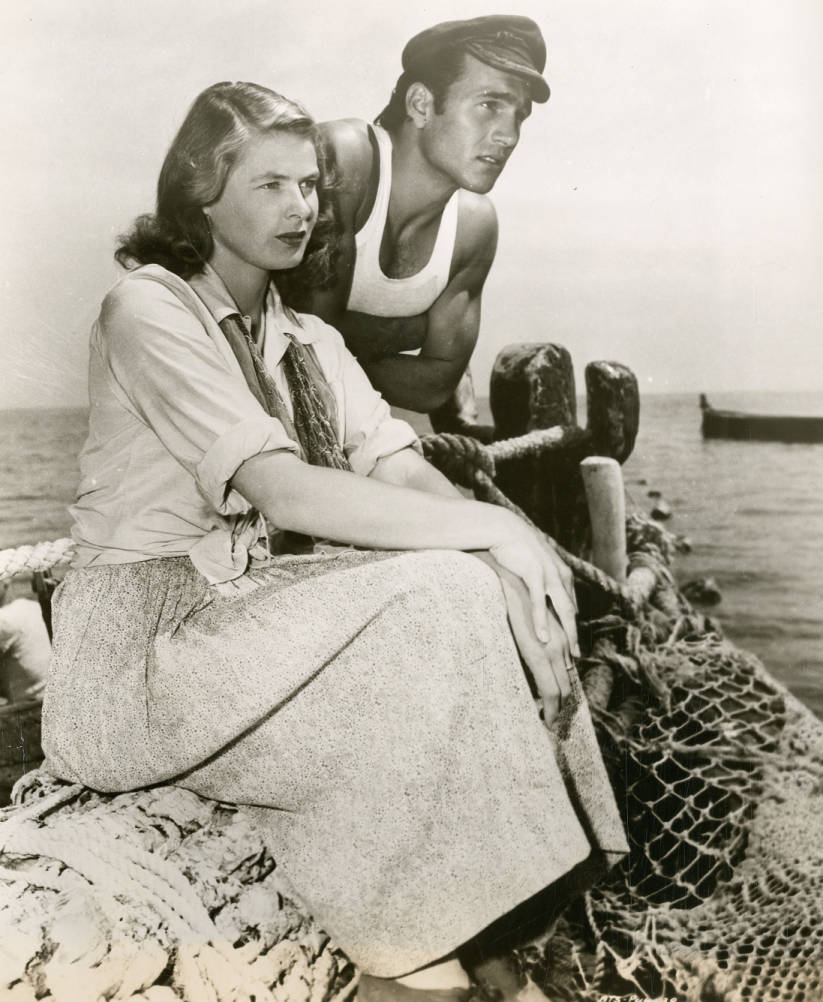
Bergman et Mario Vitale dans une scène du film Stromboli (1950).

Outre l'Église luthérienne de Suède, son comportement est condamné dans les églises d'outre-Atlantique (y compris le Conseil fédéral des églises qui condamne la liaison de Bergman et l'Église catholique aux États-Unis qui mène la campagne contre elle), dans les écoles et devant le Sénat américain ; à l'initiative de Frank Lunsford, sénateur de Géorgie, un vote est organisé pour interdire la projection de films réalisés par Rossellini et mettant en scène Bergman. 5,5 millions d'Américaines, affiliées à des cercles locaux, votent le boycott des films avec l'actrice,,,,,. La presse suédoise la qualifie de « tache sur la bannière suédoise », bien que l'un des quotidiens locaux, Expressen, condamne les manifestations d'hypocrisie dans son cas. L'Armée du salut décide de retirer tous les enregistrements où elle figurait, réalisés en 1949 pour des œuvres de charité. À son tour, la presse italienne, y compris celle liée aux milieux catholiques, critique le comportement des médias américains, le qualifiant d'« agression cannibale contre Mlle Bergman ». Des lettres de soutien lui sont envoyées par Alfred Hitchcock, Cary Grant, David O. Selznick, Ernest Hemingway, Gary Cooper, Helen Hayes, Jennifer Jones, John Steinbeck, et Marion Davies, entre autres.
Selon John Russell Taylor, la stigmatisation massive contre Bergman était due à l'incapacité du public à faire la distinction entre son image à l'écran — souvent décrite comme « sainte », en référence à son interprétation de Jeanne d'Arc ou d'une religieuse dans Les Cloches de Sainte-Marie — et son image privée. Son style appartenait sans aucun doute à celle d'une « brave femme », une personne naturelle, saine, sans artifice, qui ne s'embarrasse pas de maquillage, ne se préoccupe pas de ce qu'elle porte, mais qui a toujours l'air éblouissante de toute façon ».

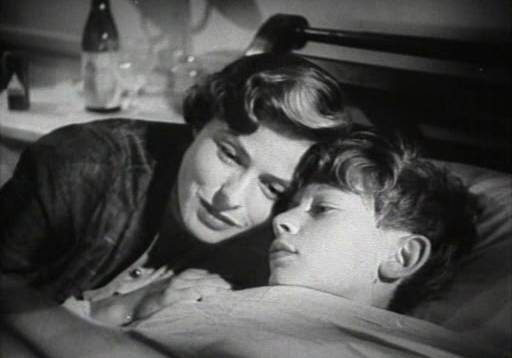
Bergman et Sandro Franchina dans Europe 51.

Stromboli, un exemple canonique du néoréalisme italien, a été boycotté aux États-Unis et interdit de projection dans de nombreuses villes et États du pays. Il a reçu un certain nombre de critiques négatives, le décrivant comme « faible, vague, peu inspirant et banal au point d'en être douloureux ». Bergman, elle aussi, reçoit de mauvaises critiques pour la première fois de sa carrière ; les critiques l'accusent de jouer sans « profondeur » et d'avoir des expressions faciales « absentes ». Selon Spoto, les critiques se sont surtout concentrés sur sa réputation plutôt que sur son talent. Après la première, Edwin C. Johnson (en), sénateur du Colorado — en plus de condamner publiquement Bergman,, — demande devant le Sénat que le Département du commerce (DOC) soit habilité à délivrer une licence selon laquelle l'entrée dans le pays serait subordonnée à la moralité d'une personne. Bien qu'il n'ait pas été voté, le projet de loi posait un problème à Bergman, qui n'était pas citoyenne américaine ; son visa n'était plus valable et elle pouvait être arrêtée si elle venait aux États-Unis.
Rétrospectivement, Stromboli a été largement réhabilité : il est placé 12e parmi les 100 films italiens à sauver (« 100 film italiani da salvare ») de 1942 à 1978. En 2012, le sondage des critiques du magazine britannique Sight and Sound l'a également classé parmi les 250 plus grands films de tous les temps. Pour Dave Kehr dans le New York Times, il s'agit de « l'une des œuvres pionnières du cinéma européen moderne ». Dans le Chicago Reader, le critique Dave Camper estime que « Comme beaucoup de chefs-d'œuvre du cinéma, Stromboli n'est entièrement expliqué que dans une scène finale qui met en harmonie l'état d'esprit du protagoniste et l'imagerie. Cette structure... suggère une croyance dans le pouvoir transformateur de la révélation. Obligée de laisser tomber sa valise (elle-même bien plus modeste que les malles avec lesquelles elle est arrivée) lors de l'ascension du volcan, Karin est dépouillée de son orgueil et réduite — ou élevée — à l'état d'enfant en pleurs, une sorte de premier être humain qui, dépouillé de ses attributs, doit réapprendre à voir et à parler à partir d'une « année zéro » personnelle (pour reprendre le titre d'un autre film de Rossellini) ».

#### Europe 51(1952)

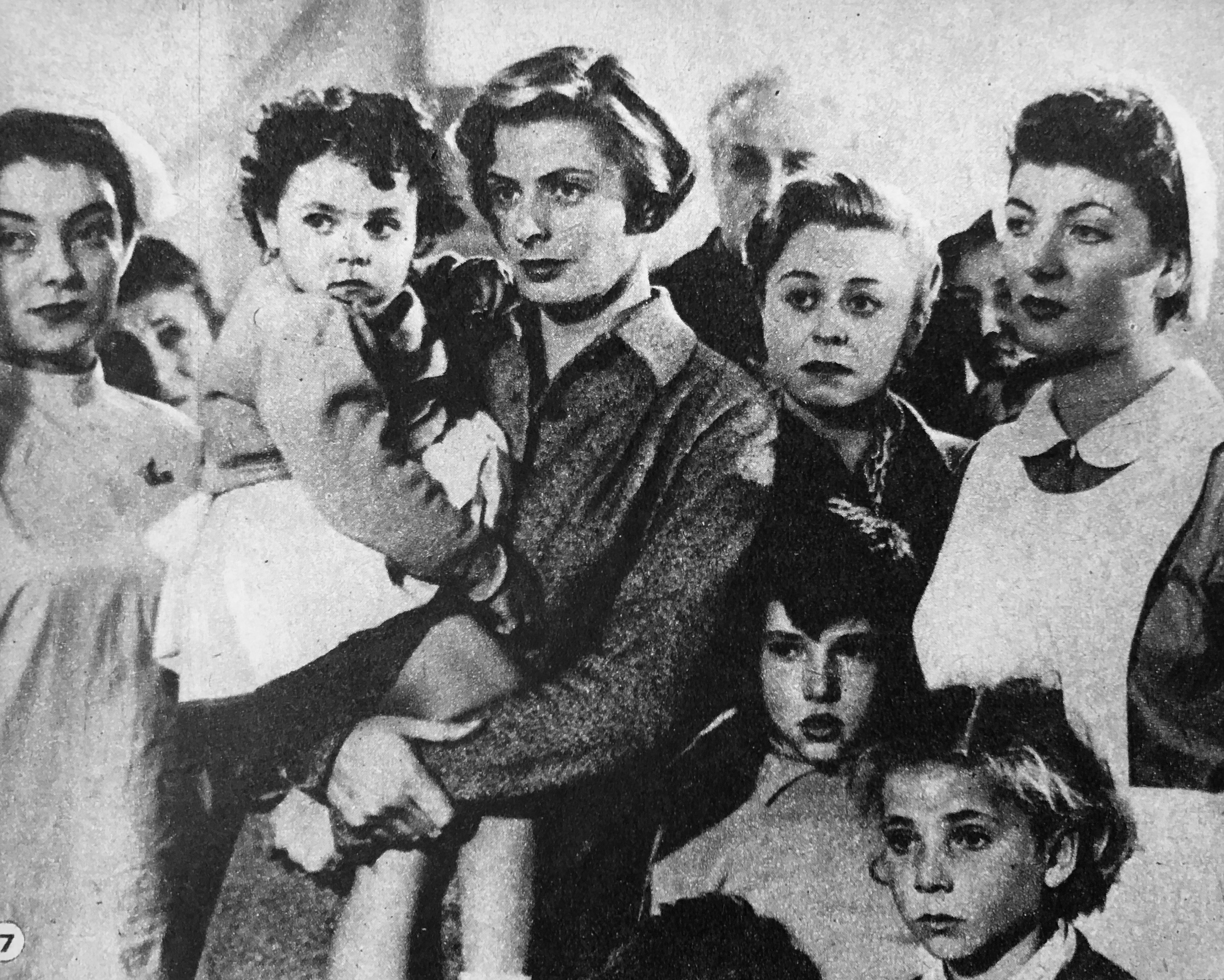
Bergman (au centre) dans une scène du film Europe 51.

Le deuxième projet de Bergman et de son mari est le drame Europe 51 (1952). Elle y interprète le rôle d'Irène Girard qui, après une tragédie familiale, réévalue sa vie et commence à aider ceux qui sont dans le besoin. Lorsque son mari George (Alexander Knox) apprend qu'elle vient aussi en aide à des repris de justice, il la place dans un hôpital psychiatrique,,,. Pour Franck Viale, « C'est à travers un amour inconditionnel pour tous les êtres humains, à travers un don absolu de soi, qu'Irene, internée, entre en réalité dans un sanctuaire. Incomprise, elle rejoint la cohorte de tous les saints. L'idée de ce film est née en partie de deux anecdotes : sur le tournage des Onze fioretti de Saint-François d'Assise, quelqu'un s'était exclamé disant que Saint-François était fou ; un psychiatre s'était confié à Rossellini en se demandant s'il avait eu raison de considérer comme malade un voleur qui s'était lui-même rendu à la police pour raison morale. Ce poème à la fois grisâtre et lumineux, qui a entre autres pour source d'inspiration Simone Weil, est le gage d'une espérance qui dépasse le pessimisme ordinaire, les conventions moyennes et raisonnables ».
Le film a été pratiquement ignoré en dehors de l'Italie, où il a reçu des critiques favorables. Il n'a été projeté aux États-Unis que deux ans plus tard. Le tournage a été de nouveau problématique pour Bergman, à qui Rossellini a imposé d'improviser des dialogues pendant le tournage d'une scène. Le rôle de Girard lui vaut le Ruban d'argent de la meilleure actrice. Bien qu'annoncée comme la gagnante de la Coupe Volpi de la meilleure interprétation féminine lors de la cérémonie de clôture de la Mostra de Venise 1952, Bergman ne reçut pas le prix parce qu'elle était doublée par Lydia Simoneschi dans la version originale du film, et les règlements du festival stipulaient qu'un interprète doublé devait être disqualifié de la compétition. Les règles furent modifiées par la suite et, sous la direction artistique de Gillo Pontecorvo, le prix fut décerné à Bergman à titre posthume, et reçu par son fils Robertino Rossellini lors de la cérémonie de clôture de la Mostra de Venise 1992.
L'accueil décevant réservé à Stromboli et ses divergences croissantes avec son mari sur sa méthode de travail sur les films l'amènent à douter du bien-fondé de l'orientation professionnelle qu'elle s'est choisie. Malgré le scandale moral et l'échec commercial de Stromboli, des cinéastes hollywoodiens se montrent toujours intéressés par une collaboration avec Bergman ; Sam Spiegel lui propose un rôle aux côtés de Marlon Brando, tandis que Walter Wanger lui envoie des scénarios. Elle est également considérée par Graham Greene comme la candidate idéale pour l'adaptation cinématographique de son roman La Fin d'une liaison (1951). Toutes les propositions qu'elle reçoit pour participer à d'autres films sont rejetées par Rossellini, y compris celles de cinéastes italiens comme Federico Fellini, Franco Zeffirelli, Luchino Visconti et Vittorio De Sica.

#### Jeanne au bûcher(1954)

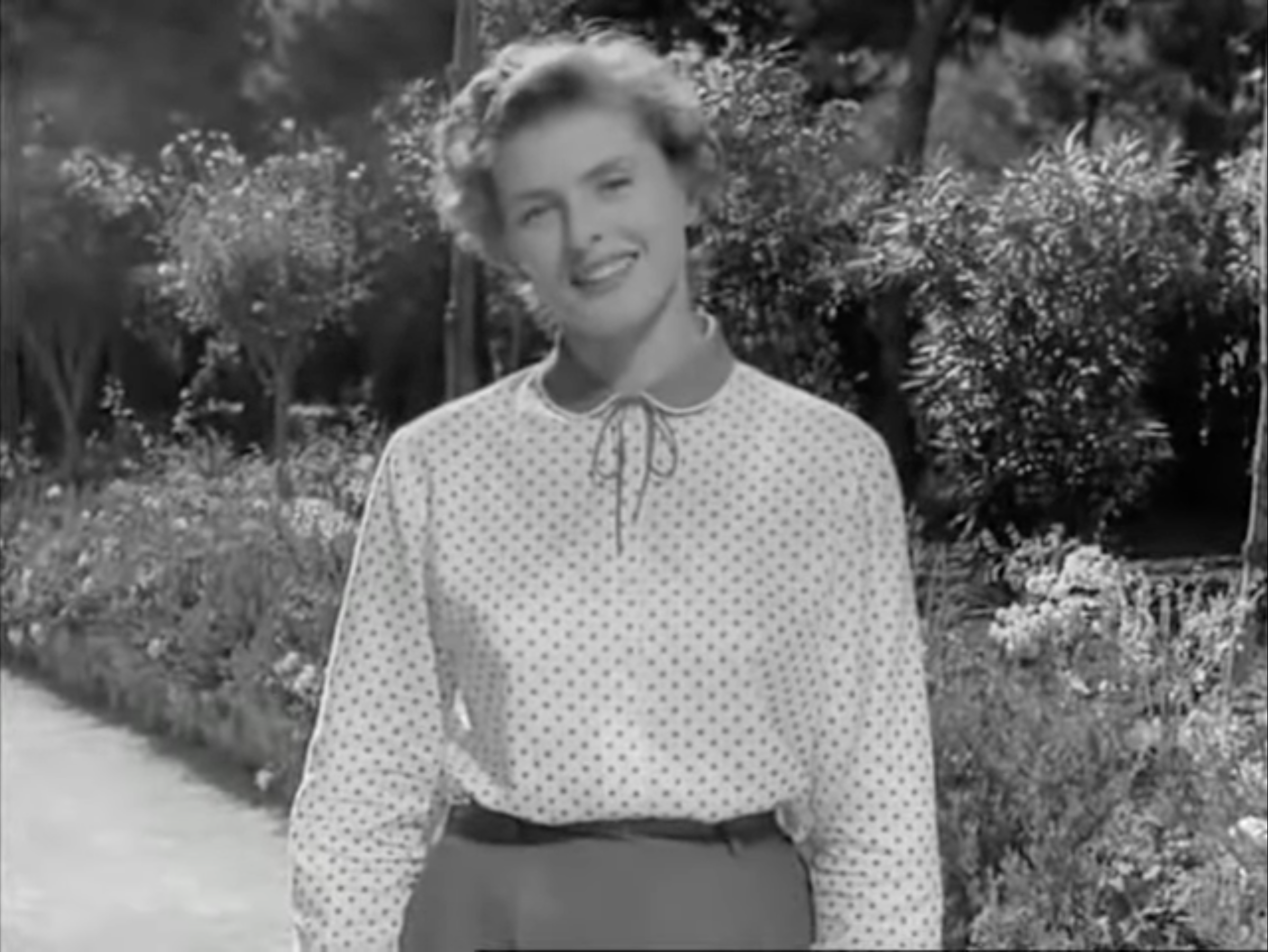
Bergman dans une scène du film à sketches Nous les femmes (1953).

Au cours du second semestre 1953, elle joue son propre rôle dans le film à sketches Nous les femmes (1953), dans un troisième segment intitulé Ingrid Bergman, réalisé par son mari. Ce sketch comique la met en scène en tant que cultivatrice de roses, en conflit avec le poulet qui picore ses arbustes. Le tournage a eu lieu dans la propriété d'été du couple à Santa Marinella et a impliqué les enfants du couple,,. En novembre, elle revient au théâtre, jouant à nouveau le rôle de la Pucelle d'Orléans dans l'oratorio d'Arthur Honegger sur un livre de Paul Claudel : Jeanne d'Arc au bûcher. Son interprétation se limite à ses propres réflexions sur la vie et le jugement. La première a eu lieu à l'Opéra San Carlo de Naples. Dirigée par Rossellini, la production fut un succès et donna lieu à une tournée européenne qui comptait Palerme, Milan, Paris, Barcelone, Londres et Stockholm, où l'oratorio fut considéré comme l'un des événements de la saison à l'Opéra royal de Stockholm,,.
En dehors de l'Italie, la représentation reçoit des critiques mitigées, bien que le rôle de Bergman soit généralement évalué positivement, sauf à Stockholm, où Stig Ahlgren (sv) du Vecko-Journalen se penche sur sa personnalité en termes moqueurs. En réponse, avec l'aide d'Edvin Adolphson, elle prononce depuis la scène un discours émouvant devant le public rassemblé, qui est accueilli par des applaudissements nourris. Malgré cela, l'hôtel où elle logeait reçut une multitude de lettres de harcèlement, ce qui lui causa, comme elle le rappelle, « presque du désespoir » et « de l'angoisse psychique »,. En s'inspirant du même oratorio, Rossellini décide de tourner un film biographique, Jeanne au bûcher, en reprenant des éléments de la comédie musicale Jeanne d'Arc au bûcher, dans lequel elle a de nouveau joué le rôle de l'héroïne nationale de la France,,.

#### Voyage en ItalieetLa Peur(1954)

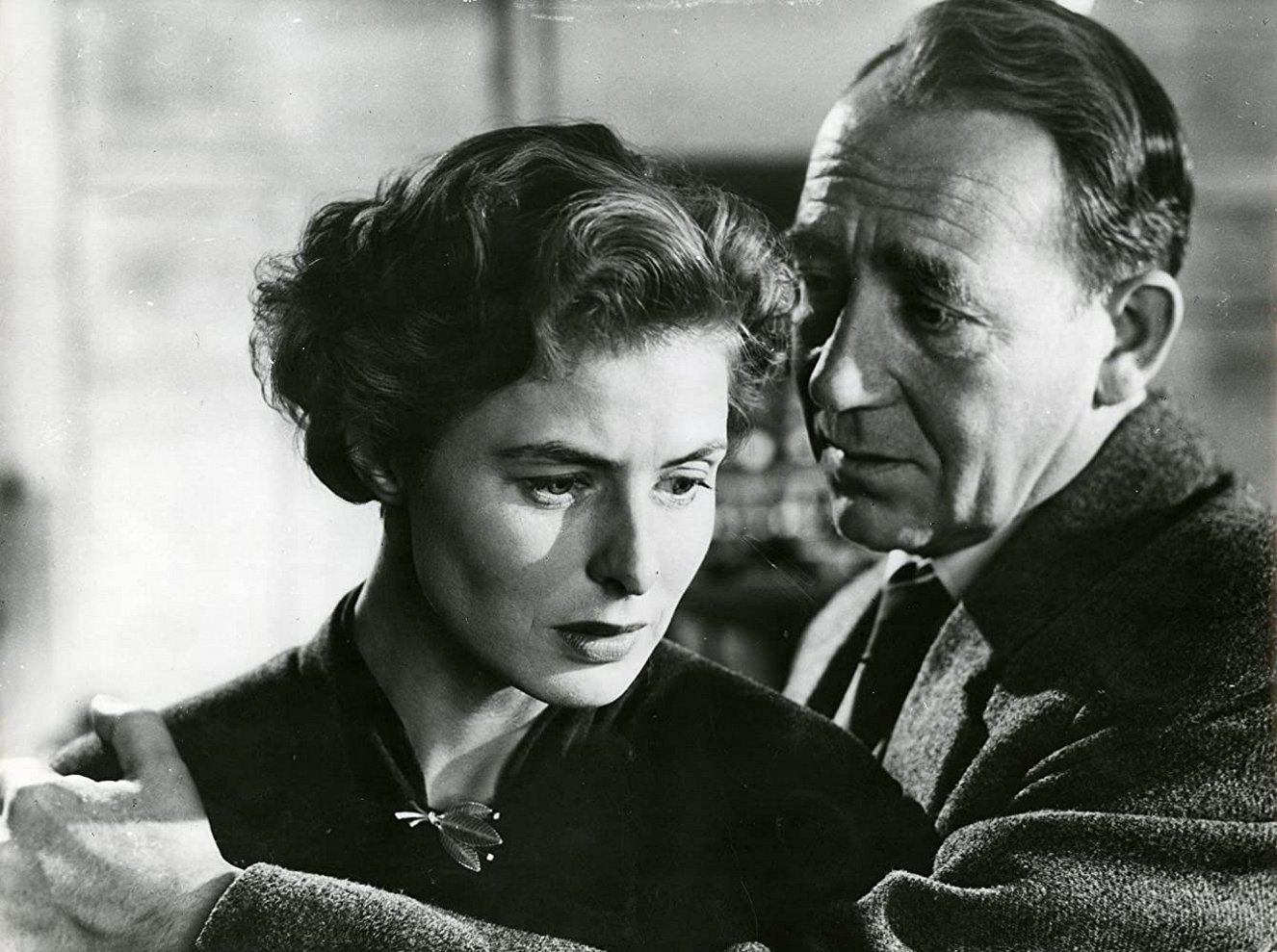
Bergman et Mathias Wieman dans La Peur (1954), son dernier film avec Rossellini.

En 1954, le drame de Rossellini, Voyage en Italie, fait son entrée dans les salles de cinéma. Il raconte l'histoire d'un couple d'Anglais en difficulté, les Joyce (Bergman, George Sanders), Ils voyagent en voiture sur les routes en direction de Naples. Alexander vient d'hériter d'une maison à la suite du décès d'un oncle. Le film est d'abord accueilli par une critique acerbe, accusé d'être sans objet et ennuyeux, mais des années plus tard, il est apprécié, y compris par les cofondateurs de la Nouvelle Vague française,, et les Cahiers du cinéma le désignent comme l'un des douze meilleurs films de tous les temps en 1958. Selon Thomson, Voyage en Italie n'est pas « un film aussi convaincant qu'Europe 51, mais il est plus émouvant ». Comme il l'affirme : « Tourné avec une mise en scène précise et de longs plans-séquences, Voyage en Italie ressemble à un roman ou à un essai sur le voyage, et l'influence d'Antonioni est indéniable. C'est comme si, pour la première fois de sa vie, Ingrid Bergman n'était qu'une actrice accessible, une figure familière dans le paysage et non pas une héroïne, une égérie ou un guide. À ce stade presque ultime, Rossellini semble avoir dépassé toute cette mythologie qui voulait qu'Ingrid Bergman fût "magique" ».
Le dernier projet de Bergman et Rossellini est le drame La Peur (1954), coproduction italo-allemande adaptée d'une nouvelle de Stefan Zweig. Le film, dont le thème central est le chantage et la confession, n'a pas eu de succès non plus, et les admirateurs du talent de Bergman ont exprimé une certaine déception,,,. Thomson le considère comme « un film noir profondément déprimant dans lequel l'ombre ressemble au sang des personnages ».

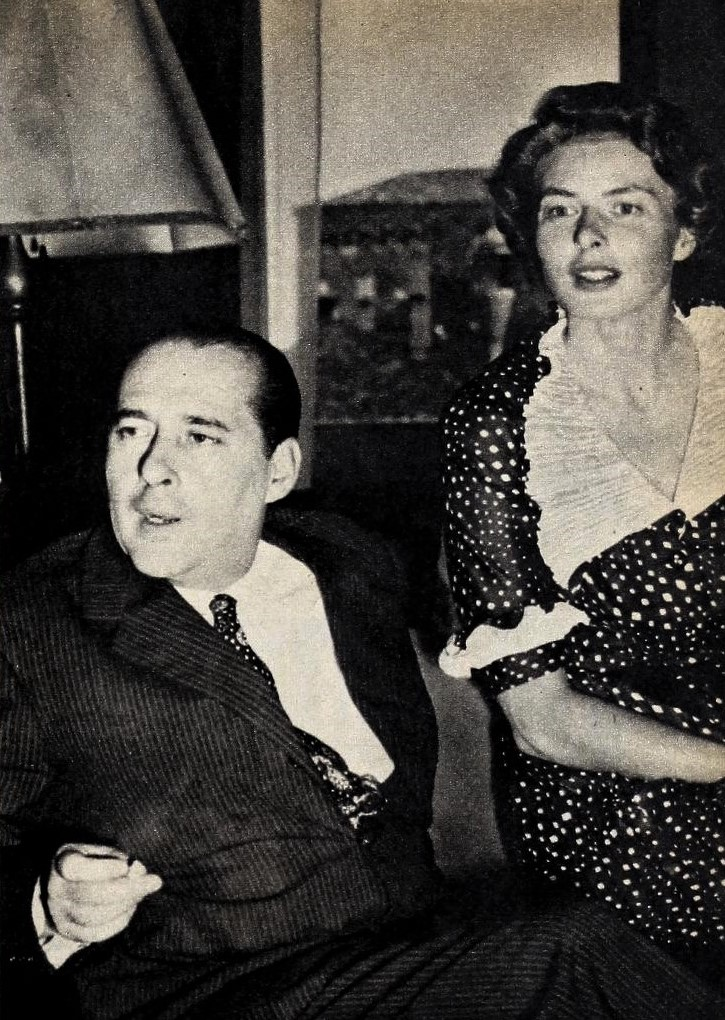
Roberto Rossellini et Ingrid Bergman en 1953.

Pour Franck Viale, La Peur est « un exercice de style [...] intimiste, tourné en trente jours en Allemagne. [C'est l'occasion pour Rossellini] de contempler les gestes de son héroïne et de capturer ses sensations. On ne la quitte jamais. [...] Le film, qui aurait pu aussi s’appeler « La Cruauté », a bien la peur pour thématique centrale. Cette peur que nous pouvons lire sur le visage d'Irene est en définitive celle de la volonté. Celui du désir que le monde soit d'une façon plutôt que d'une autre. La peur de perdre, de l'échec, de la mort. Les intérieurs et décors froids sont le signe d'une distance aux choses plus que d'un manque d'amour ».
Alors qu'elle est de plus en plus déçue par sa collaboration professionnelle avec Rossellini, elle reçoit des offres pour travailler avec des réalisateurs européens ; d'autres offres viennent d'Hollywood, notamment de George Cukor, qui lui propose un rôle dans une adaptation cinématographique du roman de Nathaniel Hawthorne de 1860, Le Faune de marbre, toutes déclinées car Rossellini refuse que sa femme travaille avec d'autres réalisateurs que lui. Des tentatives pour l'impliquer dans les pièces La Chatte sur un toit brûlant de Tennessee Williams ou Thé et Sympathie de Robert Anderson ont également échoué.
L'utilisation par Rossellini d'une diva hollywoodienne dans ses films typiquement néoréalistes, dans lesquels il utilise normalement des acteurs non professionnels, a provoqué des réactions négatives dans certains cercles. Rossellini, « défiant les attentes du public [,]... a employé Bergman comme si elle était une non-professionnelle », la privant d'un scénario et des luxes typiques accordés à une vedette (plomberie d'intérieure, par exemple, ou coiffeurs) et forçant Bergman à agir “en s'inspirant de la réalité pendant qu'elle travaillait”, créant ce qu'un critique appelle “un nouveau cinéma d'introspection psychologique” ». Bergman connaissait le style de mise en scène de Rossellini avant le tournage, puisque le réalisateur lui avait déjà écrit pour lui expliquer qu'il travaillait à partir de « quelques idées de base, les développant petit à petit » au fur et à mesure de l'avancement d'un film. Rossellini est alors accusé d'avoir ruiné sa brillante carrière en l'éloignant d'Hollywood, tandis que Bergman est considérée comme l'instigatrice de l'abandon par Rossellini du style esthétique et des préoccupations sociopolitiques du néoréalisme.
Si les films de Rossellini avec Bergman n'ont pas été très rentable à leurs sorties, ils ont été très appréciés et remarqués rétrospectivement. Selon Jordan Cronk, leur collaboration a inspiré le début d'une ère cinématographique moderne. Les films de Rossellini à l'époque de Bergman réfléchissent à des questions de psychologie complexe telles que les dépeint Bergman dans des films comme Stromboli, Europe 51 et Voyage en Italie. L'influence du partenariat entre Bergman et Rossellini peut être ressentie dans les films de Godard, Fellini et Antonioni et, plus récemment, Abbas Kiarostami et Nuri Bilge Ceylan.

#### Elena et les Hommes(1956)
En 1955, elle accepte la proposition de Jean Renoir de jouer dans la comédie romantique Elena et les Hommes (1956), dont le scénario a été écrit spécialement pour elle par le réalisateur. Elle y incarne Helena Sokorowska, une aristocrate polonaise vivant à la Belle Époque, qui flirte avec des hommes ambitieux et riches. L'héroïne les aide à atteindre un succès professionnel considérable, puis se désintéresse d'eux et cherche de nouveaux amants, parmi lesquels le général Rollan (Jean Marais) et le jeune comte de Chevincourt (Mel Ferrer),,,.

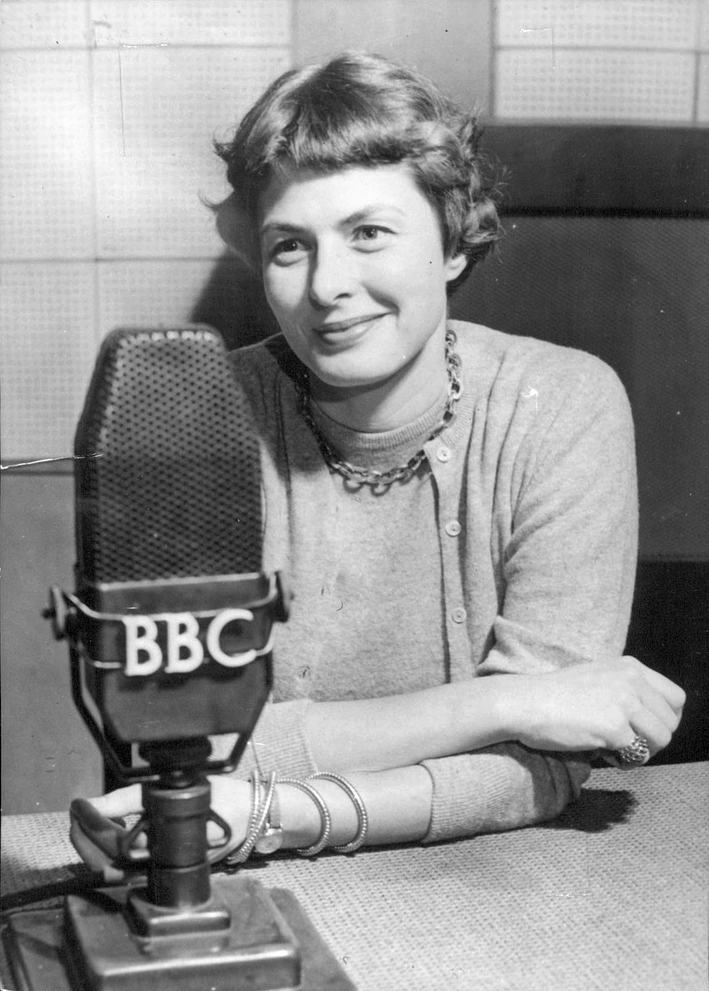
L'actrice Ingrid Bergman en 1955.

Elena et les Hommes est souvent considéré comme le troisième volet d'une trilogie débutée par Le Carrosse d'or (1953) avec Anna Magnani et French Cancan (1955) avec Jean Gabin et Françoise Arnoul,. Après l'hommage à la commedia dell'arte et au café-concert dans les deux premiers volets, ce film est consacré au théâtre de Guignol. À propos du film, Renoir a déclaré « En racontant l'histoire d'Elena j'ai parlé de tout ce qui me tient au cœur : de la beauté, de l'amour, des ambitions graves ou frivoles, des élans passionnés de la foule et même de ces défauts délicieux que sont la paresse et l'hypocrisie... ». Le personnage du général Rollan est inspiré du général historique Georges Boulanger. En 1886, Boulanger bénéficiait d'un large soutien populaire en France, malgré la défaite française dans la guerre franco-prussienne, et certains de ses partisans le poussaient à faire un coup d'État, ce qu'il ne fit pas. Son influence créa le mouvement du nom de boulangisme, revanchiste et patriotique. Selon Daniel Serceau, le film « dévoile les ressorts d’une manipulation des masses sous couvert du nationalisme et de la grandeur d’un peuple. Derrière cette façade, il donne à lire les intérêts économiques, politiques, carriéristes et même libidinaux qui cherchent à se satisfaire. Il montre comment les foules adhérent d’autant plus aux discours de meneurs que ces derniers font écho à leur propre désir de puissance ». Mais selon Claude Monnier, Elena et les Hommes « est bien plus qu’une charge satirique sur la volonté de pouvoir : c’est surtout un des films les plus complexes de Renoir, un véritable film-somme où le cinéaste fait la superbe synthèse de ses travaux précédents ». Filmé dans un Technicolor flamboyant, le récit est plutôt structuré comme un décrescendo : « il commence allegro (à peine quelques minutes de film et Ingrid Bergman est entraînée, à sa grande joie, dans la foule délirante et les couleurs criardes du 14 juillet), se fait allegretto dans sa partie centrale (les délirants chassés-croisés au château de l’industriel Martin-Michaud, l’exercice militaire pris comme un jeu d’enfant) et s’achève en adagio apaisant (le projet de coup d’Etat du général retombe comme un soufflé et tout le monde s’enlace avec tendresse et soulagement) ».
Le film a été tourné aux studios de Billancourt à Paris. Les prises de vue ont eu lieu dans la ville, notamment à Saint-Cloud et au château d'Ermenonville. Les décors ont été conçus par le directeur artistique Jean André. Le tournage est réputé difficile. Bergman enregistre ses dialogues en français et en anglais. Le film enregistre 2 116 337 entrées en France. Pour sa sortie aux États-Unis, le film est sévérement coupé et remonté, ce qui en amoindrit considérablement la portée selon Jacques Lourcelles.

#### Anastasia(1956)

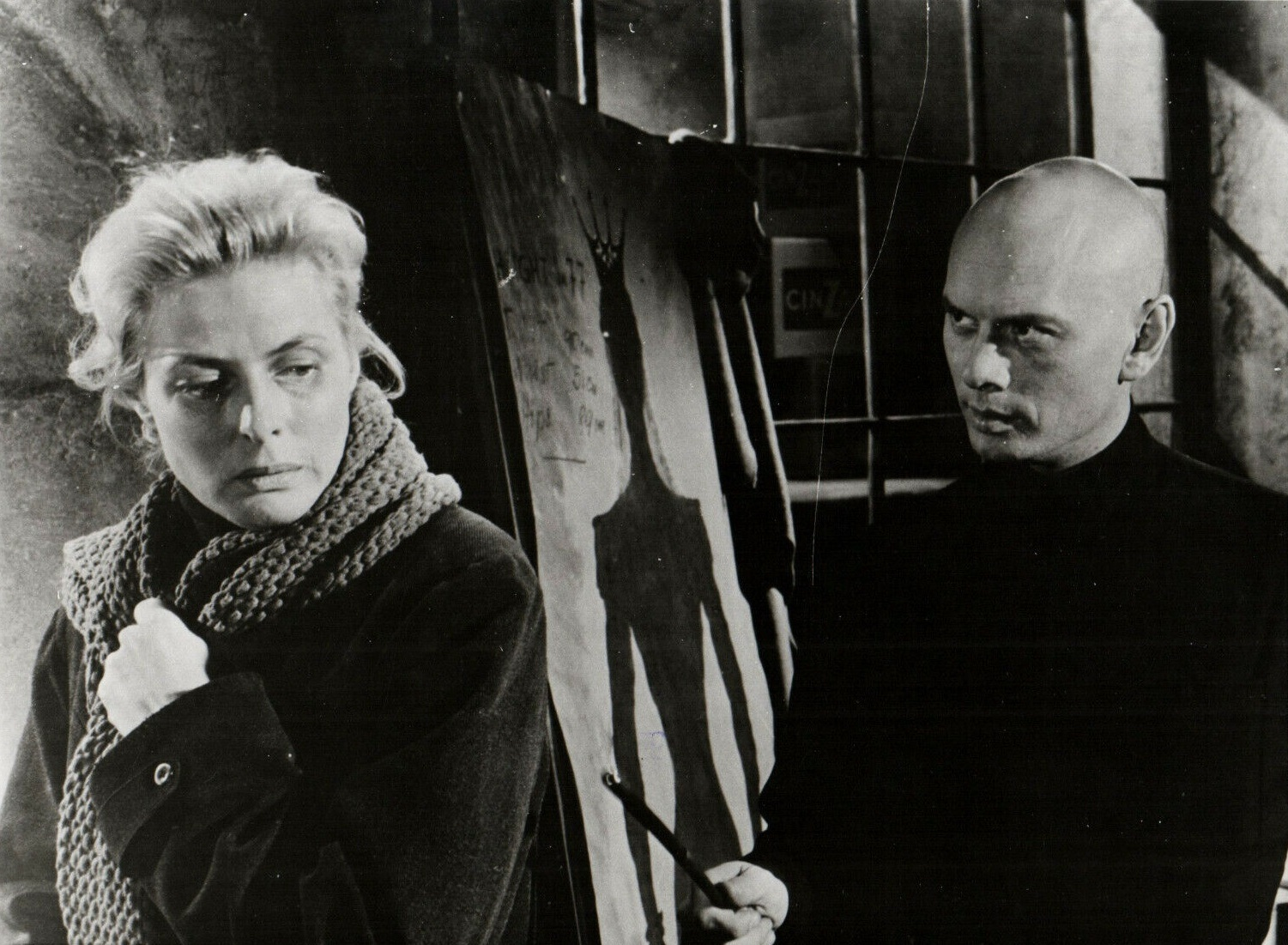
L'actrice Ingrid Bergman et Yul Brynner dans une scène dAnastasia (1956).

La nouvelle qu'elle travaillait sans Rossellini ayant été rendue publique par la presse, Kay Brown, qui avait rejoint la société new-yorkaise International Creative Management (ICM), lui propose de jouer dans le drame historique Anastasia (1956) d'Anatole Litvak, ce qui lui permettrait de revenir dans le cinéma américain. Litvak reste inflexible sur l'implication de Bergman (malgré le fait que la 20th Century Fox, qui, à l'instigation de Brown, a acheté les droits de la pièce écrite par Marcelle Maurette, a reçu des réponses négatives dans un sondage qu'elle a commandé pour connaître l'opinion du public sur l'actrice),,,. Le rôle est d'abord proposé à Jennifer Jones, mais Darryl F. Zanuck, producteur du projet — tout comme Litvak — est favorable à Bergman. Ayant signé un contrat pour participer au film, elle avoue : « J'étais en exil professionnel depuis plus de sept ans, assez longtemps ». Rossellini s'oppose fermement à sa décision, la menaçant à nouveau de se suicider et lui faisant du chantage. Le cachet de Bergman s'élevait à 200 000 dollars,,.
L'intrigue est centrée sur un réfugié russe blanc, le général Bounin (Yul Brynner), qui rencontre en 1926 dans la capitale française une jeune femme (Bergman) qui ressemble illusoirement à la princesse Anastasia, seule représentante de la famille Romanov. Il décide d'exploiter le fait de la ressemblance de la femme afin d'acquérir une fortune déposée par le tsar Nicolas II,.
Après des premières à New York et à Los Angeles, en Californie, le film reçoit des réactions enthousiastes du public et des critiques favorables, tout comme Bergman, qui reçoit pour la première fois depuis plus de dix ans des commentaires aussi positifs sur son interprétation ; Bosley Crowther du New York Times écrit qu'elle est « absolument magnifique dans un rôle magnifiquement mené, digne d'un Oscar »,,,,. Pour la deuxième fois de sa carrière, elle remporte le prix New York Film Critics Circle de la meilleure actrice (elle accepte le prix en personne, c'est la première fois qu'elle se rend aux États-Unis en huit ans), l'Oscar de la meilleure actrice (Cary Grant accepte la statuette en son nom),,,,,,, et remporte le Golden Globe de la meilleure actrice dans un film dramatique pour la troisième fois. Son rôle a également été reconnu en Europe ; l'Accademia del cinema italiano lui a décerné la statuette David di Donatello de la meilleure actrice étrangère,.

#### La pièceThé et Sympathie(1957) et filmIndiscret(1958)

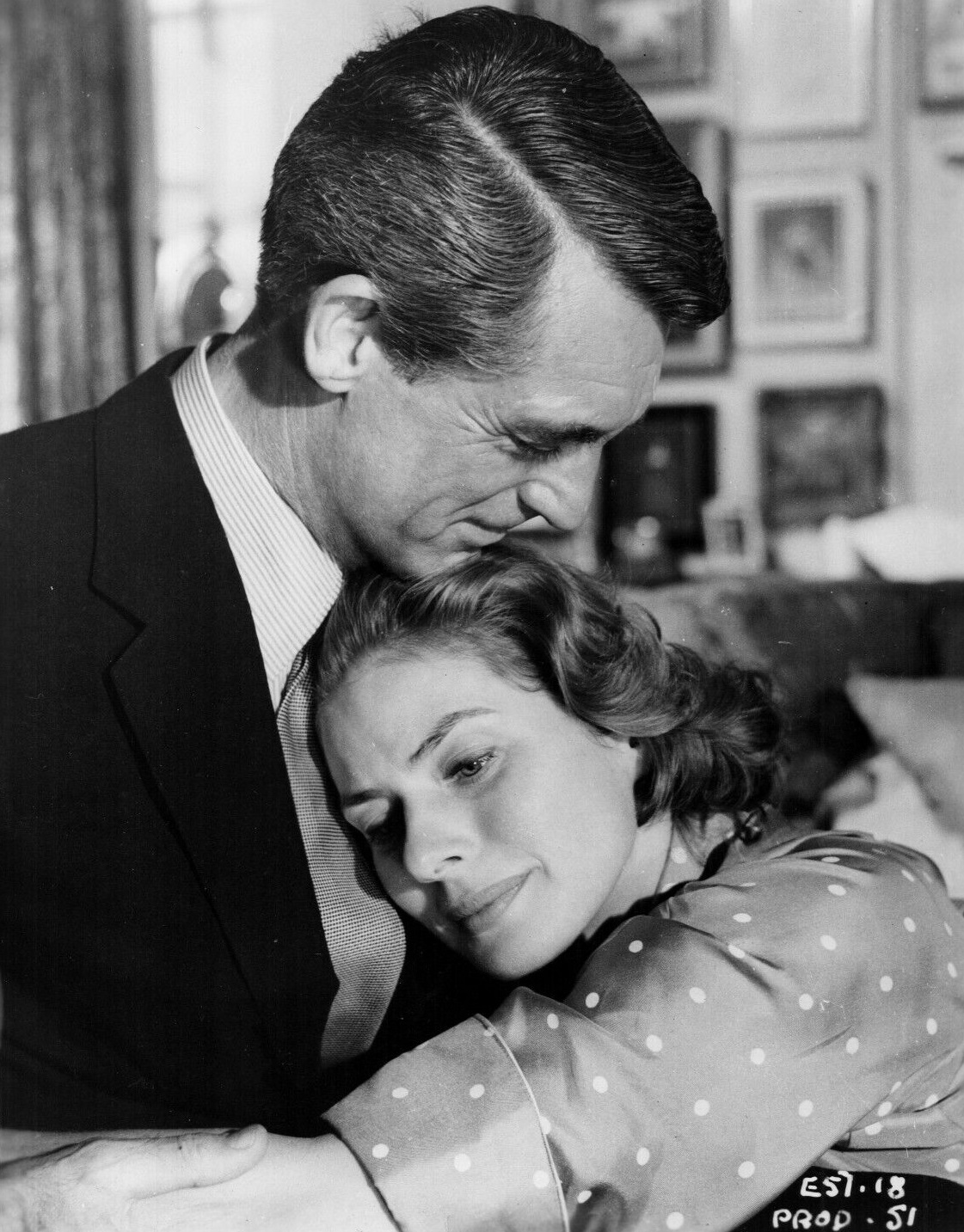
Cary Grant et Bergman dans Indiscret (1958).

Après avoir tourné Anastasia, elle se rend à Paris pour répéter Thé et sympathie (mise en scène de Jean Mercure), dans laquelle elle a pour partenaires Yves Vincent et Jean-Loup Philippe. La pièce est un succès et Bergman reçoit des critiques favorables, elle est appelée quinze fois devant le rideau et elle est récompensée par une ovation de trois minutes. Le succès de la pièce fait qu'elle ne quitte pas la scène parisienne pendant neuf mois, jusqu'à l'été 1957|,,,. Son projet cinématographique suivant est la comédie romantique Indiscret (1958) de Stanley Donen, dans laquelle elle partage l'affiche avec Cary Grant. Elle incarne l'actrice Anna Kalman, qui rencontre Philip Adams (Grant), lequel, pour rester célibataire, dit aux amoureuses qu'il rencontre qu'il est déjà marié,,. Le film réalisé par Donen est un succès, Chandler notant que « [Bergman] est toujours une actrice très regardée qui excelle dans les productions de style hollywoodien ». Dans la même veine, Spoto écrit : « Ses réactions délicates parfaitement adaptées au charme élégant de Grant ont montré au public ses nouveaux talents d'actrice ». Le New York Times souligne que « Bergman apparaît comme une comédienne des plus charmantes, une professionnelle qui peut prononcer une ligne de dialogue joyeuse et dédaigneuse aussi facilement qu'une déclamation dramatique ». Son interprétation de Kalman lui vaut une nomination au Golden Globe de la meilleure actrice dans un film musical ou une comédie.
Son retour réussi sur les écrans de cinéma américains conduit les dirigeants de la 20th Century Fox à lui proposer un contrat d'un million de dollars pour tourner plusieurs films. Ne voulant pas redevenir une actrice sous contrat, elle décline l'offre. Le deuxième film dans lequel elle apparaît en 1958 est le drame biographique L'Auberge du sixième bonheur de Mark Robson. Elle y incarne une Anglaise, Gladys Aylward, qui entreprend un travail de missionnaire en Chine. Elle a pour partenaires Curd Jürgens et Robert Donat dans les rôles principaux. Malgré les lacunes du scénario, le film est un succès et reçoit de bonnes critiques,,,. Le rôle lui vaut une nomination au BAFTA de la meilleure actrice étrangère et une nomination au Golden Globe de la meilleure actrice dans un drame.
En 1959, elle apparaît dans le rôle d'une gouvernante anonyme dans le premier téléfilm de sa carrière, The Turn of the Screw de John Frankenheimer, une adaptation du roman court fantastique Le Tour d'écrou de Henry James, produit par NBC. L'épisode faisait partie de la série d'anthologie Ford Startime. En raison d'une relation conflictuelle avec le réalisateur et d'un manque de temps pour se préparer au rôle, elle n'était pas satisfaite de son travail sur le plateau. Son interprétation lui a valu un Primetime Emmy pour la meilleure actrice principale dans une mini-série ou un téléfilm,,,. Variety a fait l'éloge de la production et a considéré que « la chaleur et l'intensité de l'interprétation de Mlle Bergman » étaient son plus grand atout.

### Années 1960 et 1970

#### Aimez-vous Brahms…(1961) d'après Françoise Sagan

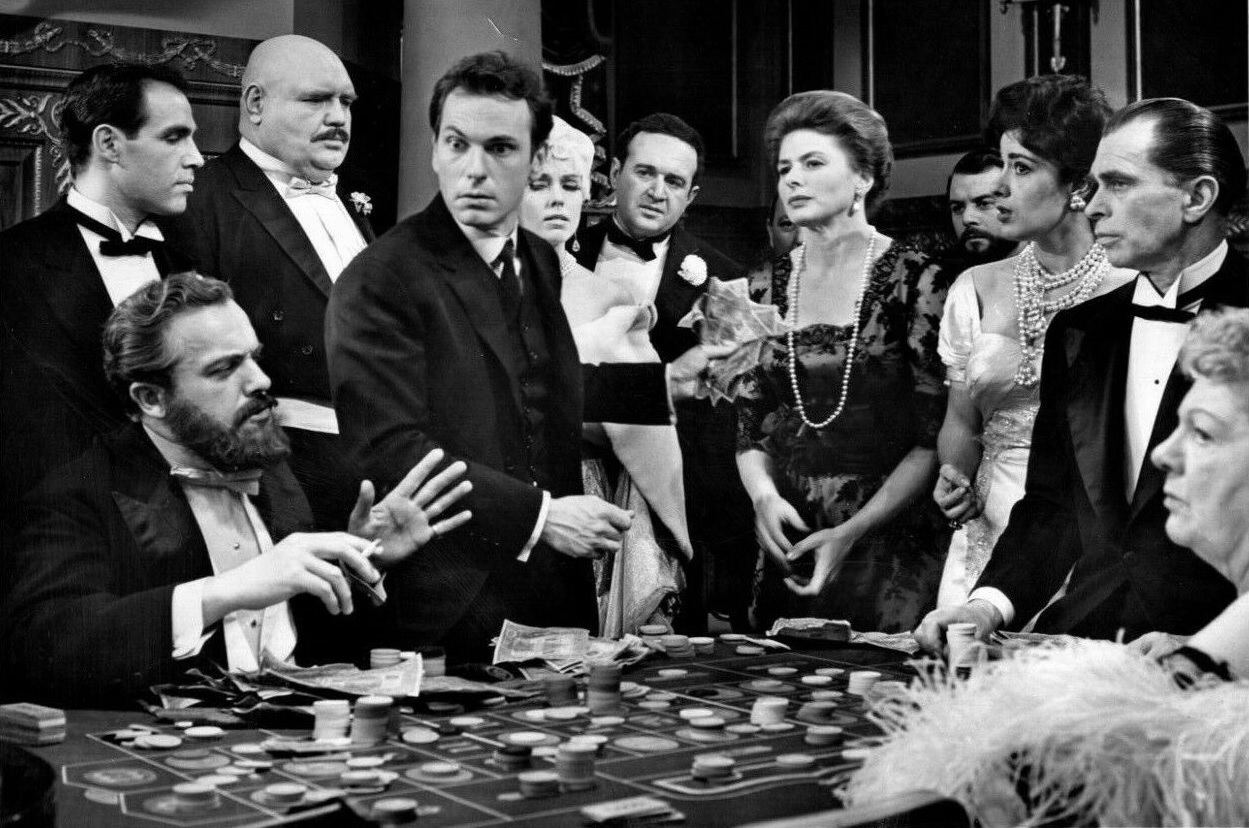
Rip Torn et Bergman (au centre) dans le téléfilm Twenty-Four Hours in a Woman's Life (1961).

En 1961, après une pause de deux ans, elle joue dans le mélodrame franco-américain Aimez-vous Brahms... d'Anatole Litvak, inspiré du roman du même nom de Françoise Sagan. Elle interprète la décoratrice d'intérieur Paula Tessier, une femme mûre qui trompe son partenaire infidèle Roger (Yves Montand) avec Philip (Anthony Perkins), une douzaine d'années plus jeune qu'elle. Selon Bergman, « [Il y a] une scène très amusante où Anthony Perkins, complètement saoul, s'approche de la table où je suis installée avec Yves Montand. Tous les deux sont parfaits dans leur rôle. Il y a longtemps que je n'avais pas travaillé avec deux acteurs qui me plaisent autant. Ils sont charmants, ils ont chacun beaucoup de personnalité et sont très différents ; on comprend parfaitement que, dans mon rôle de Paula, je puisse les aimer tous les deux… ». Pourtant, Bergman se souvient ensuite qu'elle n'a réussi à s'attacher à aucun des acteurs avec lesquels elle a joué,,.
Le film a été plutôt bien accueilli en France, avec un prix d'interprétation masculine au Festival de Cannes 1961 pour Anthony Perkins, mais aux États-Unis, l'ancienne réputation de Bergman la poursuivait avec ce film qui parlait d'infidélité. Elle témoigne : « Je me souviens, j'allais à San Francisco. […] Je n'avais pas encore passé la douane quand les journalistes qui m'attendaient ont attaqué : « Pourquoi avez-vous fait cet horrible film ? ». Une fois dehors, j'ai demandé : « Quel horrible film ? — Aimez-vous Brahms ?, voyons ! » J'ai expliqué : « C'est adapté d’un roman de Françoise Sagan, et à Paris, c'est un grand succès. — Mais enfin, c'est un film terrible, affreux. — Qu'est-ce qu'il a d'affreux ? — Vous partagez la vie d'un homme avec qui vous n'êtes pas mariée, et vous prenez un amant assez jeune pour être votre fils. Quelle honte ! Et ensuite, vous retournez avec ce type avec qui vous vivez, qui vous a trompée pendant toutes ces années, et qui est tout prêt à recommencer. Mais qu'est-ce que c'est que ce genre de film ? » Voilà comment réagissaient les journalistes de San Francisco réputés pour leur cynisme et leur dureté ! En fait, ils reflétaient l'opinion américaine, et aux États-Unis, le film n'a pas connu le moindre succès ».
En septembre 1961, elle fait une apparition fugace dans son propre rôle, tout comme Claudia Cardinale, dans la comédie française Auguste de Pierre Chevalier, d'après la pièce éponyme de Raymond Castans, qui met en vedette Fernand Raynaud, Valérie Lagrange et Jean Poiret. Dans la séquence où « Auguste » descend de l'avion qui l'amène au Festival de Cannes, Fernand Raynaud descendait d'un avion réellement arrivé (mais lui n'était monté à la coupée que pour en redescendre sous les caméras). La surprise, pour la production, fut de découvrir qu’Ingrid Bergman était réellement passagère de ce vol. Elle venait au Festival de Cannes. Elle accepta de bonne grâce d'être filmée, à son tour, à sa descente d'avion.
La même année, elle fait sa deuxième apparition à la télévision, dans le rôle de Clare Lester dans le drame Twenty-Four Hours in a Woman's Life de Silvio Narizzano, produit pour CBS, une adaptation américaine de la nouvelle autrichienne Vingt-quatre heures de la vie d'une femme (1927) de Stefan Zweig. Son troisième mari, Lars Schmidt, a fait office de producteur, et Rip Torn joue son partenaire à l'écran,,,. Pour son interprétation, elle est nommée pour le Primetime Emmy Award de la meilleure actrice dans une mini-série ou un téléfilm.

#### Hedda Gabler(1962-1963) au théâtre Montparnasse

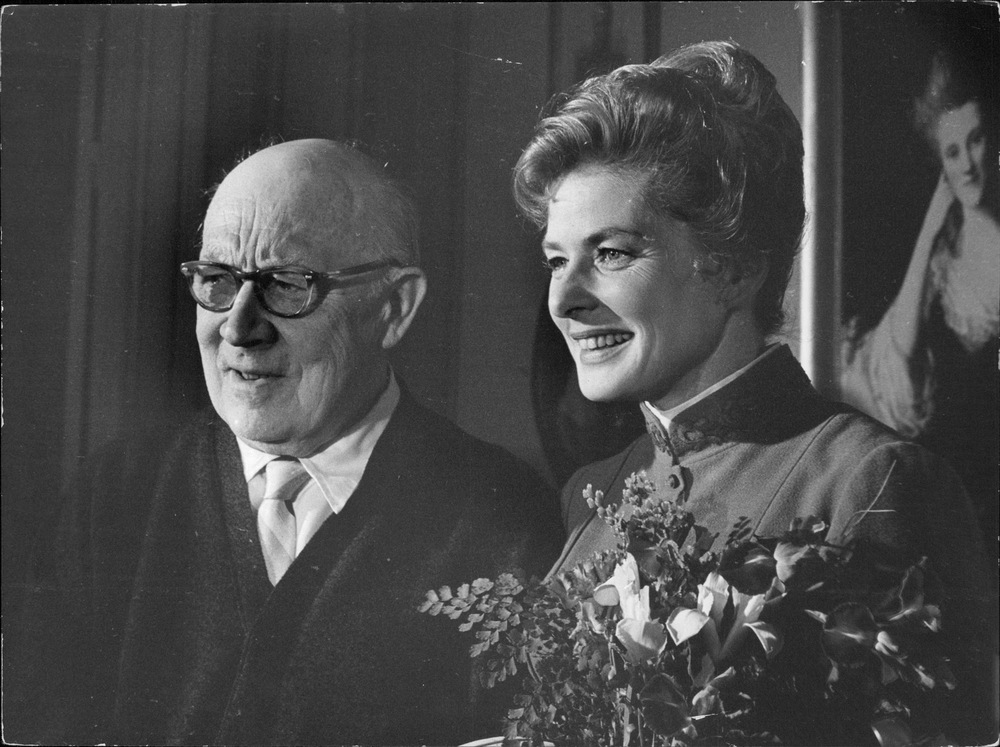
Le cinéaste suédois Gustaf Molander et Bergman (photographiés en 1964).

Au cours de la saison 1962-1963, elle se produit au théâtre Montparnasse à Paris dans le rôle-titre (qui a été interprété auparavant par Alla Nazimova, Eleonora Duse et Eva Le Gallienne, entre autres) de la pièce Hedda Gabler d'Henrik Ibsen, mise en scène par Raymond Rouleau. Malgré des difficultés initiales avec le texte français, elle reçoit des critiques globalement favorables ; un critique de France-Soir remarque sa « fierté comme dans un rêve ; personne n'a jamais joué Ibsen aussi magnifiquement », tandis que Le Figaro loue « cette voix si particulière, une interprétation artistique ». D'autres journalistes français, en revanche, se montrent plus critiques et estiment qu'elle est « trop manifestement gentille pour jouer une méchante ». Leamer écrit que « sa Hedda était légère et invraisemblable, manquant d'énergie, d'audace et de profondeur ».
Une version télévisée abrégée de la pièce a été diffusée sur la BBC et CBS en 1963. Bergman avait pour partenaires Michael Redgrave, Ralph Richardson et Trevor Howard,. Spoto a écrit qu'en dépit de la version radicalement abrégée, « Ingrid a réussi à transmettre l'élégance vénéneuse d'Hedda et, d'une certaine manière, à modifier son sourire sincère pour montrer une sévérité glaciale ». Les avis sur sa prestation sont partagés,,.

#### La Rancune(1964)
Dans le drame franco-italo-ouest-germano-américain La Rancune (1964) de Bernhard Wicki, d'après Friedrich Dürrenmatt, Bergman a pour partenaire Anthony Quinn,,,. Bergman incarne Claire Zachanassian, une femme très riche qui revient régler ses comptes dans un petit village qui l'avait chassée des années auparavant. Pour les besoins du film, le village fictif de Güllen, situé en Europe centrale, a été construit sur les décors des studios Cinecittà à Rome, tandis que les extérieurs ont été tournés sur place dans la ville de Capranica. Malheureusement, le film est un bide commercial.
C'est en 1960, à la demande de Bergman, que Buddy Adler, directeur de la production de la 20th Century Fox, achète les droits de la pièce La Visite de la vieille dame de Friedrich Dürrenmatt, dont la mort retarde la production jusqu'en 1963. La fin originale du film pose problème : les producteurs ne veulent pas présenter Bergman comme une héroïne capable de soudoyer les habitants de la ville pour qu'ils tuent son ancien amant. Lorsque Quinn a repris les droits et est devenu coproducteur du film, il a accepté de changer la fin et s'est attribué le rôle de Serge Miller (William Holden avait d'abord été pressenti). Des années plus tard, il a soutenu que c'était Bergman qui avait préconisé le changement de fin et son implication en tant que partenaire, ce qui s'est révélé faux,
En 1965, elle joue dans le film à sketches La Rolls-Royce jaune d'Anthony Asquith, apparaissant dans le troisième et dernier segment qui compose le film. Elle a pour partenaire l'acteur égyptien Omar Sharif,,. Malgré une bonne distribution (Rex Harrison, Jeanne Moreau, Alain Delon, Shirley MacLaine), le film n'a pas trouvé grâce auprès des critiques et du public. Les recettes de Bergman s'élèvent à 275 000 dollars,. La même année, elle joue dans le film à sketches suédois Stimulantia. Elle joue le rôle d'une carriériste avide dans le segment Smycket de Gustaf Molander, adapté de la nouvelle La Parure (1884) de Guy de Maupassant. L'épisode met également en scène Gunnar Björnstrand et Gunnel Broström (sv),. Il reçoit un accueil favorable de la part des critiques scandinaves, (le film sort en 1967),,.

#### Un mois à la campagne(1965-1966) au théâtre de Cambridge

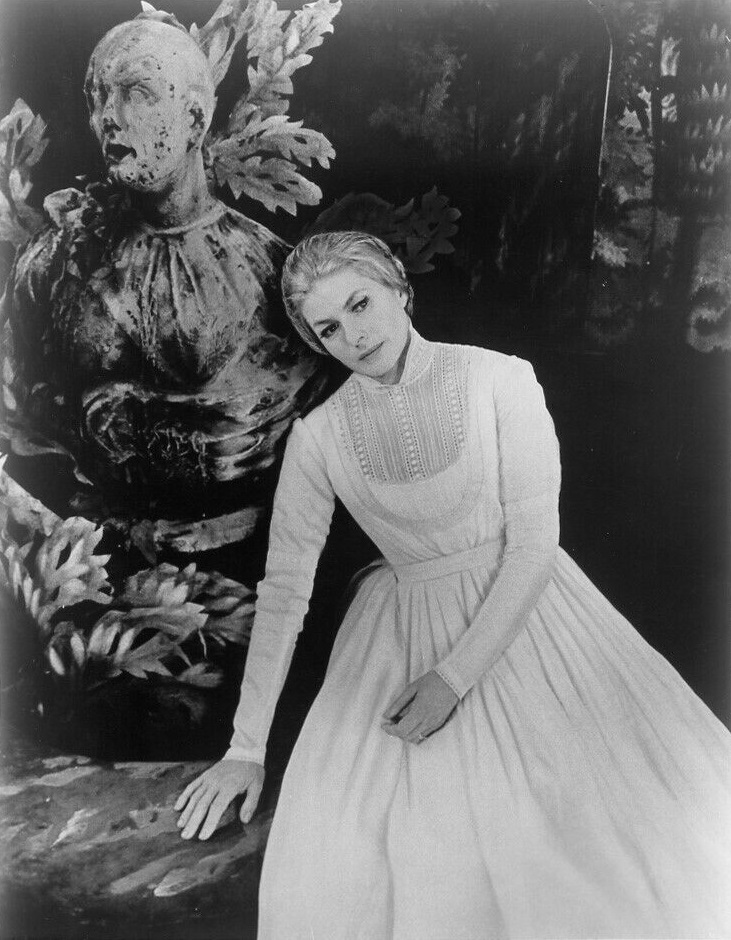
Bergman dans le rôle de Deborah Harford dans la pièce More Stately Mansions (1967).

De juin 1965 à mars 1966, à l'invitation de Michael Redgrave, elle joue avec succès le rôle de Natalia Petrovna dans une pièce mise en scène par lui, Un mois à la campagne d'Ivan Tourgueniev, jouée à Guildford puis au théâtre de Cambridge (en) dans le West End de Londres, recevant des critiques majoritairement positives,,. En raison de la scoliose diagnostiquée chez sa fille Isabella, elle réduit ses activités professionnelles, n'acceptant qu'une seule offre à l'époque : elle apparaît dans une adaptation télévisée de la pièce de Jean Cocteau La Voix humaine de Ted Kotcheff, un monodrame joué par une femme. L'ensemble de la production a été réalisé par Schmidt et David Susskind. Elle est diffusée pour la première fois aux États-Unis en mai 1967 sur ABC, marquant les débuts de Bergman à la télévision en couleur,,,. Le New York Daily News écrit : « [Bergman] a une fois de plus prouvé sa qualité. Délicate et fantaisiste, joyeuse et tragique, son interprétation est tour à tour d'une remarquable virtuosité. Elle a créé de la magie [...] et touché le cœur ».

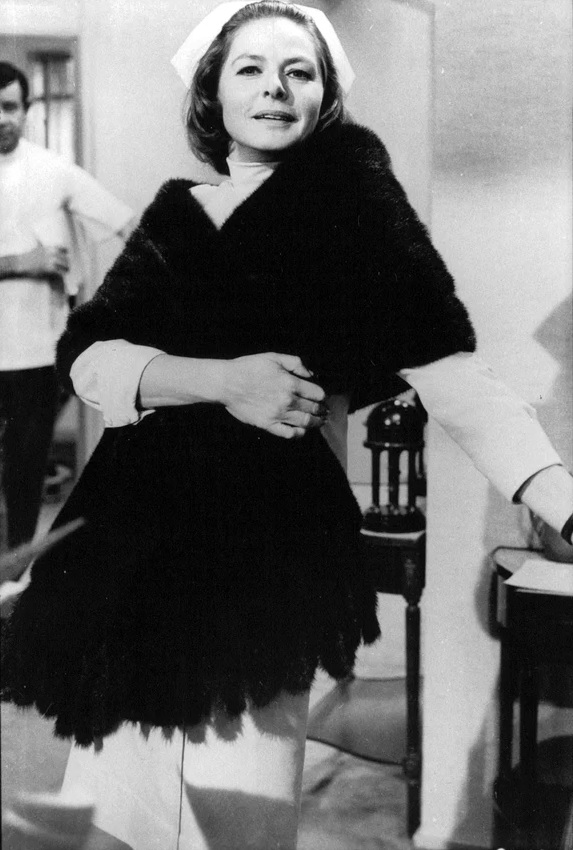
Bergman dans une scène du film Fleur de cactus (1969).

Après la guérison de sa fille, elle envisage de jouer le rôle-titre dans Anna Karénine de Léon Tolstoï, mais décide qu'elle est trop âgée pour cela (parmi les autres personnages qu'elle a envisagés figure Christine Mannon, l'héroïne de la pièce d'Eugene O'Neill, Mourning Befits Elektra),. Avec son interprétation de Deborah Harford dans More Stately Mansions d'O'Neill (mise en scène de José Quintero), elle revient à Broadway après plus de deux décennies. La première a eu lieu en septembre au théâtre Ahmanson (en) de Los Angeles (le conseil d'administration de l'Ahmanson avait initialement choisi Jessica Tandy pour le rôle de Harford) et, après six semaines de production en Californie, la pièce est transférée à Broadway. Elle a reçu des critiques largement négatives, la qualifiant notamment de sombre, d'ennuyeuse et de somnolente, certains estimant que Bergman « fait moins ressortir le personnage que ce à quoi on pourrait s'attendre ». Malgré les critiques négatives, la pièce a été ovationnée et le public l'a appréciée,,.

#### Fleur de cactus(1969)
La comédie loufoque Fleur de cactus (1969) de Gene Saks est son premier film depuis Jeanne d'Arc (1948) entièrement tourné aux États-Unis. Elle y interprète Stephanie Dickinson, l'assistante d'un dentiste (Walter Matthau) qui accepte de se faire passer pour sa femme afin qu'il puisse mettre fin à sa relation avec Toni Simmons (Goldie Hawn),. Spoto a parlé positivement de son rôle, écrivant qu'elle « a un flair délicieux pour la comédie, donc quand elle se transforme dans Fleur de cactus d'un iceberg apparemment nordique à une maîtresse passionnée, elle est élégante et crédible ». Pour ce film, elle reçoit un salaire de 800 000 dollars. Elle est nommée pour le Golden Globe de la meilleure actrice dans un film musical ou une comédie.
En 1970, elle apparaît dans le mélodrame La Pluie de printemps de Guy Green avec Anthony Quinn et Fritz Weaver au générique. Le film se concentre sur le destin d'une femme mariée, Libby Meredith, qui tombe amoureuse de son voisin, Will Cade (Anthony Quinn),. Le film de Green n'a pas été plébiscité par la critique, Bergman n'ayant été complimentée que sur son physique,.
Elle exprime des opinions négatives sur les changements intervenus dans le système de production cinématographique et sur les histoires destinées à l'écran. « Les films sont stupides, violents, cruels et trop érotiques pour une vieille dame comme moi », affirme-t-elle. Le 18 février 1971, une reprise de la comédie La Conversion du capitaine Brassbound de George Bernard Shaw, mise en scène par Frith Banbury, est jouée pour la première fois au théâtre de Cambridge (en) à Londres, dans laquelle elle interprète Lady Cecily Waynflete. Les critiques sont mitigées, mais l'intérêt du public la maintient sur scène pendant neuf mois,. L'année suivante, la pièce est jouée aux États-Unis et au Canada. Le 19 avril, le sénateur Charles Percy de l'Illinois présente des excuses nationales pour l'injustice dont elle a été victime de la part de Johnson en 1952 ; onze essais sur Bergman sont publiés dans le Congressional Record,,.

#### Présidence du jury au Festival de Cannes etL'Épouse fidèle(1973) au théâtre Albery
Son projet suivant est le rôle de l'excentrique, riche et âgée Mme Basil E. Frankweiler dans le film familial From the Mixed-Up Files of Mrs. Basil E. Frankweiler (1973) de Fielder Cook. Elle l'a accepté, se souvient-elle, parce qu'elle y voyait une bonne occasion de se moquer de ce qu'elle pensait être offert aux actrices dans la cinquantaine (« des rôles pour des femmes dans leurs quatre-vingts ans, des vieilles dames desséchées et amères » écrit Spoto).

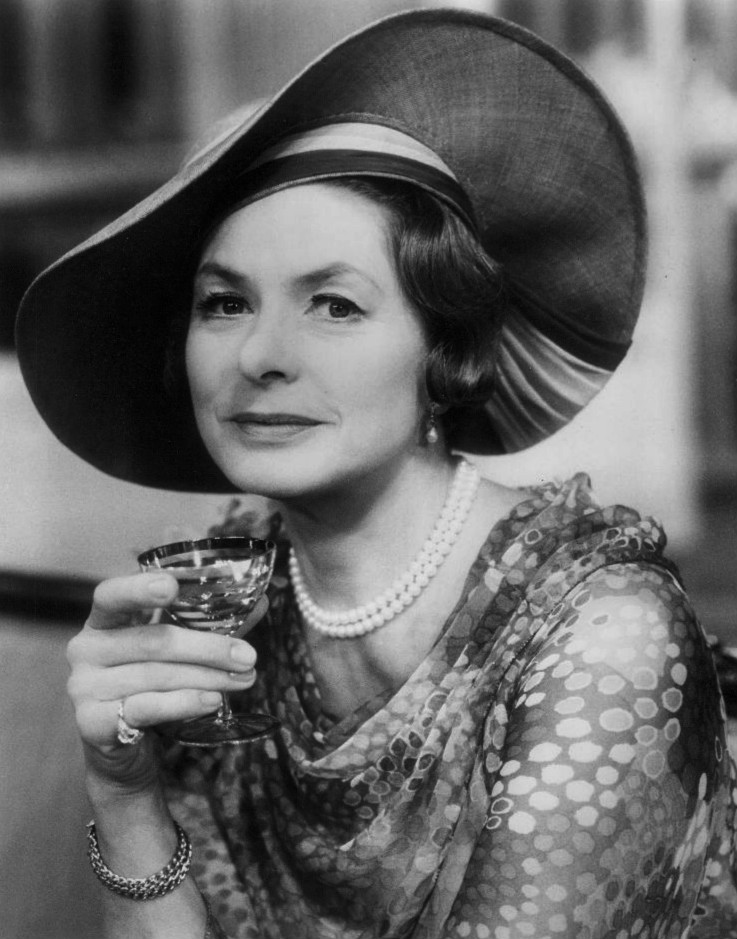
Bergman dans le rôle de Constance Middleton dans la pièce L'Épouse fidèle (1975).

En mai 1973, elle préside le jury de la compétition principale du Festival de Cannes 1973,,,. En 1972, le comité de sélection du festival de Cannes avait jugé les films français médiocres et décidé pour l'année suivante de présenter trois films plus audacieux, le film d'animation La Planète sauvage de René Laloux, la film de Nouvelle Vague La Maman et la Putain de Jean Eustache et le scandaleux La Grande Bouffe de Marco Ferreri,. Ce choix n'est pas apprécié de la présidente du jury, Ingrid Bergman, pour qui les deux derniers films sont les films « les plus sordides et les plus vulgaires du Festival ». Les deux films couronnés ex æquo par la palme d'or seront le road movie américain L'Épouvantail avec Gene Hackman et Al Pacino et le drame historique britannique La Méprise avec Sarah Miles.
En septembre, au théâtre Albery (en) de Londres, elle inaugure les représentations de L'Épouse fidèle (The Constant Wife), une comédie de William Somerset Maugham, et est accompagnée sur scène par John Gielgud, qui assure la mise en scène. La pièce est un succès critique et le plus grand succès de la saison au théâtre Albery : toutes les représentations sont complètes ; L'Épouse fidèle est jouée dans le West End pendant huit mois, jusqu'en mai 1974,. En novembre 1973, elle découvre une petite bosse dure sous son sein gauche ; après avoir vu un spécialiste, elle refuse de subir une biopsie dans l'intérêt du succès de la pièce (si elle se retire, L'Épouse fidèle devra également être retirée de la scène),,.

#### Le Crime de l'Orient-Express(1974)
En 1973 également, elle accepte l'offre de Sidney Lumet de jouer dans le film policier Le Crime de l'Orient-Express (1974), adaptation du roman éponyme d'Agatha Christie paru en 1934 (elle refuse le rôle de la duchesse Natalia Dragomiroff que lui propose Lumet au profit d'un personnage secondaire, la missionnaire suédoise Greta Ohlsson),,. En raison de son petit rôle (le personnage créé par Bergman apparaissait dans de courtes scènes de moins d'une minute), Lumet filme l'actrice en une seule longue prise, d'une durée d'environ cinq minutes. Selon lui, elle a présenté « toute une gamme d'émotions ». La distribution était composée de nombreuses vedettes dont Albert Finney, Lauren Bacall, Martin Balsam, Jacqueline Bisset, Sean Connery, Anthony Perkins, Vanessa Redgrave, Wendy Hiller, Richard Widmark et Michael York,,. Le cachet de Bergman était de 100 000 dollars. Elle remporte un troisième Oscar pour son rôle, cette fois dans la catégorie Meilleur second rôle féminin,,,,, et un BAFTA, également dans la catégorie Meilleur second rôle féminin. Pauline Kael a fait une critique mitigée du film, arguant que, malgré la bonne distribution, il perdait son élan par moments, tout en soulignant le jeu de Bergman, Rachel Roberts et Vanessa Redgrave.

### Dernières années (1976-1982)

#### Nina(1976) etSonate d'automne(1978)

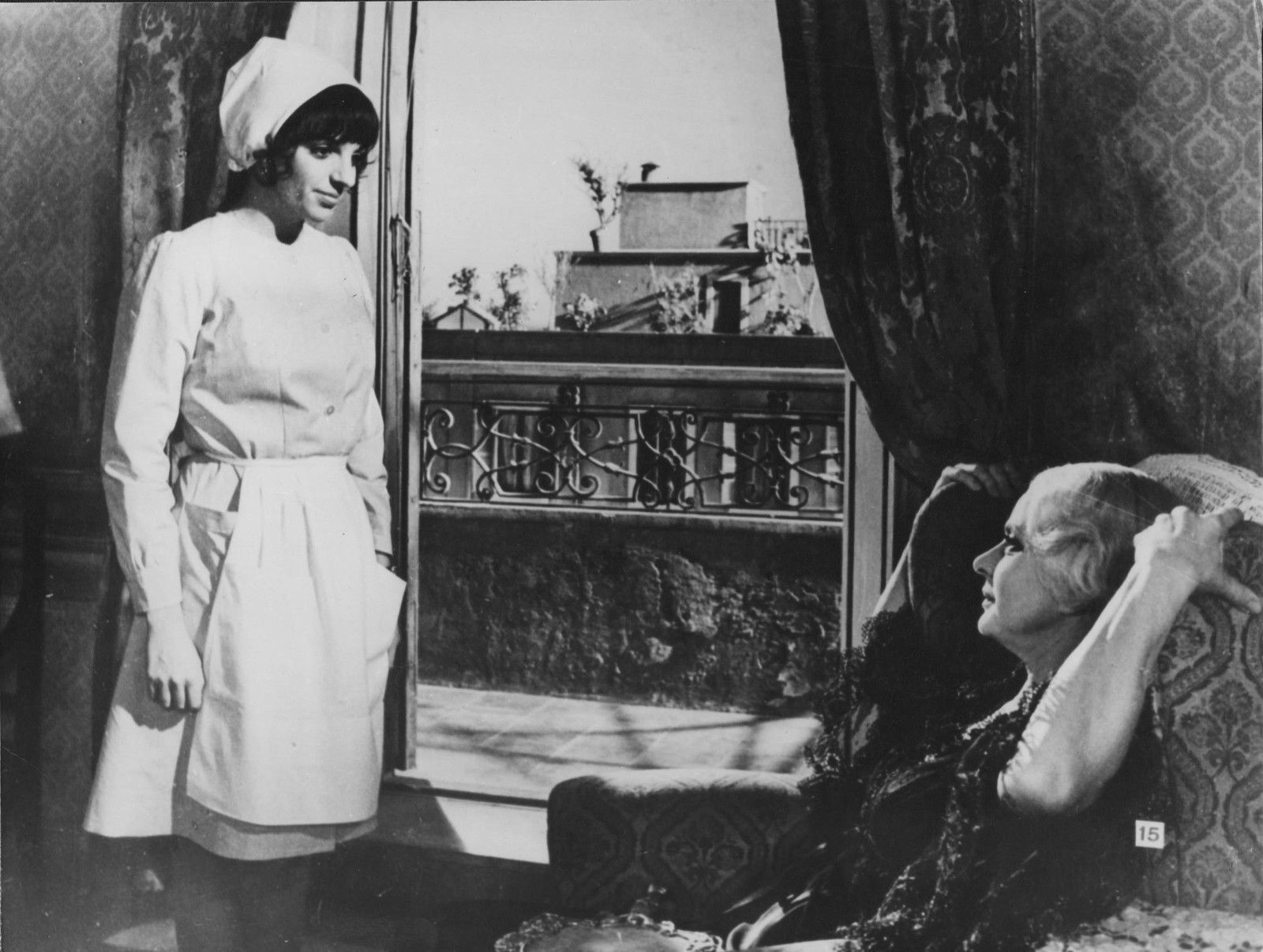
Liza Minnelli et Bergman dans une scène du film Nina (1976).

L'avant-dernière production cinématographique de Bergman est la comédie musicale fantastique franco-américaine Nina (1976) de Vincente Minnelli, dans laquelle elle incarne la comtesse Lucretia Sanziani, une femme âgée qui donne des conseils de vie à Nina, une jeune fille du village (Liza Minnelli). Outre Charles Boyer, le film met en scène Isabella Rossellini (dans le rôle de la sœur de Pia), qui fait ses débuts au cinéma (Isotta, l'autre fille de Bergman, est assistante maquilleuse et costumière). À sa sortie, le film passe inaperçu. Bergman est payée 25 000 dollars pour sa prestation,. En 1977, elle accepte l'invitation du Chichester Festival Theatre et joue dans la pièce Waters of the Moon de N.C. Hunter (mise en scène par Patrick Garland) ; son succès lui vaut d'être jouée au Theatre Royal Haymarket de Londres l'année suivante, entre autres,.
Sa dernière apparition sur grand écran remonte à 1978, dans le rôle de Charlotte Andergast dans le drame suédois Sonate d'automne d'Ingmar Bergman. Elle a d'abord refusé le rôle, arguant qu'elle ne comprenait pas son personnage. Elle changea d'avis lorsqu'elle se rendit compte que l'intrigue, centrée sur une pianiste de renommée mondiale (Bergman) concentrée sur sa propre carrière et incapable d'établir une relation plus étroite avec sa fille Eva (Liv Ullmann), était une histoire sur elle-même et sa relation difficile avec sa fille Pia (Bergman, comme son personnage, était plus concentrée sur le développement de sa carrière cinématographique et a donc négligé les contacts avec sa fille, et le processus de réconciliation entre elles a pris des années). À sa demande, le réalisateur a pris en compte certaines des questions proposées et a modifié la fin, ce qui a laissé la voie ouverte à une réconciliation entre la mère et la fille,.
Selon Spoto, le rôle d'Andergast était une sorte de remise en question, ainsi qu'une tentative d'avouer et d'alléger la culpabilité qu'elle portait depuis de nombreuses années. Lorsque le film est sorti, il a reçu des critiques élogieuses, notamment qu'elle avait été « élevée » au rang des plus grandes actrices de tous les temps ; un critique a déclaré que « rien de ce qu'elle a fait ne peut être égalé » : « rien de ce qu'elle a fait ne peut être comparé à ce film, son jeu est "parfaitement évocateur" ».
Pour la septième et dernière fois de sa carrière, elle est nommée à l'Oscar de la meilleure actrice, (perdant face à Jane Fonda, récompensée pour son interprétation dans le drame de guerre Coming Home de Hal Ashby). Elle est également nommée au Golden Globe de la meilleure actrice dans un film dramatique. Elle reçoit pour la deuxième fois le David di Donatello de la meilleure actrice étrangère et pour la troisième fois le New York Film Critics Circle de la meilleure actrice.

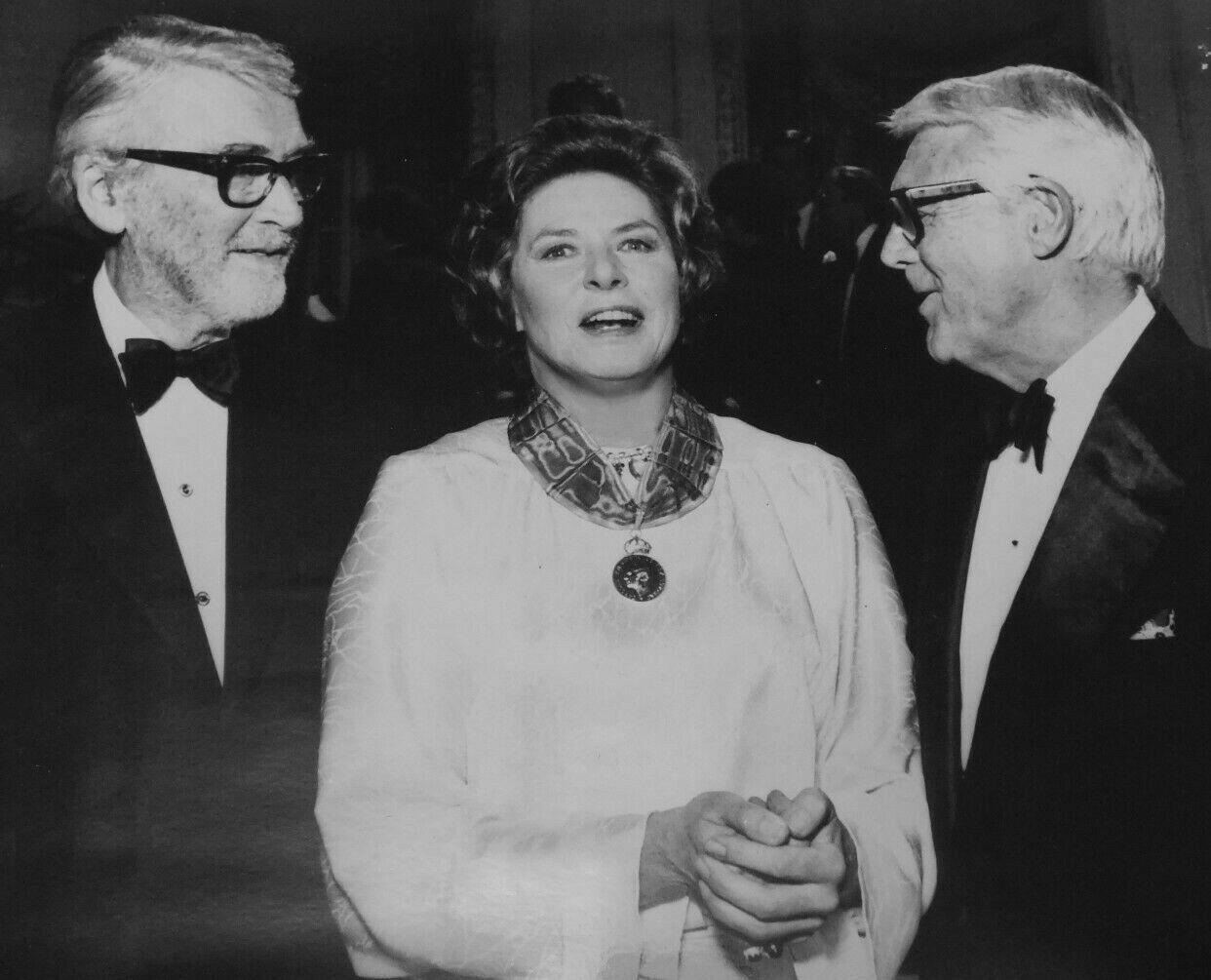
James Stewart, Ingrid Bergman et Cary Grant en 1979.

Pendant le tournage de Sonate d'automne, elle se rend à Londres pour des examens qui révèlent une expansion de son cancer. Après avoir terminé le film, elle se fait retirer un épaississement sous l'aisselle gauche et une tumeur maligne dans les ganglions lymphatiques. Elle a ensuite subi une radiothérapie. Malgré le traitement, elle a continué à jouer dans la pièce Waters of the Moon de N. C. Hunter, recevant des critiques positives. Il y a eu 180 représentations au total. En juin, elle est contrainte de subir une seconde mastectomie lorsque les médecins découvrent que le cancer s'est métastasé dans son sein droit. La radiothérapie la rend de plus en plus malade ; son visage est gonflé par les injections de cortisone, et elle souffre également de douleurs au dos et aux épaules (malgré la détérioration de son état de santé, elle ne manque que deux représentations). Waters of the Moon est la dernière pièce de sa carrière,,.

#### L'autobiographieMa vie(1980)
Le 7 mars 1979, elle est maîtresse de cérémonie lors d'un gala en l'honneur d'Alfred Hitchcock, auquel l'American Film Institute (AFI) décerne un prix pour l'ensemble de sa carrière, à Beverly Hills, en Californie,,,. Huit mois plus tard, elle assiste à un gala du Variety Club organisé en son honneur au profit de l'hôpital pour enfants de Los Angeles,,,.
En 1980, Delacorte Press publie les mémoires de Bergman, Ma vie (My Story). Pour le promouvoir, elle rencontre des journalistes, fait des apparitions à la télévision et part en tournée en Europe et aux États-Unis,,. Kay Brown, entre autres, l'a persuadée d'écrire des mémoires ou une autobiographie. Lorsqu'elle accepte, Alan Burgess est engagé pour l'assister. Le travail sur le livre s'est poursuivi pendant la majeure partie de l'année 1976, Bergman retrouvant de vieux journaux intimes et ses amis lui envoyant des copies de lettres qu'elle leur avait écrites. Burgess décida que l'ensemble du livre serait écrit à la première personne. Lindström participe au projet — sur l'insistance de Burgess — en faisant don, entre autres, de divers documents. À son initiative, une rencontre entre les anciens époux a eu lieu à Londres. En raison d'un certain nombre d'erreurs factuelles et d'un style chaotique et négligé, le livre est publié avec trois ans de retard. Lindström a été particulièrement affecté par son contenu, arguant qu'il le dépeignait comme un homme malveillant (bien que Bergman lui ait soumis les parties pertinentes du livre pour approbation et qu'elle ait retiré du texte tout ce qu'il avait demandé et, de l'avis des amis du couple, présenté l'histoire de leur rencontre et de leur mariage de manière véridique). La publication de ce livre l'a amené à parler négativement de son ex-femme dans des lettres adressées à des journalistes, des écrivains et des amis. Selon Spoto, son obstination est le résultat d'un amour frustré des années auparavant. Elle a fait une tentative de réconciliation avec son ex-mari en 1979, en lui rendant visite, ainsi qu'à sa femme Agnes, dans leur maison près de San Diego, en Californie. « Ma réaction fut froide et évasive », se souvient Lindström. Selon la version présentée dans le livre de Leamer, Bergman n'a pas été invitée à San Diego, mais Lindström, craignant d'être stigmatisé par la presse, n'a pas refusé l'occasion de rendre visite à son ex-femme, qui luttait contre la maladie. Comme il l'a souligné, « son voyage à San Diego était principalement pour des raisons publicitaires ». Burgess soutient qu'il a été le principal artisan de la réconciliation des anciens époux. Leamer a affirmé que le ressentiment de Lindström à l'égard de la publication était dû au fait que Burgess n'avait pas inclus son matériel dans le livre, mais s'était rangé du côté de Bergman ; lui et sa fille Pia ont exigé que leurs lettres et interviews soient retirées du livre. La forme curieuse du livre a permis à Bergman, selon Burgess, « de dire ce qu'elle voulait dire à la première personne, et à moi, le narrateur, de dire ce qu'elle ne voulait pas dire ou ne pouvait pas dire ».

#### Une femme nommée Golda(1982)

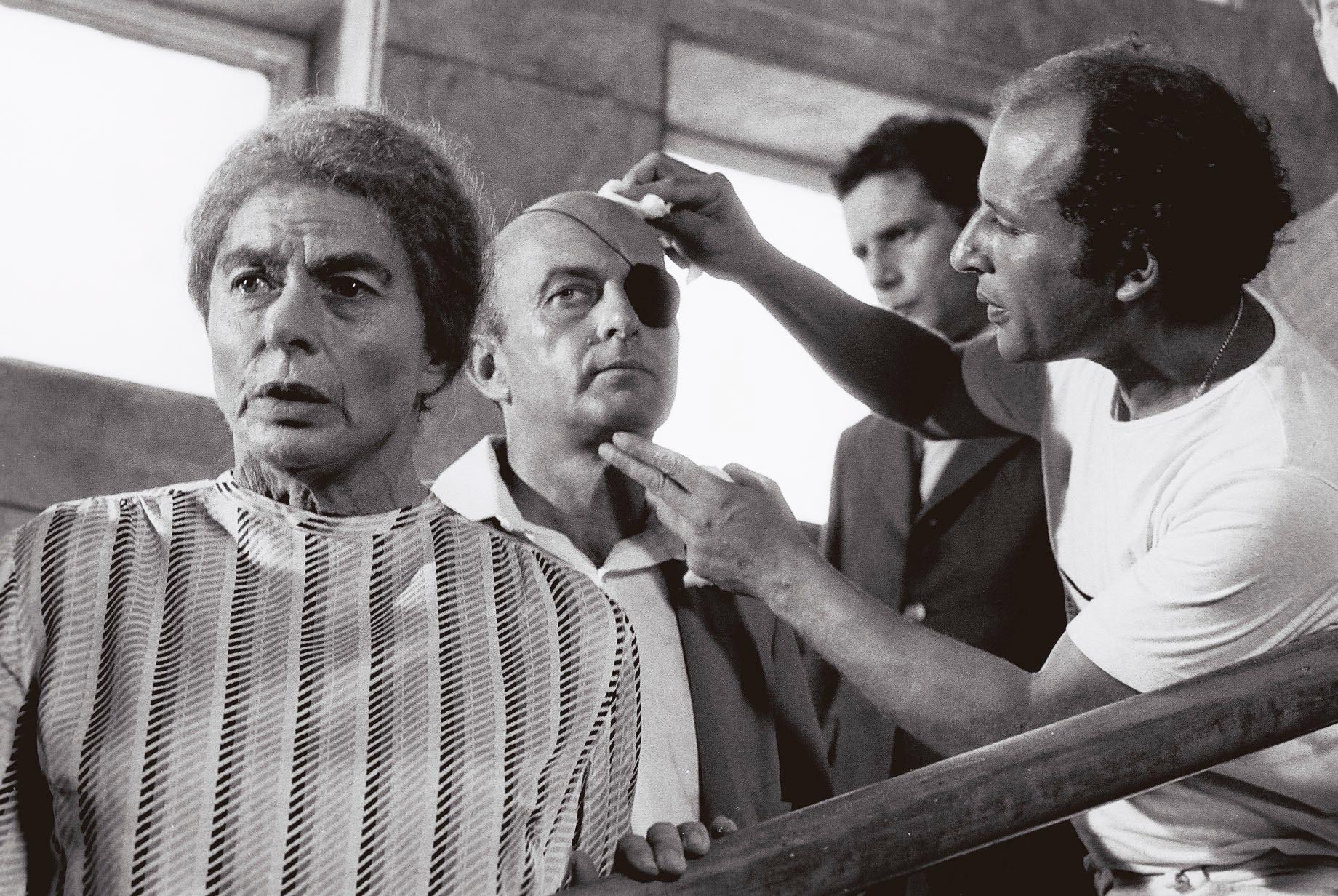
Bergman (Golda Meir) et sur le tournage du téléfilm Une femme nommée Golda (1982).

En 1981, à l'instigation du producteur Gene Corman, elle accepte, malgré son refus initial, de jouer dans le drame biographique télévisé Une femme nommée Golda (1982) d'Alan Gibson, incarnant la Première ministre israélienne Golda Meir. Pour se préparer, elle écoute des enregistrements de sa voix et fait des cassettes de ses propres imitations afin d'abaisser le timbre de sa voix. Après avoir passé une audition (organisée à sa demande, en raison d'une absence de quatre ans des plateaux de cinéma et d'un changement important de son apparence à la suite de sa maladie), elle signe le contrat. Le tournage a lieu notamment à Tel Aviv et à Jérusalem,,.
Bien que son état de santé se soit progressivement détérioré pendant le tournage (le cancer s'est propagé, elle perd rapidement du poids et des forces, et sa main droite a gonflé après l'ablation de ses ganglions lymphatiques lors de la mastectomie, ce qui a provoqué une accumulation de lymphe), elle n'a exigé aucune considération particulière ; elle a été ponctuelle sur le plateau tous les jours,. Après avoir terminé son travail, elle annonce lors d'une conférence en décembre qu'elle met fin à sa carrière d'actrice à près de 50 ans, motivée par le désir de passer du temps à voyager et avec ses filles et petits-enfants.
Pour son rôle, elle reçoit à titre posthume un Primetime Emmy Award de la meilleure actrice dans une mini-série ou un téléfilm, qui est reçu par sa fille Pia,, et un Golden Globe de la meilleure actrice dans une mini-série ou un téléfilm. Le film de 4 heures est diffusé en deux parties à la télévision américaine les 26 et 28 avril 1982. Les critiques ont accueilli favorablement le dernier rôle de Bergman ; selon le New York Times, elle a réalisé une « interprétation véritablement exceptionnelle »,.
Elle passe les dernières semaines de 1981 en compagnie de son ancien mari, Lars Schmidt, et de sa famille à Choisel, dans les Yvelines. À son retour à Londres, à l'initiative de Schmidt, Margeret Johnstone est venue vivre avec elle, faisant office d'infirmière personnelle, de compagne et de cuisinière. Lorsque sa santé le lui permet, elle invite des amis à de modestes dîners, va au cinéma et au théâtre, se promène dans les parcs. De février à mai 1982, elle subit une chimiothérapie intensive à l'hôpital St Thomas de Londres, qui a des effets secondaires indésirables,. Les tabloïds britanniques, dont le Daily Express et le Daily Mirror, relatent les combats de Bergman contre sa maladie, et des photographes campent devant sa maison. Le 18 juin, elle se rend pour la dernière fois à New York, à une fête célébrant les 30 ans de ses jumelles Isabella et Isotta. En août, accompagnée de Schmidt, elle visite l'île suédoise de Danholmen et sa ville natale Stockholm, où elle retrouve des amis d'enfance,,,. Dans les derniers jours de sa vie, la maladie s'attaque à sa colonne vertébrale ; pour soulager la douleur, elle se fait des injections de diamorphine.

### Décès et funérailles

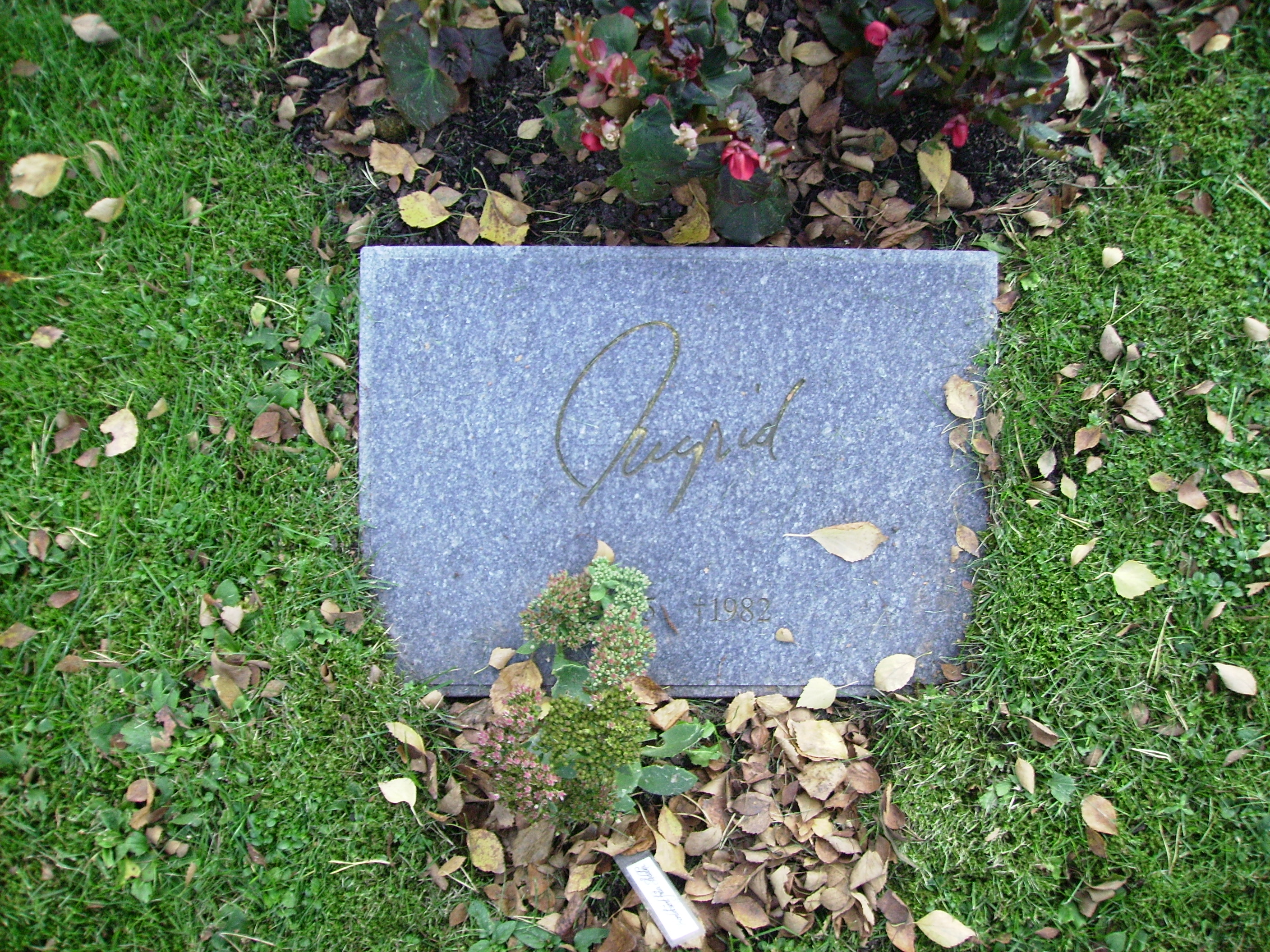
Pierre tombale d'Ingrid Bergman en 2009 au Cimetière du Nord de Solna.

Lorsque le médecin qui s'occupe d'elle la visite à son domicile le 29 août, il constate que son poumon droit a cessé de fonctionner et que, dans son poumon gauche, seul le lobe supérieur ne s'est pas affaissé. Elle meurt dans la soirée du 29 août, le jour de son 67e anniversaire,,,, des suites d'un cancer du sein qu'elle combattait depuis sept ans,. Le lendemain, la nouvelle de sa mort est annoncée à la télévision.
Le corps de Bergman est incinéré et les funérailles ont lieu à l'église St Martin-in-the-Fields en octobre. Outre sa famille, 1 200 personnes y assistent, parmi lesquelles des amis, des acteurs et des actrices (dont John Gielgud, Joss Ackland, Liv Ullmann, Wendy Hiller) et des admirateurs de son talent. Au cours de la cérémonie, des citations d'Antoine de Saint-Exupéry et de William Shakespeare ont été lues en public, Birgit Nilsson a chanté sur un air de Ludwig van Beethoven, une chorale d'enfants a interprété la chanson The Old Man du film L'Auberge du sixième bonheur, et As Time Goes By a été jouée à la flûte (ou au violon),. Une partie des cendres a été dispersée par la famille au cours de l'été 1983 sur les eaux de Danholmen, et une autre partie a été placée dans une urne au cimetière du Nord de Solna, à côté de la tombe de ses parents (certaines sources ont rapporté qu'une urne vide avait été placée dans le cimetière). Dans son testament, elle répartit ses biens, estimés à près de 4 millions de dollars, à parts égales entre ses quatre enfants,.
Bergman est morte seulement quelques jours après sa compatriote, l'actrice suédoise Ulla Jacobsson, également atteinte d'un cancer, et deux semaines avant une autre actrice de légende, Grace Kelly, dans un accident de voiture.

## Vie privée

### Personnalité, intérêts, amitiés

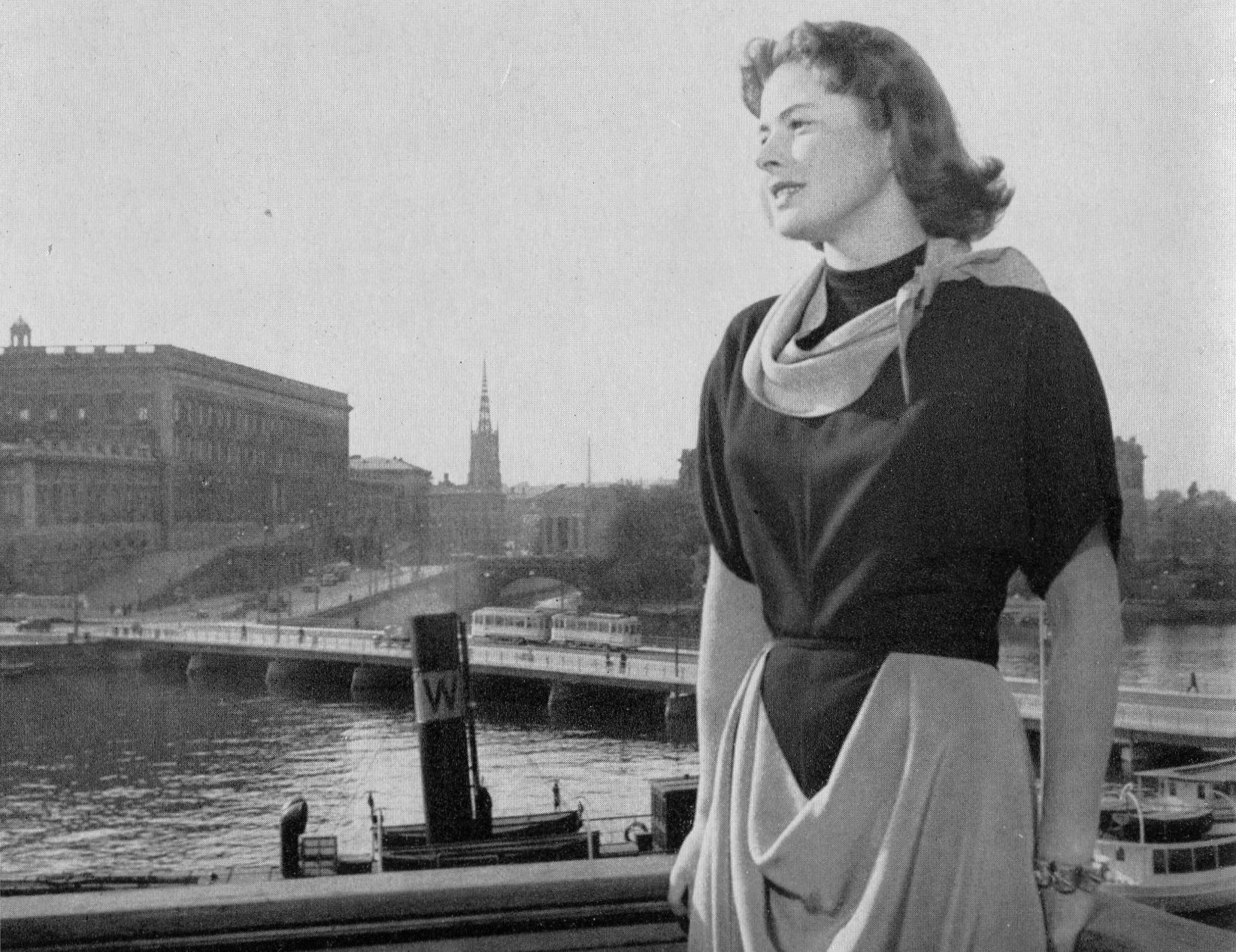
Ingrid Bergman à Stockholm en 1948 (photographiée par).

Bergman parlait cinq langues — le suédois, l'allemand, l'anglais, l'italien et le français — et a joué dans chacune d'entre elles, pourtant elle était de nature timide. Pendant sa formation au Théâtre dramatique royal (1933-1934), elle ne se fait pas d'amis proches. Elle est complexée par sa trop grande taille, et son léger surpoids. Ayant reçu un journal intime de son oncle Gunnar Spångberg à l'âge de 14 ans, elle y note ses pensées et événements importants (elle le conservera jusqu'à ses premières années aux États-Unis). Elle se caractérise entre autres par sa frugalité — pendant les années de sa collaboration avec Selznick, elle lui donne souvent des conseils pour économiser de l'argent, se dit prête à se passer de l'aide d'une doublure et utilise les services d'une couturière, modifiant ses costumes pour qu'ils puissent être réutilisés —, son assiduité, sa ponctualité, sa conscience professionnelle et sa prévenance. Contrairement à de nombreuses vedettes de cinéma, elle n'abuse pas de ses privilèges, ; elle s'étonne de voir des signes de reconnaissance autour de sa personne. Elle a appris la propreté et l'amour de l'ordre et du rangement dès son enfance dans une famille allemande du côté de sa mère, où elle a fait l'expérience de la « discipline allemande » sur elle-même. Dans ses dernières années, en dehors des plateaux de tournage et de la scène, elle était une personne dépendante des autres (elle laissait les questions pratiques entre les mains de ses maris ou de ses amants),.
Elle se considère comme une actrice intransigeante qui fait « ce qu'elle est censée faire, et c'est tout ». Parmi ses traits de caractère, Spoto cite également la bravoure, qui, selon lui, fait d'elle une femme résistante face à l'adversité, même si, selon ses proches, des événements traumatisants de son enfance, notamment la mort de ses parents et de sa tante Ellen, l'ont amenée à lutter contre sa douleur tout au long de sa vie (John Russell Taylor pense que ces événements ont contribué à faire d'elle « une adolescente renfermée et douloureusement timide »). Blenda Helena Bergman, l'une des sœurs de son père, se souvient qu'elle a fait preuve d'une grande gentillesse envers les autres dès l'enfance et qu'elle est restée quelqu'un de bien même lorsqu'elle est devenue une femme mûre.

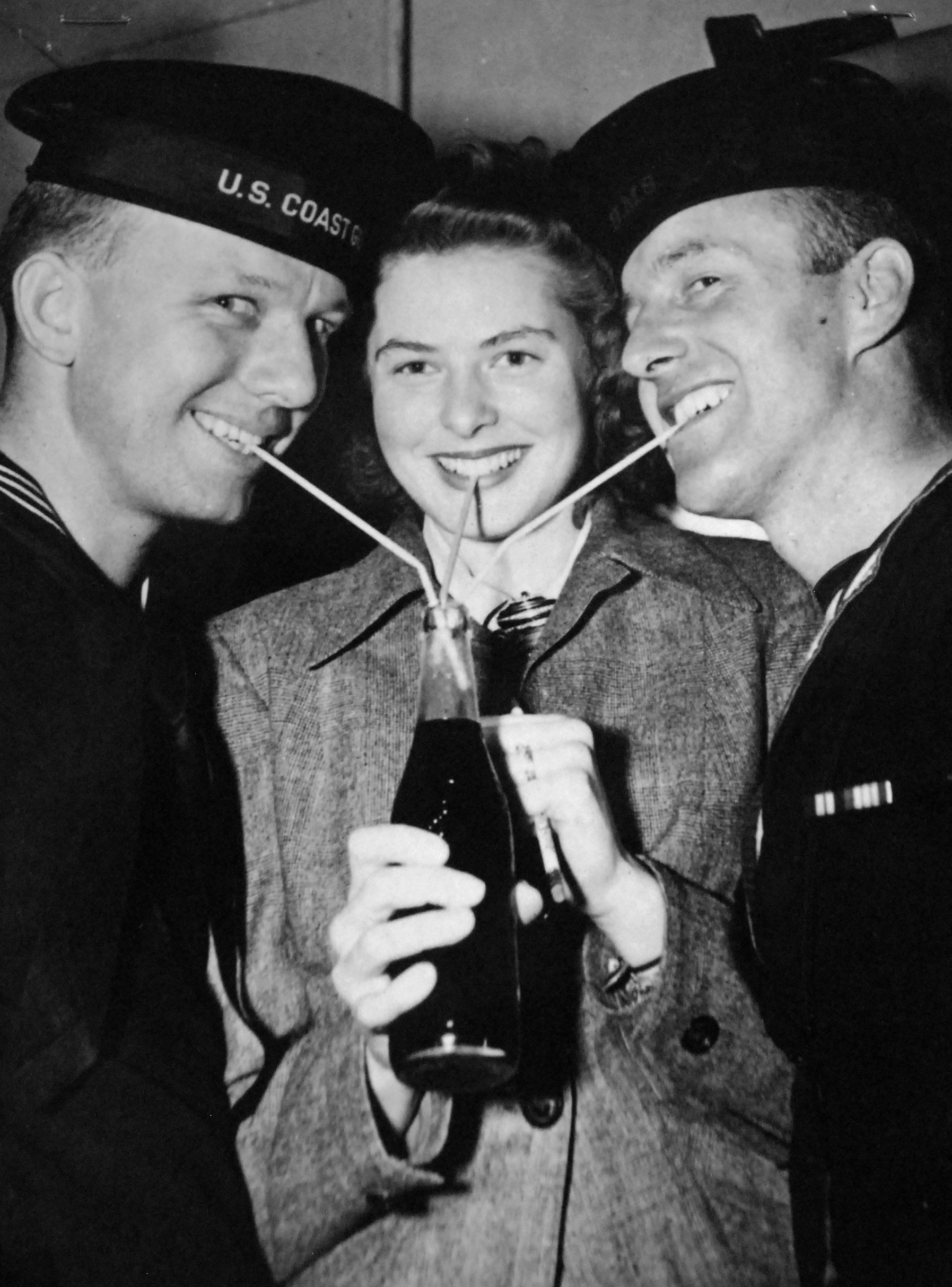
Bergman en 1942 en compagnie de deux marins alliés.

Enfant, elle collectionne les livres sur Jeanne d'Arc, ainsi que les médaillons et les statuettes qui lui sont consacrés. À l'âge de neuf ans, elle se produit devant sa famille en récitant, entre autres, des poèmes de poètes suédois qu'elle a appris à l'école, et interprète différents rôles. En 1925, sur l'insistance de son père (qui souhaite qu'elle devienne chanteuse d'opéra), elle prend des cours particuliers de chant, bien qu'elle n'exprime pas beaucoup d'intérêt pour cette voie. À l'âge adulte, elle aime les longues promenades, la natation et la danse. Depuis son plus jeune âge, elle passe le plus clair de son temps libre à se détendre sur le boulevard Strandvägen dans le centre de Stockholm et, après son déménagement aux États-Unis au début des années 1940, au bord de l'océan ou sur la plage de Malibu et sur les hautes falaises du Palisades Park (en) à Santa Monica, à étudier des scénarios. Elle n'aime pas le manque d'activité et n'a pas de passe-temps dans sa vie d'adulte. Elle passe son temps libre à lire des scénarios ou à apprendre de nouvelles choses, comme l'équitation ou le tennis (afin de pouvoir recréer de manière plausible ces activités dans un film, après quoi elle s'en désintéresse).

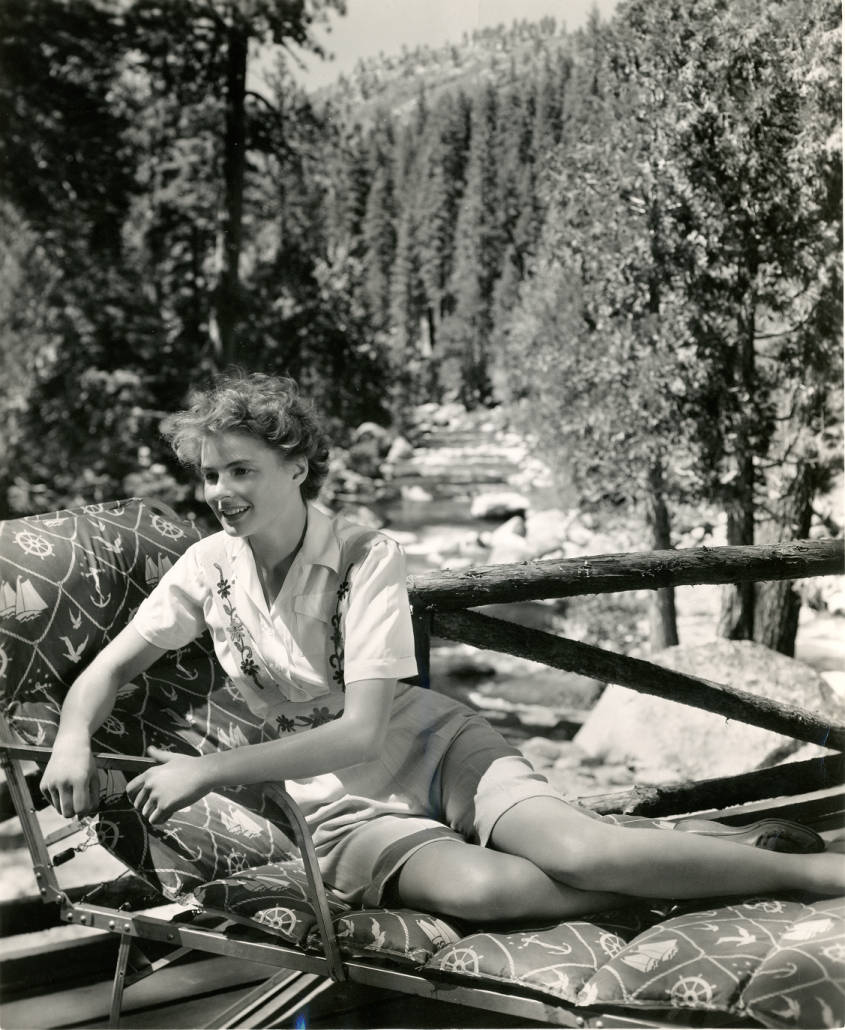
Ingrid Bergman en 1942.

N'ayant aucun talent culinaire, elle s'en remettait à des aides pour les fêtes qu'elle organisait. Elle avait un faible particulier pour les sucreries, et sa friandise préférée était la glace à la vanille américaine avec une double portion de sirop de chocolat et de crème chantilly (elle n'y a renoncé que pour perdre du poids pour son rôle dans un film). Elle appréciait également la crème glacée sous d'autres formes — sous forme de dessert avec de la crème chantilly et des fruits, avec des bananes et du nappage, et de la crème glacée recouverte d'un glaçage au caramel chaud — elle pouvait en manger jusqu'à quatre portions par jour. Elle aimait l'alcool et ses cocktails préférés comprenaient des martini gin, des boissons au rhum et des whiskey sour. Comme l'écrit Spoto, bien qu'elle ait « beaucoup bu tout au long de sa vie », elle était fière et disciplinée, grâce à quoi elle n'avait pas de problèmes de consommation excessive d'alcool et cela n'affectait pas non plus son travail. Lindström a adopté un point de vue différent, affirmant que la cicatrice sur son sourcil gauche a été causée par une chute alors que, selon lui, elle était « tellement ivre ». Il a également ajouté qu'il avait trouvé une bouteille sous son lit. Elle était une fumeuse compulsive de cigarettes à partir de la seconde moitié des années 1940.
Enfant, ses meilleures amies sont Greta Danielsson (la tutrice de son père) — [avec laquelle elle aime passer son temps libre (elles nagent toutes les deux et vont au cinéma), — et Britt, l'une des filles de sa tante Hulda et de son oncle Otto. Ensemble, elles nagent et se promènent dans le centre de Stockholm. Plus tard, elle entretient des relations amicales avec, entre autres, Alfred Hitchcock et sa famille,, Ann Todd, le journaliste suédois Barbro Alving (sa première mission de reporter consiste à prendre secrètement des photos du mariage de Bergman en 1937),, Cary Grant (avec lequel elle n'a jamais été en couple, malgré une rumeur persistante), David O. Selznick, Ernest Hemingway, Gary Cooper, George Seaton et sa femme Phyllis, Jean Renoir et Dido Freire, sa seconde femme, Kay Brown avec laquelle elle a vécu, avec sa fille et sa bonne, pendant une courte période après son arrivée aux États-Unis,, et Ruth Roberts (qui a d'abord été la tutrice de Bergman aux États-Unis et qui, des années plus tard, est devenue sa compagne lors de ses voyages pour de longs tournages en extérieur).
Elle reçoit volontiers des invités lors de soirées à domicile, y compris des acteurs, dont Charles Boyer, Clark Gable, Ernst Lubitsch, Gary Cooper, Gregory Peck, Joseph Cotten et leurs épouses.

### Mariages et enfants

#### Petter Lindström

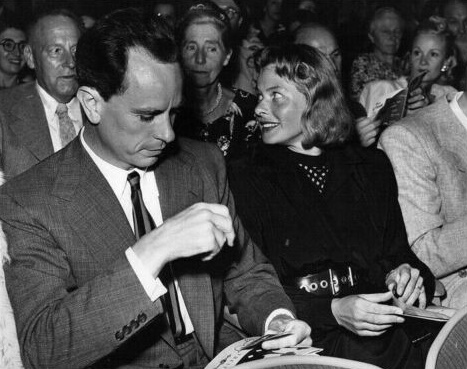
Bergman avec son premier mari Petter Lindström dans les années 1940.

Elle rencontre son premier mari, Petter Lindström, de huit ans son aîné, en novembre 1933. Il avait obtenu un poste de professeur et dirige un cabinet dentaire et des recherches médicales avancées,. En 1934, le couple commence à se fréquenter régulièrement, et Bergman cite les opinions de Lindström sur des sujets tels que l'alimentation ou la santé. Ensemble, ils assistent à des bals et à des promenades le long du port de l'île de Djurgården ou à des randonnées en forêt. Ils appréciaient également les vacances au ski et les fêtes entre amis,,. Bergman se souvient que leur relation n'a pas été un coup de foudre et que « [Lindström] a mis longtemps avant de se rendre compte qu'il m'aimait ». Le 7 juillet 1936, après deux ans de relation informelle, ils se fiancent dans une église de Hambourg, la même église où les parents de Bergman s'étaient mariés,,. Un an plus tard, le 10 ou 11 juillet, ils se marient. La cérémonie a lieu dans l'église paroissiale de Stöde, la ville natale du marié,,. Le couple vit jusqu'à la naissance de leur fille Pia (née le 20 septembre 1938),,.
Les premiers signes de crise conjugale apparaissent après le retour de Bergman des États-Unis, où elle a joué dans le film Intermezzo (1939). Comme elle l'a affirmé, dès la première séparation, leur mariage « n'a jamais vraiment marché », entravé par les divergences croissantes sur les questions de goût, de tempérament et de sa carrière naissante, grâce à laquelle elle est devenue plus indépendante de son mari, bien que dans les premières années de leur mariage, elle s'en remettait entièrement à lui,,. Outre la médecine, Lindström participe à la négociation des contrats de sa femme, dont il devient l'agent et l'imprésario ; il lui donne souvent des conseils sur la façon de s'habiller, de perdre du poids, de se comporter et de parler ; il analyse également les propositions de rôles radiophoniques qu'elle reçoit. Sa façon de négocier conduit souvent à des conflits avec les producteurs, dont Charles K. Feldman et David O. Selznick. Elle affirme qu'au fil du temps, Lindström commence à lui faire des reproches et que les nombreuses remarques de son mari sur l'exercice quotidien ou le respect strict de son régime alimentaire deviennent lassantes, ce qui la conduit à douter de la force de ses sentiments et à perdre confiance en elle dans ses relations avec les autres, ce qui a un impact sur sa carrière. Cela aboutit à une perte de confiance en Lindström, (elle propose le divorce à deux reprises dans les années 1940).
Selon Spoto, dès le début, c'est leur travail qui a déterminé la vie de l'un et de l'autre ; selon lui, le métier d'acteur était une vocation pour Bergman, tout comme la médecine l'était pour Lindström. L'avancement dans leurs carrières respectives et divergentes est selon lui la raison de leur séparation l'un de l'autre,. Bergman se souvient que « le sentiment était très fort avant le mariage et quelque temps après le mariage ». Selon Leamer, — même si elle était considérée comme l'épouse et la mère idéale aux États-Unis — elle ressentait la lassitude de la vie conjugale. La procédure de divorce, largement médiatisée, dure un an et se déroule dans une atmosphère de scandale,. Il est complété le 1er novembre 1950 à Los Angeles, sans la participation de Bergman,,,. Le tribunal accorde la garde de la fille au père. Dans les années qui suivirent, il tint des propos amers sur son ex-femme, ce qui, de l'avis de leur fille, était le résultat de la blessure et de l'humiliation profonde qu'il avait subies. Elle se souvient qu'en raison de l'attention portée par ses parents au développement de leurs propres carrières, « je n'ai pas de souvenirs marquants de bonheur familial ». Bergman s'attribue l'entière responsabilité de la négligence de ses devoirs maternels, qu'elle explique par sa propre immaturité.

#### Roberto Rossellini

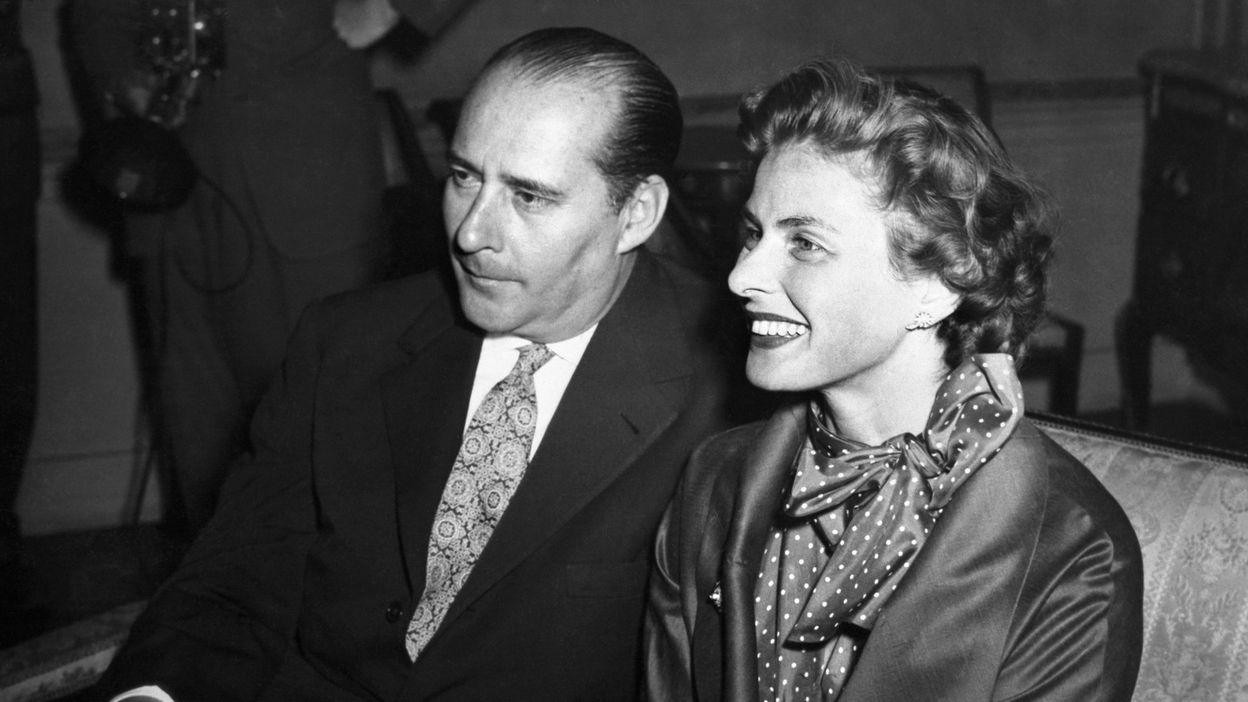
Roberto Rossellini et Ingrid Bergman à Rome en 1951.

Le deuxième mari de Bergman était le réalisateur italien Roberto Rossellini, qui avait neuf ans de plus qu'elle. Les deux se sont rencontrés pour la première fois le 28 août 1948 à l'hôtel George-V à Paris, après que l'actrice a exprimé son désir de travailler professionnellement avec lui dans une lettre adressée au réalisateur,. Rossellini, outre son mariage raté avec Assia Noris, avait la réputation d'être un coureur de jupons, et ses nombreuses partenaires féminines comprenaient Anna Magnani, Liliana Castagnola, Marilyn Buferd et Roswita Schmidt,. Il était également connu pour sa personnalité difficile et ses fréquentes sautes d'humeur ; craignant que Bergman ne veuille se remettre avec Lindström au début de leur liaison, il les menaça toutes les deux d'écraser sa voiture contre un arbre ou de se tuer avec un revolver,,,. Spoto a conclu que Bergman était censé être la plus longue romance de sa vie, qui n'était pas censée durer éternellement. Leur relation est considérée comme l'un des plus grands scandales du XXe siècle.
Pour pouvoir épouser Bergman, Rossellini obtient l'annulation de son mariage avec Marcella De Marchis devant un tribunal autrichien (il a eu deux fils avec elle, Marco et Renzo),. Ils s'installent ensuite à Rome. Le 24 mai 1950, après avoir obtenu le divorce auprès d'un tribunal mexicain le 9 février, ils se marient par procuration à Mexico (ou selon d'autres sources à Ciudad Benito Juárez (es), dans l'État de Nuevo León), où ils sont représentés par deux avocats, et se jurent amour dans une petite église près de la via Appia (ou dans l'église de la Navicella, près du Colisée). Quelques jours plus tard, ils se rendent dans une maison au bord de la mer à Santa Marinella, achetée par Rossellini,,. Ils eurent trois enfants : Renato Roberto Ranaldo Giusto Giuseppe Rossellini (né le 2 février 1950) et les jumelles Isabella Fiorella Elettra Giovanna Rossellini et Isotta Ingrid Frieda Guiliana Rossellini (nées le 18 juin 1952),,,,.

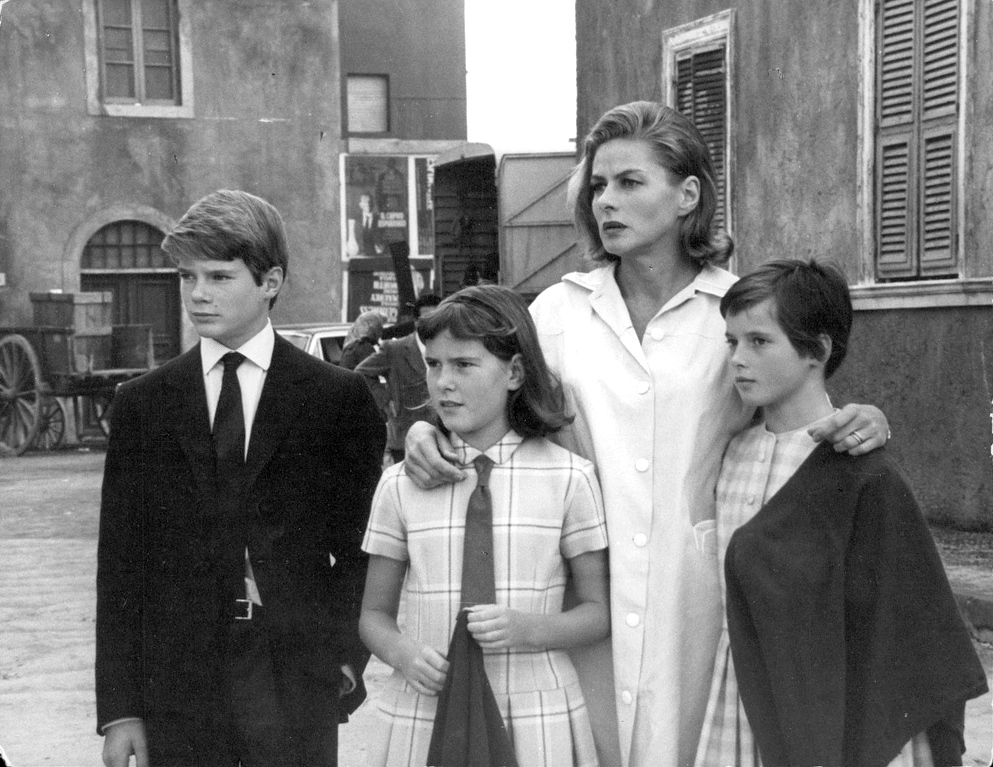
Bergman en 1963 avec ses trois enfants issus de sa relation avec Rossellini.

La relation entre Bergman et Rossellini suscite l'intérêt des journalistes ; la fille du couple, Isabella, se souvient que lorsqu'elle était jeune, il fallait souvent couvrir les fenêtres de la maison car les paparazzi qui campaient à l'extérieur suivaient les moindres faits et gestes de sa mère et de son père. Selon Spoto, le second mariage de Bergman ressemble à bien des égards à la relation avec Lindström ; outre son refus de travailler avec d'autres réalisateurs, Rossellini fait preuve d'une jalousie excessive — motivée, entre autres, par la possibilité d'une reprise de la carrière de sa femme une fois qu'elle a cessé de jouer dans les productions qu'il dirige — et d'un désir de contrôle total sur Bergman (il lui interdit, entre autres, de rencontrer sa fille Pia Lindström). Il avait des accès d'agressivité ; lors d'un accès de colère, il a jeté Bergman, qui essayait de l'étreindre et de le calmer, contre un mur — comme elle l'a rappelé : « Même en s'approchant de lui, on risquait sa vie ». Il lui arrive également de la gifler. Il était connu pour son mode de vie prodigue et désorganisé ; il n'accordait que peu d'attention aux finances, ce qui a entraîné des difficultés dans le mariage, et les agents de recouvrement réquisitionnaient souvent les meubles pour couvrir les dettes. Il organisait des fêtes somptueuses et possédait plusieurs voitures de course coûteuses, ce qui était à l'opposé de la méthodique et ordonnée Bergman. Selon des amis journalistes, elle était dominée par son mari à tel point qu'elle devenait totalement soumise en sa présence et avait peur de dire ce qu'elle pensait. Bien qu'on lui ait conseillé de demander le divorce, elle a rejeté cette possibilité, de peur que le tribunal n'accorde la garde des enfants au père. Il parlait avec dédain de leur vie intime et qualifie Bergman de « femme sans passion ». En retour, elle lui reprochait de ruiner sa carrière cinématographique,,,.

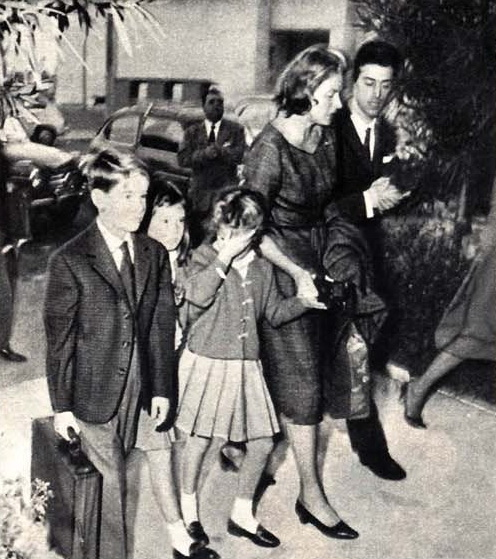
Bergman avec ses enfants à Rome en 1959.

Lorsqu'elle revient au cinéma américain avec le rôle principal d'Anastasia (1956), Rossellini, ne pouvant l'accepter, exige une séparation et emmène ses trois enfants en Italie. En Inde pour son travail, il entame une liaison avec la scénariste Sonali Das Gupta, âgée de 27 ans, mariée et mère de deux enfants, qui tombe bientôt enceinte de lui,,,. Le 7 novembre 1957, ils signent un accord de séparation à Rome, et Bergman obtient dans un premier temps la garde des enfants. La même année, leur mariage est annulé,.
Rossellini avait entre-temps menacé Bergman de la considérer comme une femme inapte à être mère et de lui retirer son droit de garde si elle décidait de se remarier. Pour dissoudre leur mariage, l'avocat de Bergman s'est appuyé sur le fait que, étant citoyenne suédoise, elle n'avait pas enregistré son divorce par procuration en Suède, avant son mariage (également par procuration) avec Rossellini, de sorte que — selon la loi italienne — elle était toujours l'épouse de Lindström au moment du second mariage (en 1950, lorsqu'elle a contracté le mariage par procuration, la Suède ne la reconnaissait pas une ressortissante. Ce n'est qu'en 1958 qu'elle sa nationalité suédoise lui a été rendue). Lorsque Rossellini a appris qu'elle se remarierait, il a tenu sa promesse et a obtenu devant le tribunal le droit à la garde exclusive de leurs trois enfants. Bergman se résigne au verdict, ne voulant pas leur faire subir les attaques vicieuses dans les médias que sa fille Pia, issue de son premier mariage, subissait. Dans son journal, elle écrit que l'une des raisons pour lesquelles elle a laissé tomber la bataille pour la garde des enfants est qu'elle a secrètement emmené les enfants d'Italie en Norvège avant qu'ils ne rejoignent Rossellini, et qu'elle leur a obtenu des papiers là-bas (grâce à ses relations au consulat suédois). Jugeant son comportement indigne après un certain temps, elle a abandonné la poursuite du litige et après une bataille de deux ans, les enfants ont été rendus à leur père. Selon Leamer, la bataille judiciaire pour la pension alimentaire et la garde des enfants a duré trois ans ; Rossellini a accusé Bergman d'être bigame, elle l'a à son tour accusé de la tromper avec Gupta (les avocats de l'actrice ont déposé une lettre au tribunal dans laquelle Rossellini admettait la liaison). L'affaire s'achève en mai 1961, avec une décision de justice accordant à chaque parent la garde des trois enfants (en alternance pendant une année civile). Bergman accorde alors la garde totale à son ex-mari, limitant ses droits parentaux à des visites de vacances et autres. Un journaliste a rappelé que Bergman lui aurait avoué qu'elle n'était pas une bonne mère parce qu'elle « se souciait plus d'être inscrite sur sa tombe en tant qu'actrice qu'en tant qu'épouse ou mère ». Rossellini et Bergman sont ensuite restés en bons termes, gardant une relation amicale,,.

#### Lars Schmidt

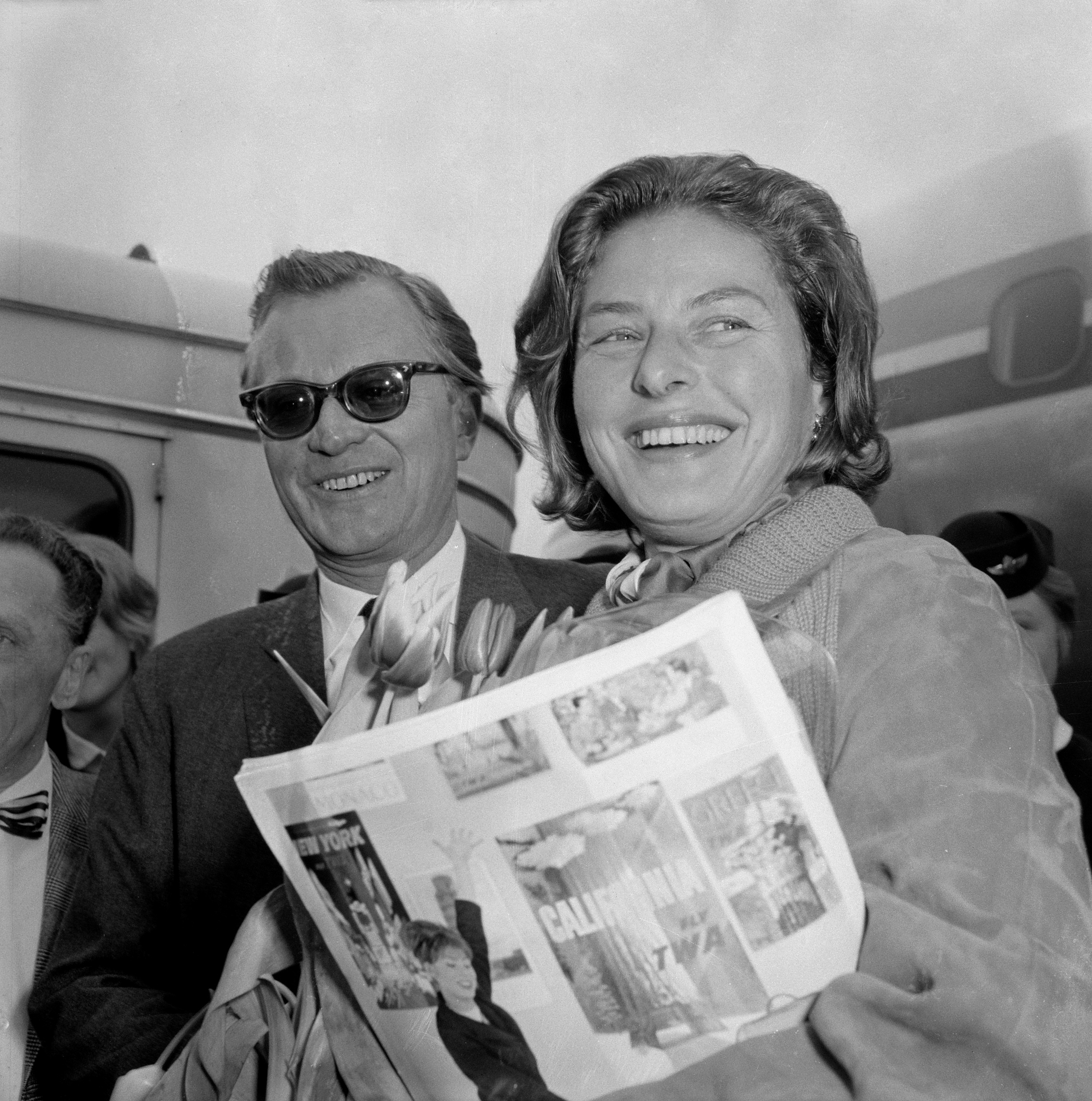
Lars Schmidt et Bergman à l'aéroport d'Amsterdam-Schiphol en 1961.

Son troisième mari était le producteur de théâtre et impresario Lars Schmidt. Ils se sont rencontrés en 1957 par l'intermédiaire de Kay Brown, alors qu'ils vivaient tous deux à Paris. Ils ont rapidement fait connaissance et ont commencé à passer du temps libre ensemble, notamment sur la petite île de Danholmen au large de la Suède, propriété de Schmidt,,,. Ils se marient en présence de quelques amis au bureau d'enregistrement de Caxton Hall à Londres le 21 décembre 1958, puis, après un déjeuner à l'hôtel Connaught, ils partent pour Choisel, dans les Yvelines à l'ouest de Paris, où ils s'installent. En raison de leurs trois enfants issus de leur mariage avec Rossellini, ils louent un appartement avenue Vélasquez (selon Leamer, les enfants vivaient avec une domestique dans un appartement loué par Bergman à l'hôtel Raphael) pour faciliter leur trajet vers l'école italienne (que, par décision de justice, ils fréquentent),,,.
Les emplois du temps chargés et les nombreuses responsabilités professionnelles des deux époux ont conduit aux premiers signes d'une rupture dans la relation au milieu des années 1960. « Nous étions séparés par nos vies professionnelles, qui nous conduisaient dans différents endroits du monde. Et même si nous faisions tous les efforts possibles pour rester en contact étroit, il y avait de longues périodes où nous étions seuls », se souvient Schmidt. Bergman, quant à elle, admettait que même s'ils étaient mariés depuis dix ans, « ce n'était pas vraiment une vie de couple ». Leamer estime que leur maison de Choisel « était plus un cadre pour les fêtes, les séances photos et les visites occasionnelles des enfants qu'une véritable demeure ». La solitude découlant d'une séparation excessive d'avec Bergman a conduit Schmidt à commencer une liaison avec une femme plus jeune en 1970, mais Bergman a voulu éviter le divorce ; elle a tenté pendant huit mois de sauver la relation.
En 1976, ils divorcent discrètement, sans prévenir aucun de leurs amis. Bergman invoque sa carrière, qu'elle fait passer en premier, comme raison principale. Malgré la séparation, Schmidt accompagne son ex-femme jusqu'à la fin de sa vie, dans tous les moments de fête et dans toutes les situations difficiles pour elle. Il l'aide également dans les affaires importantes. Ils entretiennent une relation amicale. Dans les dernières années de sa vie, elle réside dans le quartier londonien de Chelsea, au 9 Cheyne Gardens,,.

### Autres partenaires

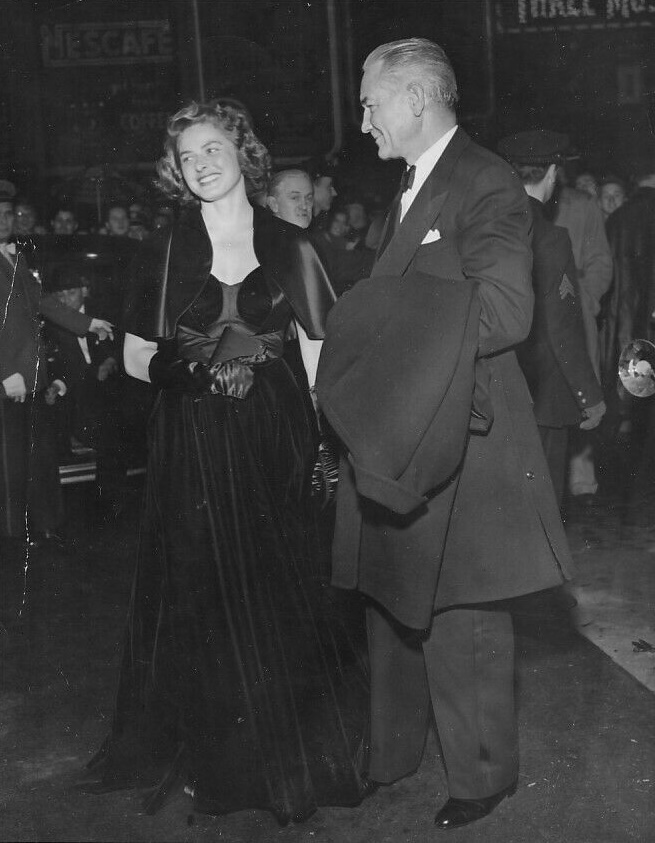
Bergman et Victor Fleming à l'avant-première de Jeanne d'Arc (1948).

Selon Taylor, tout au long de sa vie, elle a été attirée par des hommes plus âgés et puissants (le genre qui pourrait remplacer son père bien-aimé, qu'elle a perdu prématurément alors qu'elle était enfant). Joseph Henry Steele, son publicitaire et ami de longue date, a décrit Bergman comme « une femme forte à la recherche d'un homme plus fort ».
Elle connaît son premier coup de foudre au printemps 1934, lorsqu'elle apparaît aux côtés d'Edvin Adolphson dans la pièce Les Rivaux. L'acteur, âgé de 41 ans, est mari et père de famille. Selon Spoto, le couple a été réuni par une « passade fugace », Bergman ayant pris au sérieux le fait qu'Adolphson était marié et jouissait d'une grande réputation. Il la fait jouer dans la comédie Le Conte du pont au moine (1935), qu'il coréalise. Ils partagent une amitié chaleureuse qui dure jusqu'à sa mort en 1979. En 1935, elle réalise un rêve en partageant l'affiche avec Gösta Ekman dans le film Swedenhielms. Comme elle l'a admis, « j'avais un peu le béguin pour lui. Peut-être même plus qu'un peu [...] Mais cela ne s'est pas produit. Il était beaucoup plus âgé que moi ». Spoto en déduit qu'Ekman, comme Adolphson, était son prochain père-mentor, pour lequel elle aurait pu avoir des sentiments et en qui elle aurait pu avoir confiance. Selon lui, leur relation avait le caractère d'une relation platonique.
En 1941, avant la sortie du film d'épouvante Docteur Jekyll et M. Hyde, de nombreuses spéculations sont apparues sur la liaison de Bergman avec son partenaire Spencer Tracy. Cette version a été démentie par toutes les personnes impliquées dans la production, y compris Billy Grady, représentant du studio MGM, qui a rappelé que, bien que Tracy ait eu de l'affection pour Bergman, « il était aussi très discret et savait qu'il ne pouvait pas avoir cette fille en particulier. Il a donc opté pour une relation professionnelle sympathique ». Tracy a maintenu que la seule chose qu'il avait faite avec l'actrice était d'aller manger des hamburgers ensemble dans un restaurant de Beverly Hills. Sur le tournage du film susmentionné, Bergman, âgée de 25 ans, a développé un béguin pour le réalisateur Victor Fleming, âgé de 58 ans, qui a commencé à l'appeler « ange », ce qu'elle a pris comme une déclaration d'amour. Ils restent amis jusqu'à ce qu'ils travaillent à nouveau ensemble sur Jeanne d'Arc (1948).
Une autre relation intime — attribuée à Bergman après sa mort — serait une histoire d'amour avec Gary Cooper, qui a duré de 1942 à 1943 et a été initiée pendant le tournage du mélodrame de guerre Pour qui sonne le glas (1943). Elle ne tarit pas d'éloges sur les qualités d'acteur de son partenaire de tournage, qui a connu par le passé de nombreuses histoires d'amour tumultueuses, notamment avec Clara Bow, Marlene Dietrich et Lupe Vélez. Tant les personnes travaillant sur le film que les acteurs jouant les rôles principaux n'ont jamais confirmé publiquement leur relation. Selon Spoto, l'attribution d'une liaison aux deux acteurs est le fruit de ragots hollywoodiens, bien qu'il n'exclue pas la possibilité que « les deux personnes aient trouvé une certaine chaleur et un certain réconfort dans leur proximité », en raison, entre autres, de problèmes conjugaux (Bergman à l'époque ne trouvait pas d'amitié et de compréhension auprès de son premier mari). Selon l'auteur, « ils étaient des amants non pas de la chair, mais de l'esprit ». Leur liaison se poursuivra également pendant le tournage de L'Intrigante de Saratoga (1945). « De toute ma vie, je n'ai jamais eu de femme aussi amoureuse de moi qu'Ingrid », se souvient Cooper.

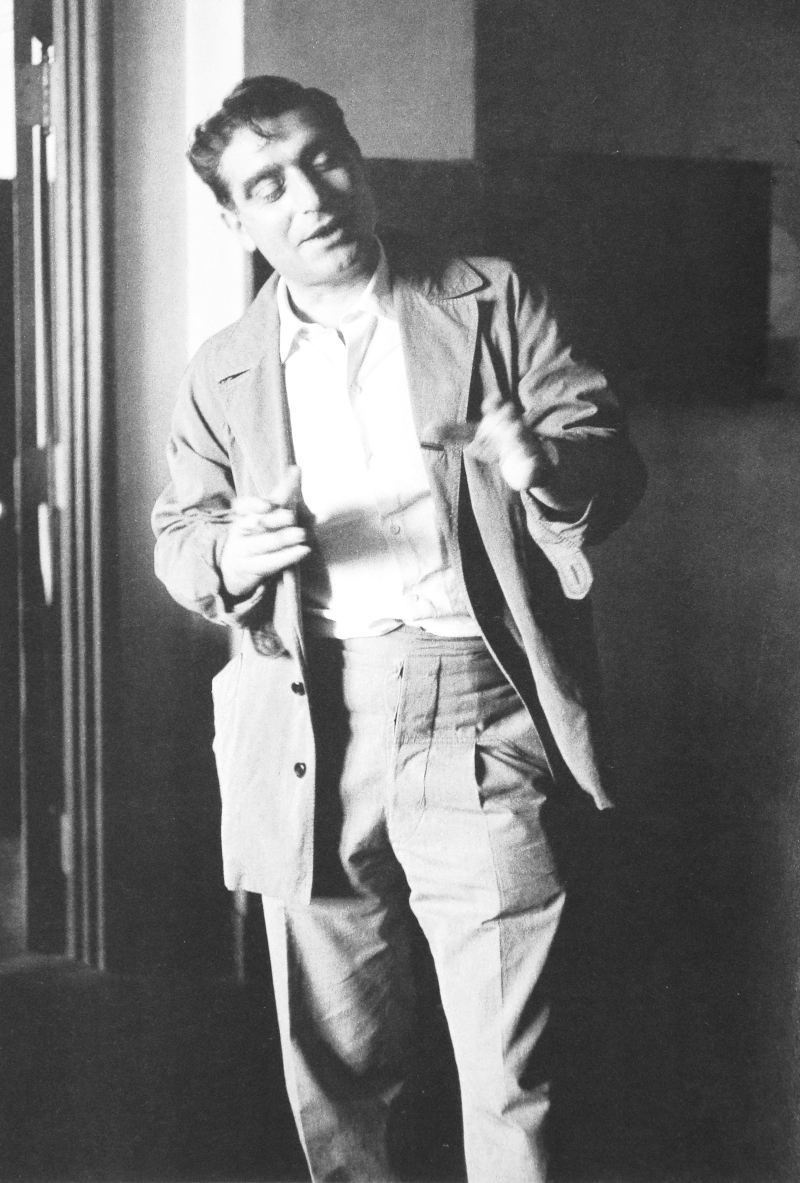
Robert Capa, photographié en 1954, l'année de sa mort.

Gregory Peck, son partenaire à l'écran dans le film La Maison du docteur Edwardes (1945), a admis dans une interview accordée en 1987 au magazine People que « Tout ce que je peux dire, c'est que je l'aimais vraiment et je pense que c'est la raison pour laquelle je devais arrêter... J'étais jeune. Elle était jeune. Nous étions impliqués dans un travail intense et étroit pendant des semaines ». La romance entre les deux a été confirmée par un costumier travaillant sur le film, soutenant qu'un jour de tournage « Ingrid et Peck sont arrivés en retard, tout ébouriffés », ce qui allait provoquer « beaucoup de spéculations ».
Elle a rencontré Robert Capa en 1945 à l'hôtel Ritz à Paris lors d'une tournée pour les Alliés stationnés en Europe. Pendant six semaines, ils passent leur temps à se promener, à manger et à parler d'art. Leur histoire d'amour discrète a duré, en dilettante, pendant deux ans. Lorsqu'elle poursuit sa tournée en Allemagne, elle entame une brève liaison avec Larry Adler (qui est marié), qui se produit avec elle. Après avoir mis fin à leur relation intime, ils restent des amis proches (selon certaines sources, leur relation s'est poursuivie après leur retour aux États-Unis ; Adler soutient que leur liaison s'est poursuivie, avec moins d'intensité, jusqu'en 1949). Lorsque Capa arrive à son tour à Berlin, ils reprennent leur liaison. La crise de son mariage avec Lindström signifie que Bergman est prête à quitter son mari et à se lier avec Capa, qui est sceptique quant à ses projets, principalement en raison de l'incertitude quant à son avenir,,,. Sur l'insistance de Bergman, il vient à Hollywood, où (grâce à son parrainage) il obtient un emploi de photographe publicitaire sur le tournage des films Les Enchaînés (1946) et Arc de Triomphe (1948). Ils se rencontrent notamment dans la maison d'été d'Irwin Shaw à Los Angeles et à New York. Outre son amant, Capa est aussi un compagnon et un mentor pour elle ; elle lit les livres qu'il lui recommande et regarde les pièces de théâtre qu'il a choisies. Sur sa suggestion, elle visionne le film de Rossellini Rome, ville ouverte (1945),,.
La réticence de Bergman à abandonner sa carrière et le refus de Capa de s'engager dans une relation plus sérieuse (il préférait travailler comme photographe et voyager à travers le monde) ont contribué à la fin de leur relation,. Pour Leamer, le principal obstacle à une relation permanente est la vie instable de Capa, qui lutte entre autres contre l'alcoolisme et la dépendance au jeu, ainsi que ses problèmes financiers. Leur romance a inspiré la relation des personnages interprétés par James Stewart et Grace Kelly dans le film Fenêtre sur cour (1954) d'Alfred Hitchcock. En 1980, elle avoue dans ses mémoires avoir eu une liaison avec Capa,.
Avant le début de la production de Jeanne d'Arc (1948), elle a une liaison avec Fleming en 1947 (elle est révélée après que l'épouse du réalisateur en a informé Lindström). À la fin des années 1950, alors que son mariage avec Rossellini touche à sa fin, elle se rapproche de Robert Anderson, auteur de la pièce Thé et Sympathie, dans laquelle elle joue. En raison de leurs projets professionnels respectifs, à l'initiative de Bergman, ils sont restés dans une amitié durable et cordiale,. Dans ses mémoires, Anthony Quinn — son partenaire dans les films La Rancune (1964) et La Pluie de printemps (1970) — « incapable de s'abstenir de suggestions malicieuses » (comme l'écrit David Smit), suggère qu'il a partagé non seulement une relation intime avec Bergman, mais aussi avec sa fille Pia lorsqu'elle est devenue majeure.
À la fin des années 1970, son partenaire est John Van Eyssen. « Bien sûr que je l'aimais. Nous avions une relation formidable. Nous avons beaucoup ri. Je la considérais comme une personne merveilleuse, merveilleuse », se souvient-il.

## Style de jeu

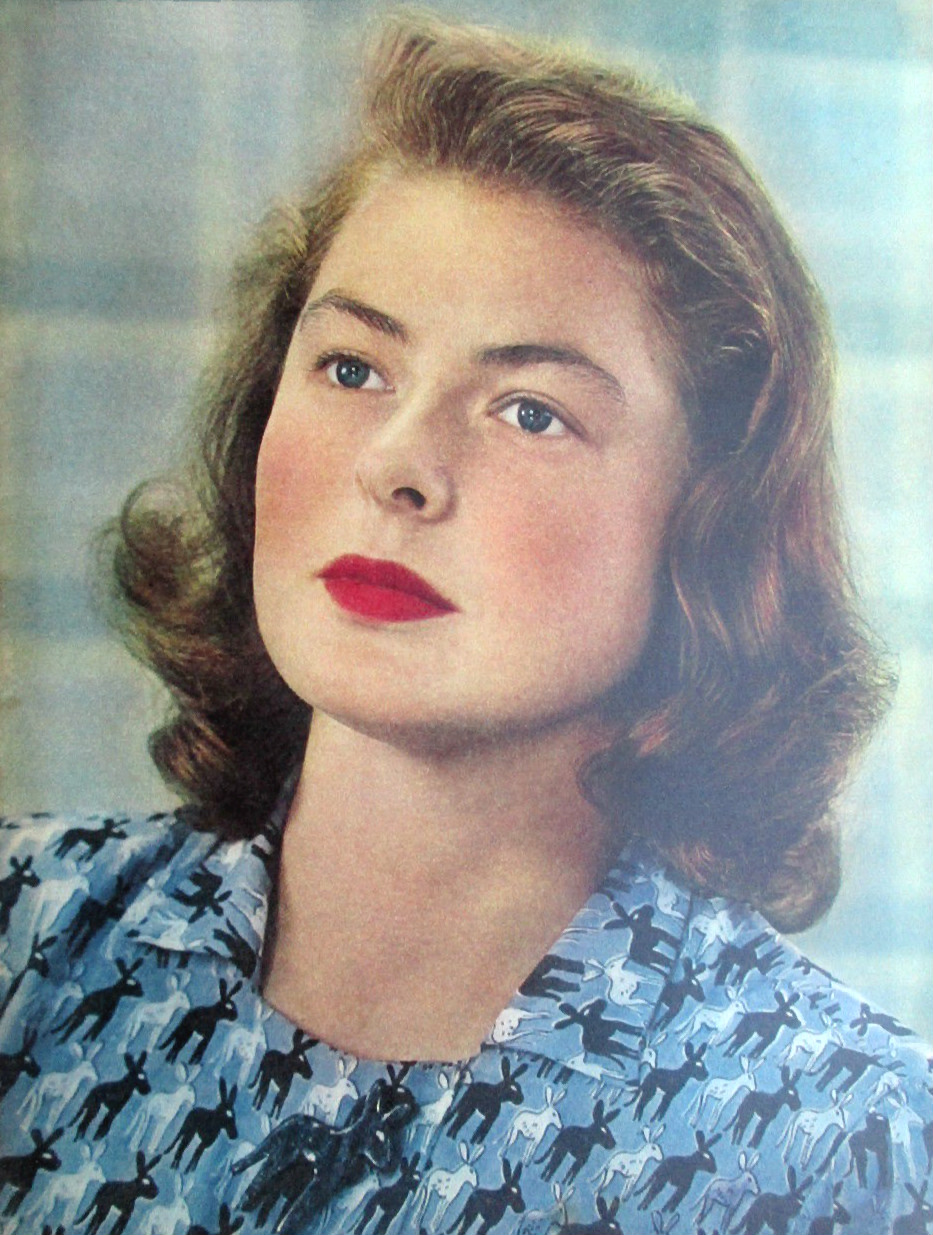
Ingrid Bergman en 1946.

Au cours de sa formation d'un an au Théâtre dramatique royal, elle accorde une grande attention à l'utilisation de sa voix (en particulier à l'intonation correcte, à l'apprentissage de la respiration, à la modulation de sa voix et à la prononciation appropriée pour chaque mot afin de ne pas mettre l'accent sur les moins importants), à sa gestuelle et à l'écoute des autres,.
Dès le début de sa carrière, le style de jeu de Bergman se caractérise par des variations d'humeur expressives et une énergie sans fioritures. En conséquence, selon Spoto, les spectateurs des films dans lesquels elle joue ont invariablement l'impression que les réactions extérieures du personnage qu'elle incarne sont déclenchées par des ressentis internes authentiques, et sont donc caractérisées par un haut degré de réalisme. Selon le réalisateur Gustaf Molander, les qualités fondamentales de l'œuvre de Bergman sont « la vérité, le naturel et l'imagination », ajoutant qu'« elle se déplace toujours avec une grâce et un aplomb merveilleux »,. Lawrence J. Quirk estime que pendant son séjour chez Molander, elle « a révélé [ses] capacités d'actrice et de projection de la personnalité en constante évolution ».
Spoto a souligné que, malgré le passage des décennies, son jeu conserve une grande liberté, ce qui est la clef des œuvres cinématographiques où elle est apparue au fil des ans. Analysant la filmographie de Bergman, il a avancé la thèse qu'elle n'avait pas de technique de jeu rigidement développée, et que sa préparation n'était accompagnée d'aucune approche intellectuelle ou analyse critique ; elle n'a d'ailleurs jamais participé à des réflexions érudites ou prétentieuses sur la psychologie de l'acteur. De son propre aveu, elle connaît très peu de choses sur le jeu d'acteur et se fie principalement à son instinct. Par ailleurs, elle place la simplicité et l'honnêteté au-dessus de tout, ce qui, selon elle, plaît aux gens : « Je n'ai pas lu beaucoup de ces livres sur le métier d'acteur. Je pense instinctivement et la première fois que je lis un scénario, je sais exactement ce que sera le rôle de femme. C'est pourquoi je rejette beaucoup de propositions que je ne comprends pas. Je dois comprendre complètement le personnage, c'est-à-dire qu'il doit y avoir quelque chose en moi qui soit cette personne, et je le ressens alors immédiatement. C'est plus un sentiment qu'une technique ».
Selon Spoto, c'est parce qu'elle a toujours abordé son rôle de manière simple et naturelle, en étudiant le scénario jusqu'à ce qu'elle comprenne son personnage. Les conseils et les discussions qu'elle avait avec les réalisateurs et les autres acteurs impliqués dans un projet donné étaient également importants ; pour le biographe, la grandeur de son interprétation ne provenait pas d'une analyse académique ou d'une recherche psychologique, mais du don rare qu'elle possédait : une imagination créative et la capacité d'empathie avec un rôle. Elle a elle-même affirmé qu'elle aimait surtout créer des personnages à la vie compliquée, et parfois anormale — « des personnes influencées par des circonstances inhabituelles, élevées dans un environnement inhabituel ». Funing Tang, de l'université de Miami, a écrit que « même un moment de réticence, un bref regard ou même un mouvement des yeux peut changer la direction d'un film et lui donner, ainsi qu'à son personnage, un suspense, une ambiguïté et un mystère qui sont enracinés dans ses qualités uniques ».

## Hommages et postérité

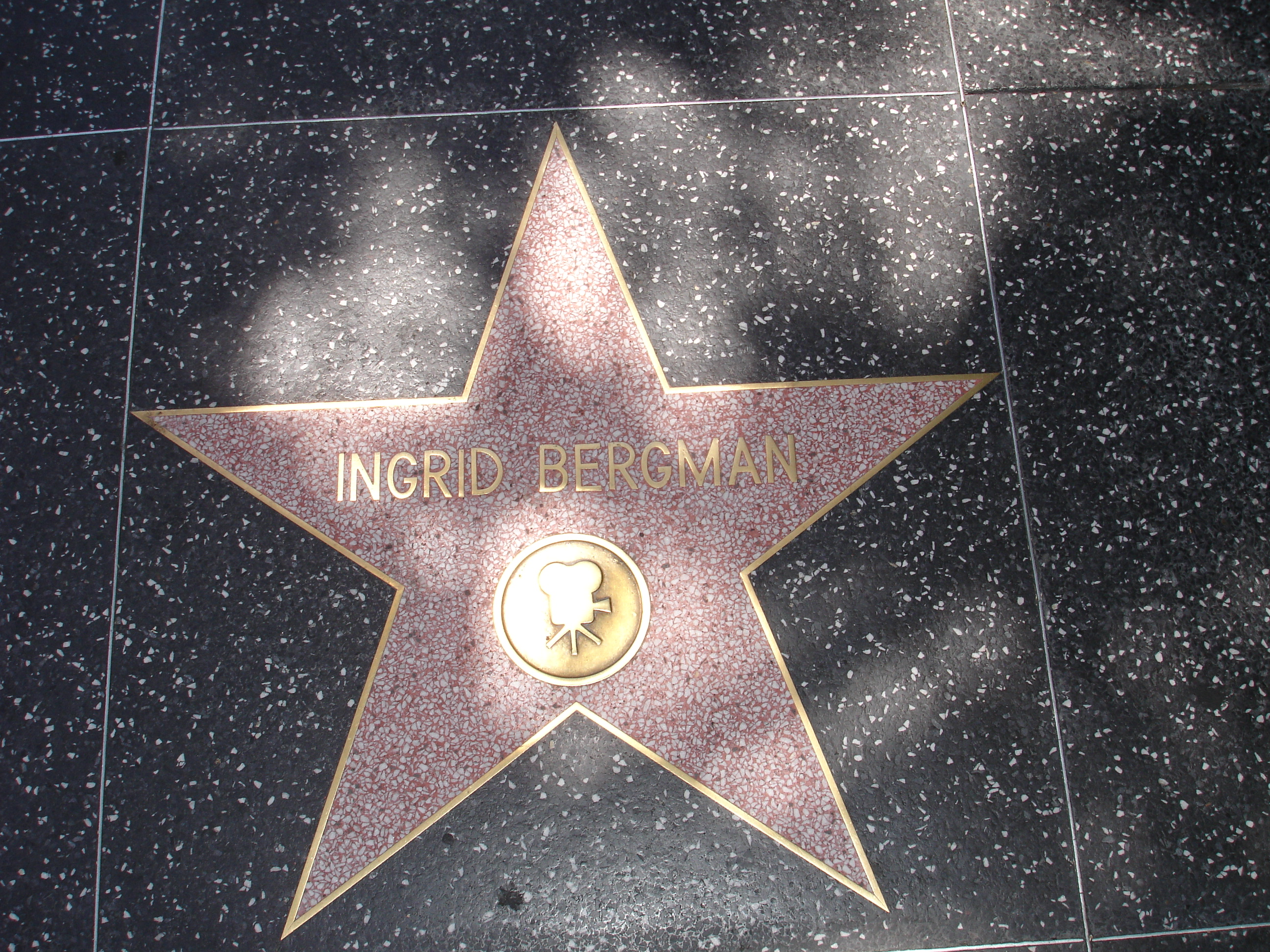
Étoile d'Ingrid Bergman sur le Hollywood Walk of Fame.

Bergman est considérée comme une vedette internationale du cinéma, l'une des plus grandes et des plus éminentes actrices de l'histoire du cinéma américain, et mondial, ainsi qu'une icône du glamour hollywoodien et un sex-symbol (un éditorial du quotidien PM (en) a écrit qu'elle était, pour les journalistes, l'une des plus belles femmes du monde). Le New York Post la qualifie de « Greta Garbo des années 1940 » et le Reader's Digest la considère comme « la première dame d'Hollywood ». J.Y. Smith écrit dans le Washington Post que sa « beauté innocente mais provocante a fait d'elle l'une des plus grandes stars de la scène et de l'écran ». John Russell Taylor la caractérise quant à lui comme « l'une des femmes les plus belles et les plus désirables du monde ».

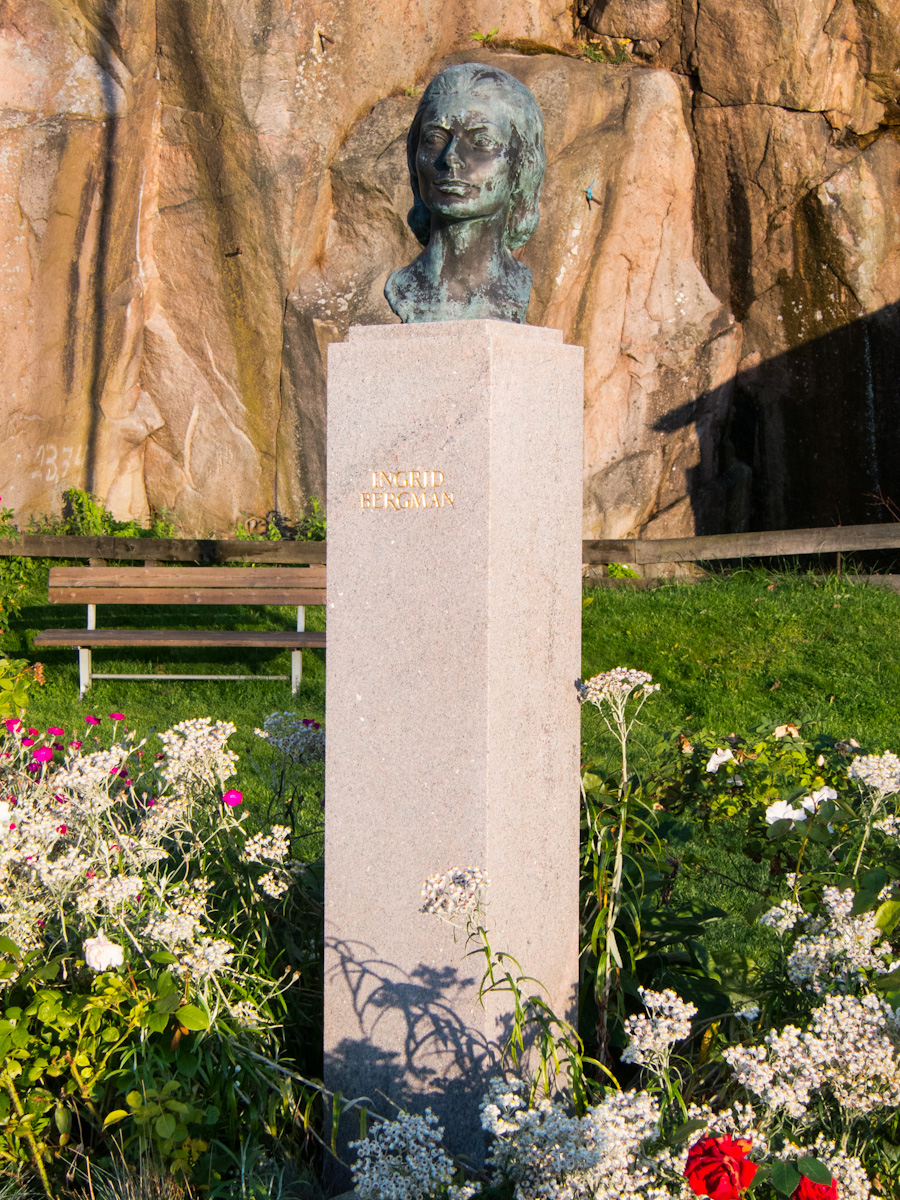
Buste de Bergman à Fjällbacka en 2012, situé sur la place qui porte son nom.

Curtis F. Brown a écrit que « Bergman incarne les qualités les plus humaines, les plus provocantes et les plus chères que nous associons généralement aux femmes dans ce qu'elles ont de plus féminin ; une force innée qui surmonte une vulnérabilité passagère, et une beauté sans faille qui évoque chez les hommes comme chez les femmes la fierté de la dignité humaine ». L'historien David Thomson estime qu'elle « s'est toujours efforcée d'être une "vraie" femme », ajoutant : « Il fut un temps, au début et au milieu des années 1940, où Bergman jouissait d'un amour en Amérique qui n'a presque jamais été égalé. À son tour, la force de cette affection a ravivé le 'scandale' lorsque, au lieu d'une sainte, elle s'est comportée comme une actrice impulsive et ambitieuse ». Ingmar Bergman a ouvertement admis être fasciné par son visage ; il appréciait particulièrement le visage, le teint, les yeux et les lèvres de l'actrice, et selon lui, son rayonnement avait un grand attrait érotique,. Joseph Cotten se souvient que « Mlle Bergman était l'une de ces personnes talentueuses qui apparaissent de temps à autre. Je me considère privilégié d'avoir pu travailler avec elle sur Hantise [1944] et Les Amants du Capricorne [1949]. Elle a certainement marqué à jamais l'histoire du cinéma et on se souviendra d'elle de notre vivant comme d'une amie personnelle et d'une grande actrice ». Le biographe Laurence Leamer a affirmé qu'elle présentait « une féminité à la fois sensuelle et innocente, un sourire aussi chaleureux qu'un foyer d'hiver et une beauté fraîche et laiteuse qui était sur son visage comme la rosée du matin - une qualité magique que la caméra magnifiait et mettait en valeur »,. Liv Ullmann a déclaré qu'« elle m'a beaucoup appris sur le métier d'actrice et encore plus sur le fait d'être une femme », et Omar Sharif a comparé le moment où il l'a vue pour la première fois à « un moment de beauté religieuse ». Elle inspira Woody Guthrie (1912-1967), qui écrivit une chanson en son honneur après avoir vu le film Stromboli (1950). Celle-ci était restée à l'état de texte, jusqu'à ce que Billy Bragg la mette en musique.
Le 8 février 1960, en reconnaissance de sa contribution à l'industrie cinématographique, elle reçoit une étoile sur la Hollywood Walk of Fame, située au 6759 Hollywood Boulevard. Le 5 juin 1983, les enfants de l'actrice dévoilent un buste à son effigie dans le centre-ville de Fjällbacka, situé sur une place portant le nom d'Ingrid Bergman. Lors de la Mostra de Venise 1983 en août/septembre, la famille, les acteurs et les amis, dont Audrey Hepburn, Charlton Heston, Claudette Colbert, Gregory Peck, Olivia de Havilland, Roger Moore et Walter Matthau, se sont souvenus d'elle et de son héritage à l'occasion du premier anniversaire de sa mort. Un concert au Teatro La Fenice à Venise, au cours duquel un orchestre de 80 musiciens a joué des extraits de films dans lesquels elle apparaissait, et Pia Lindström a présenté un film privé appartenant à sa mère, montrant son enfance en Suède, ont été les moments forts de cette commémoration. Elle fut choisie comme modèle par Andy Warhol pour ses célèbres sérigraphies (Ingrid with hat, 1983). En 1984, la rose Ingrid Bergman, un cultivar de rosier hybride de thé a été baptisée en son honneur (1984, Poulsen). En 1999, l'Institut du cinéma américain l'a placée en quatrième position dans sa liste des « plus grandes actrices de tous les temps » (Les 50 plus grandes légendes du cinéma américain),.

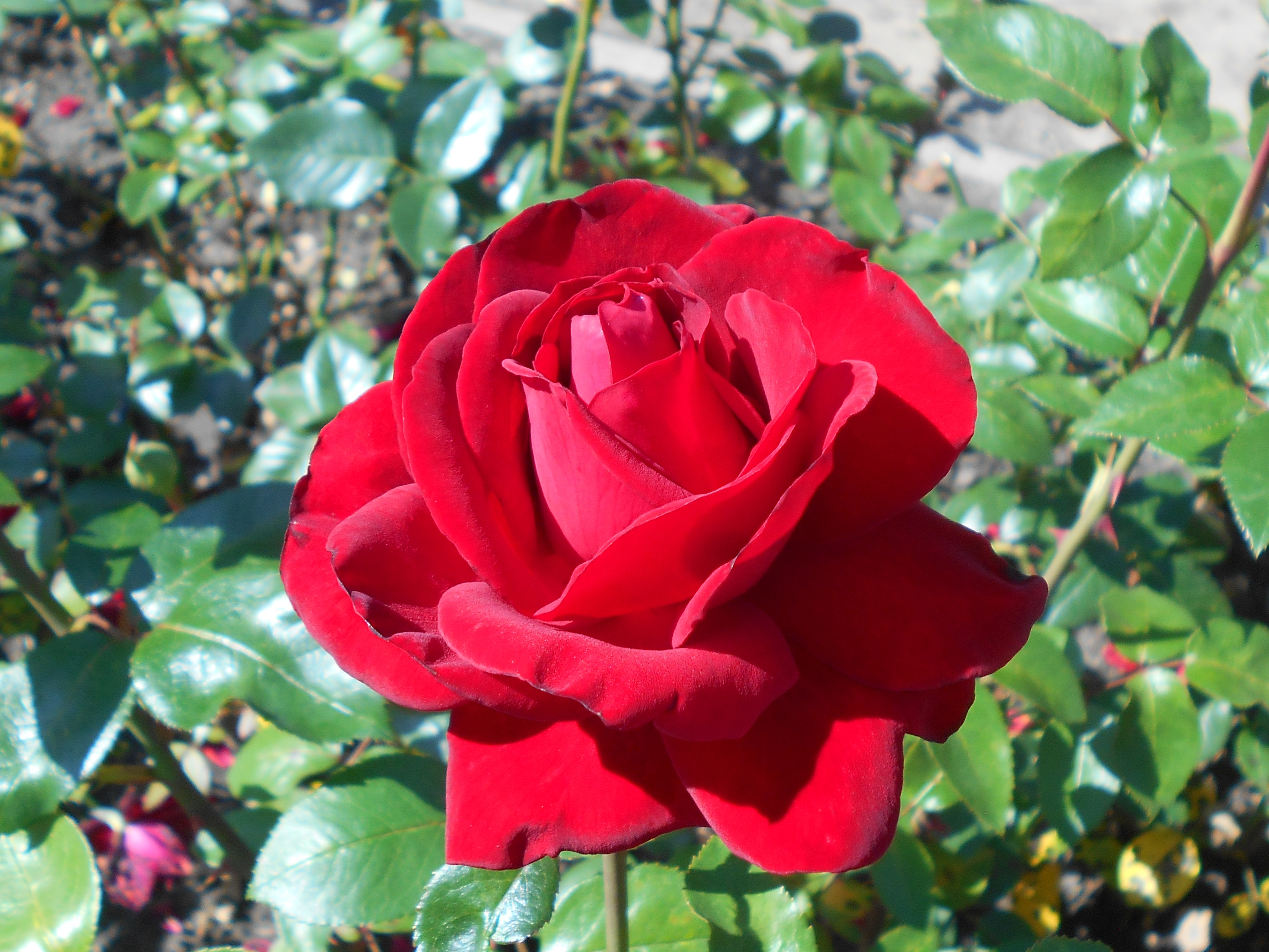
Une rose Ingrid Bergman (2018).

À Paris, une section des pelouses des jardins de l'Avenue-Foch (16e arrondissement de Paris) lui rend hommage (entre les nos 49 et 61 de l'avenue Foch), à l'instar du résistant Pierre Brossolette, de la femme de lettres Nina Berberova, de l'exploratrice Isabelle Eberhardt, et des actrices Jean Seberg ou Marie-France Pisier. En 2015, à l'occasion du centenaire de la naissance de Bergman, une fresque murale lui est consacrée sur des escaliers de la Via Fiamignano, 7, dans le nord de Rome, en compagnie des deux autres actrices Elena Sofia Ricci et Michèle Mercier. La même année, Stig Björkman a réalisé avec la voix d'Alicia Vikander le documentaire Je suis Ingrid pour célébrer l'anniversaire de la naissance de l'actrice, primé par une « Mention spéciale » à L'Œil d'or du Festival de Cannes 2015,. Ce même Festival de Cannes en sa 68e édition rendit hommage à Ingrid Bergman en la choisissant pour figurer sur son affiche, succédant ainsi à Marcello Mastroianni. En août de la même année, le Musée d'art moderne de New York (MoMA) organise une projection anniversaire de ses films, sélectionnés et présentés par ses enfants. L'ambassade de Suède aux États-Unis (sv) a organisé une exposition à Washington DC intitulée Ingrid Bergman in Sweden! ; un timbre commémoratif a également été dévoilé. L'ambassadeur suédois Björn Lyrvall a déclaré qu'elle était « célébrée dans le monde entier car elle était une personne forte et indépendante ».
Ilsa Lund, qu'elle a incarnée dans Casablanca (1942), a inspiré le personnage d'Ilsa Faust (joué par Rebecca Ferguson) dans les films de la série Mission impossible. L'Université Wesleyenne, située à Middletown, dans le Connecticut, abrite la « Collection Ingrid Bergman », qui comprend un album de coupures de presse, des dossiers financiers et juridiques, des photos, des costumes, des récompenses, des souvenirs, des portraits, des scripts et des photographies. Un bâtiment historique de cinq étages dans la ville française de Choisel — qui a servi de mairie et d'école dans le passé — a été baptisé « L'Espace Ingrid Bergman » (EIB). En 2020, les services postaux américain (USPS) et suédois ont émis conjointement un timbre à l'effigie de Bergman en hommage à sa carrière.

## Filmographie

### Actrice de cinéma
- 1932 : Landskamp de Gunnar Skoglund : Une femme dans une file pour le travail
- 1935 : Le Conte du pont au moine (Munkbrogreven) de Edvin Adolphson : Elsa Edlund
- 1935 : Bränningar d'Ivar Johansson : Karin Ingman
- 1935 : Swedenhielms de Gustaf Molander : Astrid
- 1935 : La Nuit de la Saint-Jean (Valborgsmassoafton) de Gustaf Edgren : Lena Bergström
- 1936 : Intermezzo de Gustaf Molander : Anita Hoffman
- 1936 : På Solsidan de Gustaf Molander : Eva Bergh
- 1936 : Tagning "På solsidan" (court métrage)[888]
- 1937 : Dollar de Gustaf Molander : Julia Balzar
- 1938 : Quatre Filles courageuses ou Les Quatre Compagnes (Die vier Gesellen) de Carl Froelich : Marianne
- 1939 : Visage de femme (En kvinnas ansike) de Gustaf Molander : Anna Holm
- 1939 : Une seule nuit (En enda natt) de Gustaf Molander : Eva Beckman
- 1939 : Intermezzo ou La Rançon du Bonheur (Intermezzo: A Love Story) de Gregory Ratoff : Anita Hoffman
- 1940 : Quand la chair est faible (Juninatten) de Per Lindberg : Kerstin Norbäck / Sara Nordanå
- 1941 : La Proie du mort (Rage in Heaven) de W.S. Van Dyke : Stella Bergen Monrell
- 1941 : La Famille Stoddard (Adam Had Four Sons) de Gregory Ratoff : Emilie Gallatin
- 1941 : Docteur Jekyll et M. Hyde (Dr. Jekyll and Mr. Hyde) de Victor Fleming : Ivy Peterson
- 1942 : Casablanca de Michael Curtiz : Ilsa
- 1943 : Pour qui sonne le glas (For Whom the Bell Tolls) de Sam Wood : Maria
- 1943 : Swedes in America d'Irving Lerner : elle-même (court métrage documentaire)[272]
- 1944 : Hantise (Gaslight) de George Cukor : Paula Alquist Anton
- 1945 : La Maison du docteur Edwardes (Spellbound) d'Alfred Hitchcock : Dr Constance Petersen
- 1945 : L'Intrigante de Saratoga (Saratoga Trunk) de Sam Wood : Clio Dulaine
- 1945 : Les Cloches de Sainte-Marie (The Bells of St. Mary's) de Leo McCarey : Sœur Mary Benedict
- 1946 : Les Enchaînés (Notorious) d'Alfred Hitchcock : Alicia Huberman Sebastian
- 1946 : The American Creed de Robert Stevenson : elle-même (court métrage)[889]
- 1948 : Arc de Triomphe (Arch of Triumph) de Lewis Milestone : Joan Madou
- 1948 : Jeanne d'Arc (Joan of Arc) de Victor Fleming : Jeanne d'Arc
- 1949 : Les Amants du Capricorne (Under Capricorn) d'Alfred Hitchcock : Lady Henrietta Flusky
- 1950 : Stromboli (Stromboli, terra di Dio) de Roberto Rossellini : Karin
- 1952 : Europe 51 (Europa 51) de Roberto Rossellini : Irene Girard
- 1953 : Nous les femmes (Siamo donne), épisode Ingrid Bergman de Roberto Rossellini : elle-même
- 1954 : Voyage en Italie (Viaggio in Italia) de Roberto Rossellini : Katherine Joyce
- 1954 : La Peur (La paura) de Roberto Rossellini : Irene Wagner
- 1954 : Jeanne au bûcher (Giovanna d'Arco al rogo) de Roberto Rossellini : Jeanne d'Arc
- 1956 : Elena et les Hommes de Jean Renoir : Elena Sokorowska
- 1956 : Anastasia d'Anatole Litvak : Anastasia
- 1958 : Indiscret (Indiscreet) de Stanley Donen : Anne Kalman
- 1958 : L'Auberge du sixième bonheur (The Inn of the Sixth Happiness) de Mark Robson : Mrs. Gladys Aylward
- 1961 : Aimez-vous Brahms ? (Goodbye Again) d'Anatole Litvak : Paula Tessier
- 1961 : Auguste de Pierre Chevalier : (apparition non créditée)
- 1964 : La Rancune (The Visit) de Bernhard Wicki : Karla Zachanassian
- 1964 : La Rolls-Royce jaune (The Yellow Rolls-Royce) d'Anthony Asquith : Gerda Millett
- 1967 : Stimulantia d'un collectif de réalisateurs, dont Hans Alfredson, Tage Danielsson, Ingmar Bergman, Jörn Donner, Gustaf Molander ou Vilgot Sjöman : Mathilde Hartman
- 1969 : Fleur de Cactus (Cactus Flower) de Gene Saks : Stephanie Dickinson
- 1970 : La Pluie de printemps (A Walk in the Spring Rain) de Guy Green : Libby Meredith
- 1970 : Langlois de Roberto Guerra et Eila Hershon (moyen métrage documentaire sur Henri Langlois)[890]
- 1973 : From the Mixed-Up Files of Mrs. Basil E. Frankweiler de Fielder Cook : Mrs. Frankweiler[891]
- 1974 : Le Crime de l'Orient-Express (Murder on the Orient Express) de Sidney Lumet : Greta Ohlsson
- 1976 : Nina (A Matter of Time) de Vincente Minnelli : Comtesse Sanziani
- 1977 : Le Centre Georges Pompidou de Roberto Rossellini : elle-même (moyen métrage documentaire)
- 1978 : Sonate d'automne (Hostsonaten) d'Ingmar Bergman : Charlotte

### Actrice de télévision
- 1959 : Startime: The Turn of the Screw de John Frankenheimer : la gouvernante
- 1961 : 24 Hours in a Woman's Life de Silvio Narizzano : Clare Lester
- 1963 : Hedda Gabler d'Alex Segal : Hedda Gabler
- 1966 : The Human Voice[x] de Ted Kotcheff : (monologue)
- 1977 : Great Performances: Childhood : une invitée
- 1979 : The American Film Institute Salute to Alfred Hitchcock[892] : Elle-même
- 1982 : Une femme nommée Golda (A Woman Called Golda) d'Alan Gibson : Golda Meir

## Théâtre
- 1940 : Liliom de Ferenc Molnár, mise en scène de Vinton Freedley – Forty-Fourth Street Theatre, New York (États-Unis).
- 1941 : Anna Christie (en) d'Eugene O'Neill, mise en scène de John Houseman et Alfred de Liagre Jr. – théâtre Lobero, Santa Barbara (États-Unis).
- 1946 : Jeanne de Lorraine (Joan of Lorraine) de Maxwell Anderson, mise en scène Margo Jones – théâtre Alvin, New York (États-Unis).
- 1953 : Jeanne d'Arc au bûcher, oratorio d'Arthur Honegger et Paul Claudel, mise en scène Roberto Rossellini – Théâtre San Carlo, Naples (Italie).
- 1956 : Thé et Sympathie (Tea and Sympathy) de Robert Anderson, avec Jean-Loup Philippe, mise en scène Jean Mercure, Théâtre de Paris, Paris (France).
- 1962 : Hedda Gabler d'Henrik Ibsen, mise en scène Raymond Rouleau – Théâtre Montparnasse, Paris (France).
- 1965 : Un mois à la campagne (A Month in the country) d'Ivan Tourgueniev, mise en scène Michael Redgrave – théâtre Yvonne-Arnaud, Guilford (Grande-Bretagne).
- 1967 : More Stately Mansions d'Eugene O'Neill, mise en scène José Quintero – théâtre Broadhurst, New York (États-Unis).
- 1971 : La Conversion du capitaine Brassbound (Captain Brassbound's conversion) de George Bernard Shaw – théâtre de Cambridge (en) à Londres (Grande-Bretagne) et, en 1972, Opera House, Kennedy Center, Washington, D.C. (États-Unis).
- 1975 : L'Épouse fidèle (The Constant Wife) de Somerset Maugham, mise en scène John Gielgud – théâtre Schubert, New York (États-Unis).
- 1979 : Waters of the Moon de Norman Charles Hunter, mise en scène Patrick Garland – Theatre Royal Haymarket, Londres (Grande-Bretagne).

## Distinctions

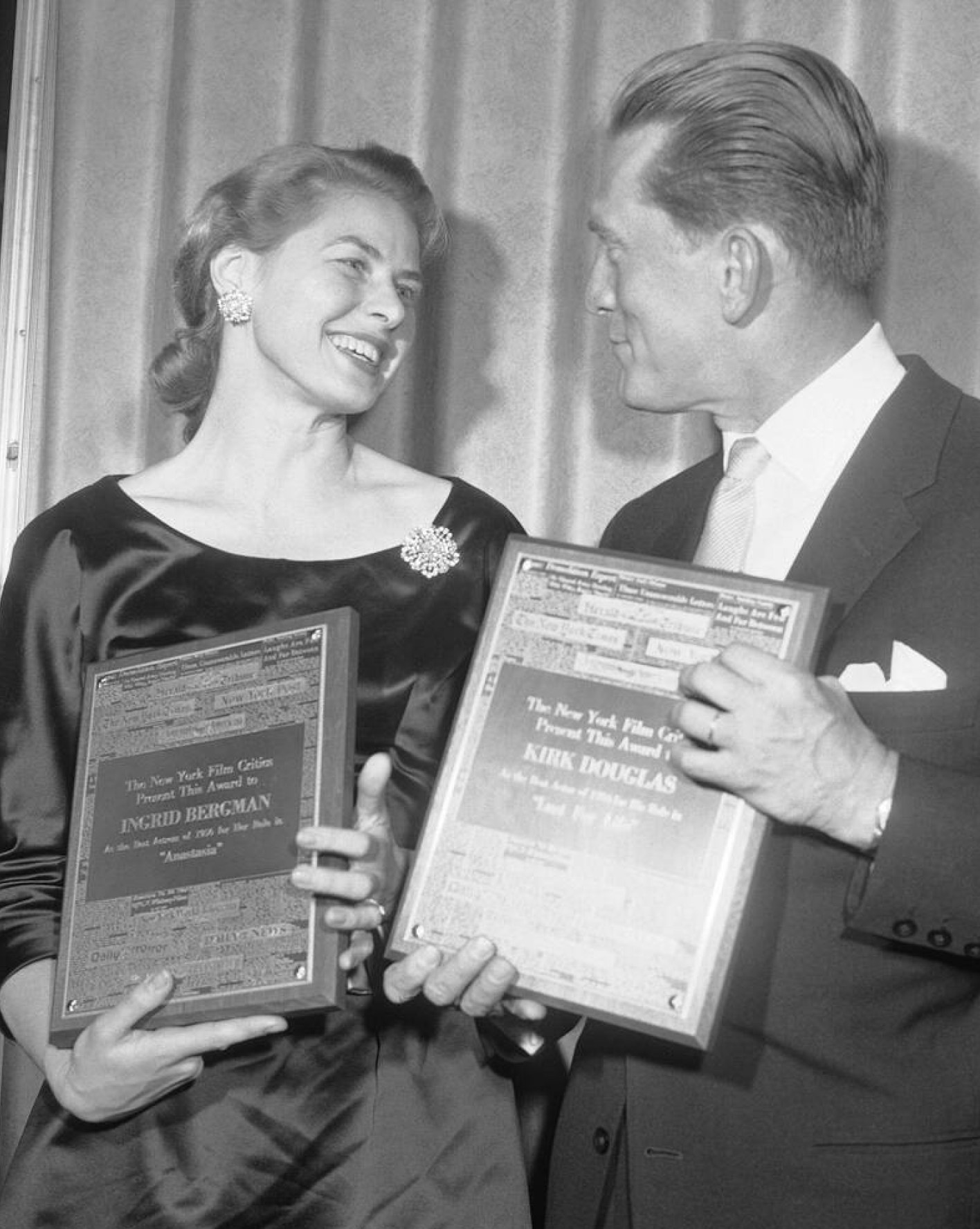
Ingrid Bergman et Kirk Douglas récompensés au New York Film Critics Circle 1957.

### Récompenses
- Oscars 1945 : Meilleure actrice pour Hantise
- Golden Globes 1945 : Meilleure actrice dans un film dramatique pour Hantise
- Golden Globes 1946 : Meilleure actrice dans un film dramatique pour Les Cloches de Sainte-Marie
- 1946 : Prix de la Vedette Féminine la plus populaire lors de la cérémonie des Photoplay
- 1946 : New York Film Critics Circle de la meilleure actrice pour le film romantique La Maison du docteur Edwardes
- 1946 : New York Film Critics Circle de la meilleure actrice pour le drame familial Les Cloches de Sainte-Marie
- 1947 : Prix de la Vedette Féminine la plus populaire lors de la cérémonie des Photoplay
- 1948 : Prix de la Vedette Féminine la plus populaire lors de la cérémonie des Photoplay
- 1951 : Bambi de la meilleure actrice internationale dans pour le drame Les Amants du Capricorne
- 1951 : Bambi de la meilleure actrice internationale dans pour le drame romantique Stromboli
- 1952 : Bambi de la meilleure actrice internationale dans pour le drame romantique Les Enchaînés
- 1953 : Bambi de la meilleure actrice internationale dans pour le drame Europe 51
- 1954 : Bambi de la meilleure actrice internationale dans pour le drame Voyage en Italie
- Golden Globes 1957 : Meilleure actrice dans un film dramatique pour Anastasia
- Rubans d'argent 1951 : Meilleure actrice pour le drame Stromboli
- Rubans d'argent 1952 : Meilleure actrice pour le drame Europe 51
- Mostra de Venise 1952 : Coupe Volpi de la meilleure interprétation féminine pour le drame Europe 51
- David di Donatello 1957 : Meilleure actrice étrangère pour Anastasia
- Oscars 1957 : Meilleure actrice pour Anastasia
- 1958 : National Board of Review de la meilleure actrice pour le film dramatique L'Auberge du sixième bonheur
- 1958 : Prix de la Vedette Féminine lors de la cérémonie des Laurel Awards
- 1959 : Prix de la Vedette Féminine lors de la cérémonie des Laurel Awards
- 1960 : Prix de la Vedette Féminine lors de la cérémonie des Laurel Awards
- 1960 : Primetime Emmy de la meilleure actrice dans une série télévisée pour Startime
- Oscars 1975 : Meilleure actrice dans un second rôle pour Le Crime de l'Orient-Express
- 1975 : BAFTA de la meilleure actrice dans un second rôle dans un film dramatique pour Le crime de l'Orient-Express
- 1976 : César d'honneur lors de la 1re cérémonie des César
- 1978 : National Board of Review de la meilleure actrice pour le film musical Sonate d'automne
- 1979 : National Society of Film Critics de la meilleure actrice pour le film musical Sonate d'automne
- David di Donatello 1979 : Meilleure actrice étrangère pour Sonate d'automne, partagée avec Liv Ullmann
- Golden Globes 1983 : Meilleure actrice dans une mini-série ou un téléfilm pour Une femme nommée Golda

### Nominations
- 1944 : New York Film Critics Circle de la meilleure actrice pour le film dramatique Hantise
- Oscars 1944 : Meilleure actrice pour Pour qui Sonne le Glas
- Oscars 1946 : Meilleure actrice pour Les Cloches de Sainte-Marie
- Oscars 1949 : Meilleure actrice pour Jeanne d'Arc
- 1950 : Bambi de la meilleure actrice internationale dans un drame historique pour Jeanne d'Arc (1948)
- 1955 : Bambi de la meilleure actrice internationale dans pour le film dramatique La peur (1954)
- 1956 : New York Film Critics Circle de la meilleure actrice pour le film dramatique Anastasia
- Golden Globes 1959 : Meilleure actrice dans un film musical ou une comédie pour Indiscret
- Golden Globes 1959 : Meilleure actrice dans un film dramatique pour L'Auberge du sixième bonheur
- 1959 : BAFTA de la meilleure actrice étrangère pour L'Auberge du sixième bonheur (1958)
- 1961 : Primetime Emmy Award de la meilleure actrice dans une mini-série ou un téléfilm pour Twenty-Four Hours in a Woman's Life (1961)
- Golden Globes 1970 : Meilleure actrice dans un film musical ou une comédie pour Fleur de cactus
- 1978 : New York Film Critics Circle de la meilleure actrice pour le drame musical Sonate d'automne (1978)
- Golden Globes 1979 : Meilleure actrice dans un film dramatique pour Sonate d'automne (1978)
- Oscars 1979 : Meilleure actrice pour Sonate d'automne
- 1982 : Primetime Emmy Award de la meilleure actrice dans une mini-série ou un téléfilm pour Une femme nommée Golda

## Voix françaises
- Paula Dehelly dans :
  - Docteur Jekyll et M. Hyde
  - Hantise
  - La Maison du docteur Edwardes
  - Les Cloches de Sainte-Marie
  - Les Enchaînés
  - Jeanne d'Arc
  - Arc de Triomphe
  - La Rolls-Royce jaune
  - Fleur de Cactus

- Éléonore Hirt dans :
  - Pour qui sonne le glas (1er doublage)
  - L'Auberge du sixième bonheur
  - Le Crime de l'Orient-Express

- Claire Guibert dans :
  - Les Amants du Capricorne
  - Anastasia
  - Indiscret

et aussi :
- Vivette Galy dans Casablanca (1er doublage)
- Évelyne Séléna dans Casablanca (2e doublage)
- Monique Thierry dans Tombe les filles et tais-toi (extrait de Casablanca)